# 比勒费尔德
比勒费尔德（德語發音：[ˈbiːləfɛlt] ⓘ）是北莱茵-威斯特法伦州东北部代特莫尔德行政区的一个非县辖城市。它拥有超过334,000名居民，是东威斯特法伦-利珀地区最大的城市及其经济中心。比勒费尔德是北莱茵-威斯特法伦州的第八大城市，在国家规划中被列为区域中心。在人口方面，它在德国主要城市的名单中排名第18位，面积排名第11位。
比勒费尔德的历史可以追溯到9世纪初，而它在1214年首次被称为城市。这座商镇位于条顿堡森林横向山谷的北端，旨在促进拉文斯贝格的贸易，成为其中最大的城镇。比勒费尔德长期以来一直是亚麻工业的中心。今天，这座城市主要是食品工业、贸易和服务公司、印刷和服装工业以及机械工程产业的所在地。它的大学，旭格国际集团和比勒费尔德足球俱乐部在该地区以外都很有名。

## 地理

### 地理位置

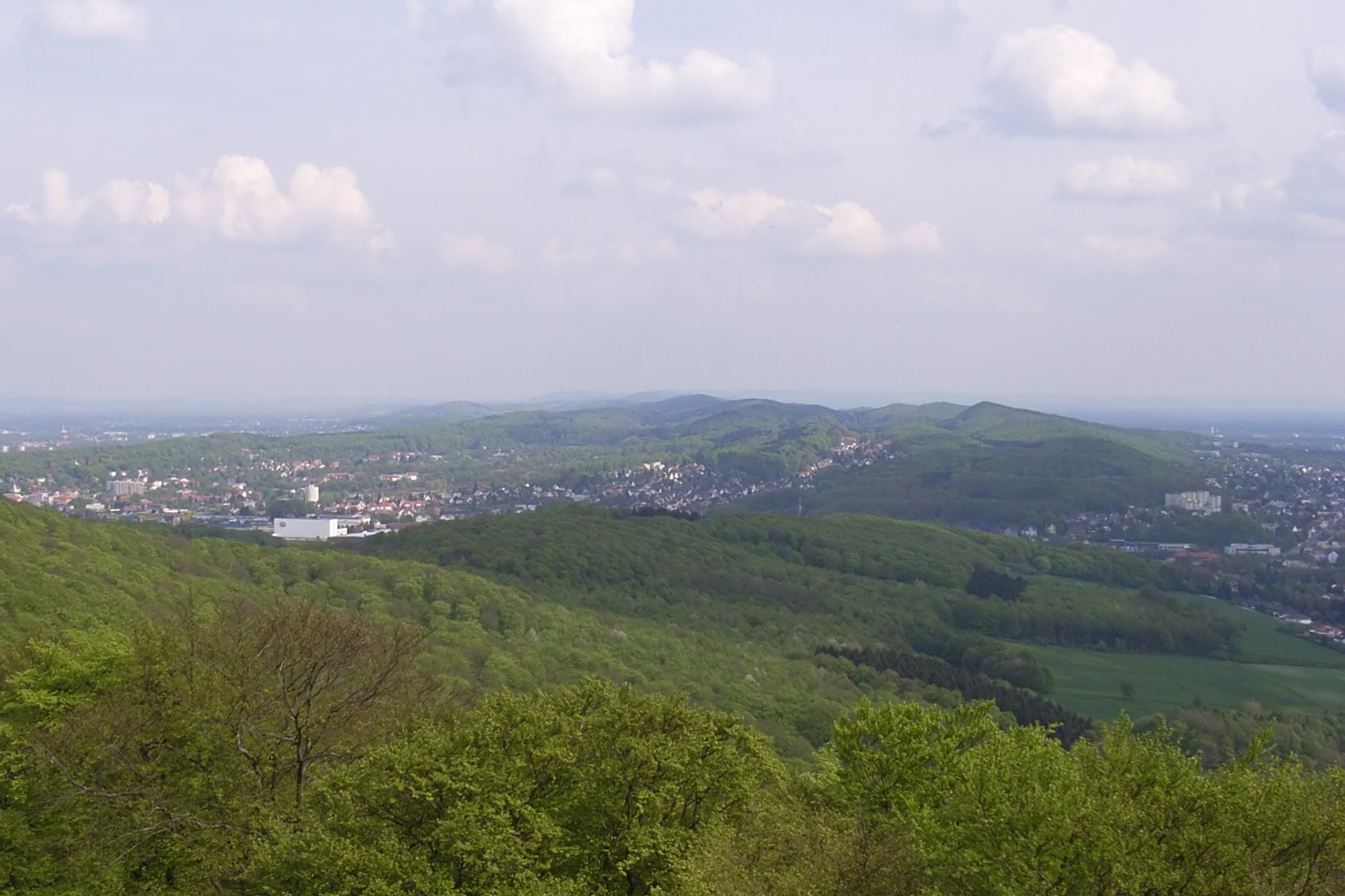
比勒费尔德山口

比勒费尔德位于威悉河和埃姆斯河之间的分水岭上。市区可以分为三个不同的自然区。包括市中心在内的北部和东北部都镶嵌在拉文斯贝格山脉的丘陵景观中。紧邻南部的是条顿堡森林的山脉，从西北偏西到东南偏东贯穿比勒费尔德。比勒费尔德山口是一个重要的交通要道，从这里开始，加代尔包姆区一直延伸到卡姆盖尔山脉的纵向山谷中。南部属于威斯特法伦低地，其在比勒费尔德山口以西的边缘地带形成了塞内区的沙地，除了布拉克韦德区的部分地区外，塞内区和塞内施塔特区也位于其中。

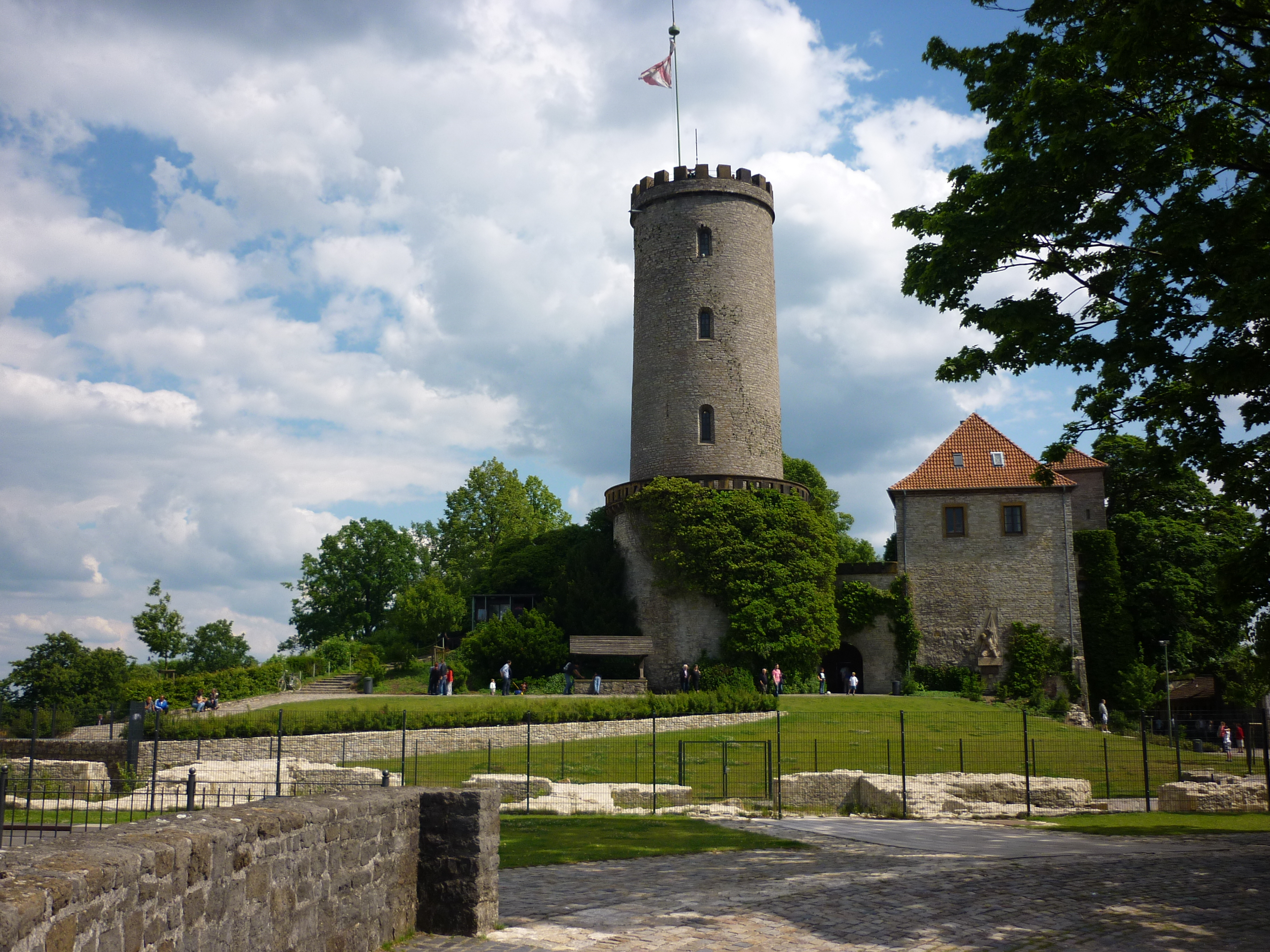
斯帕伦贝格城堡

卢特巴赫河流经市中心。因此，在文献中，比勒费尔德有时被描述为卢特巴赫河畔。这条溪流在15世纪从卢特河分流出来，卢特河发源于奎勒区并流向居特斯洛。比勒费尔德的北部地区位于拉文斯贝格丘陵起伏的景观中，那里有田野、草地、溪流和小河，还有人工的奥伯湖，它是该市最大的水域，是为调节阿河的水利而开垦的。城市的东北部通过阿河流入威悉河，而西南部的水则流入埃姆斯河。分水岭是几乎完全被森林覆盖的条顿堡森林山脉形成的。它是该市居民的一个休闲区。许多远足小径穿过比勒费尔德市中心的条顿堡森林。其中最著名的是赫曼斯威格小径，它从代特莫尔德附近的赫尔曼纪念碑经斯帕伦贝格城堡到达赖讷。位于条顿堡森林以南的塞内区是由冰河时代的沙子沉积而成，只有比勒费尔德市中心还保留着残存的石楠地。今天，这个地区的地貌特点是田野、草原和小森林，但也有干草原、沼泽森林和湿草甸。

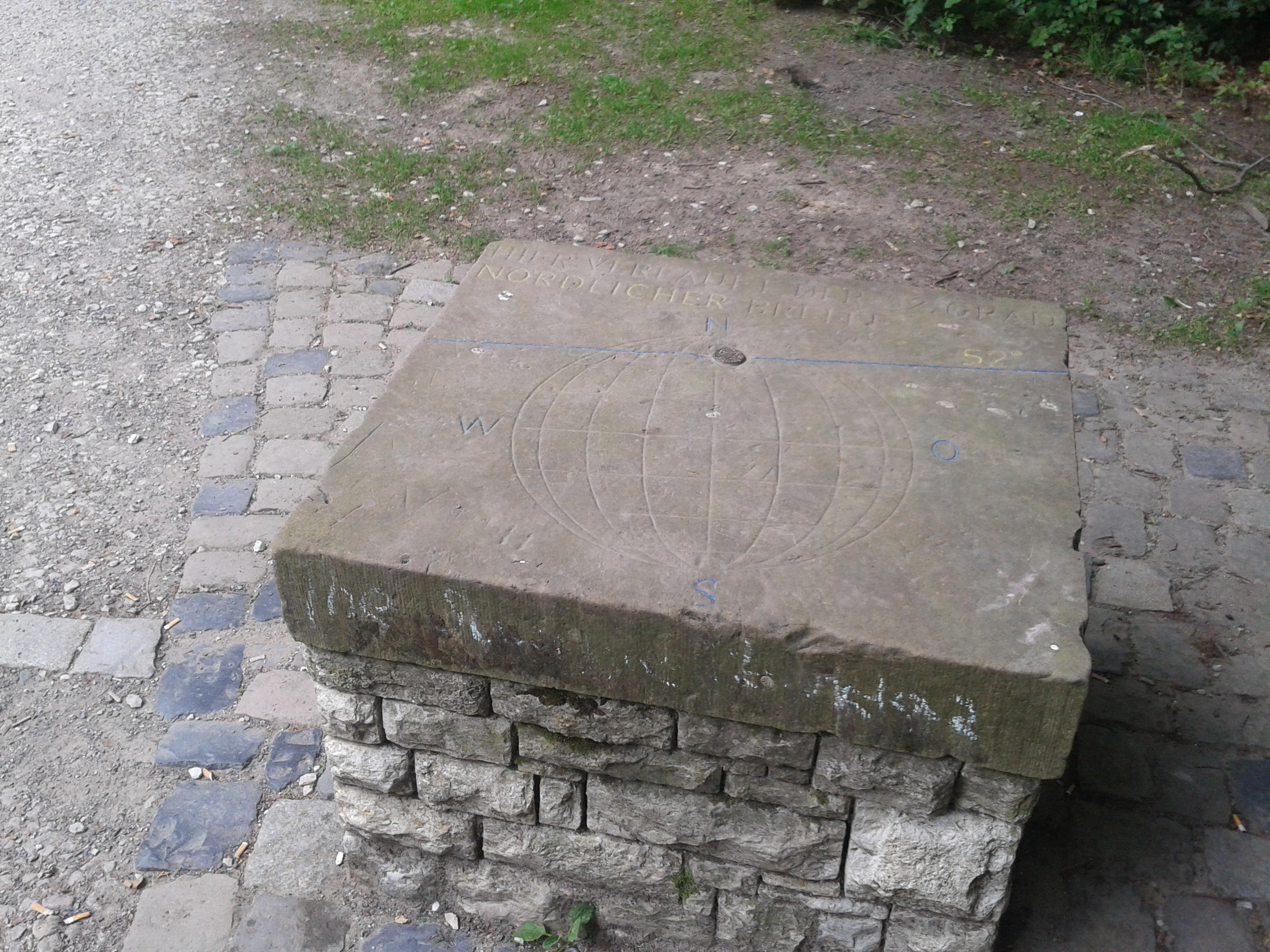
北纬52度的标记

这座城市的最高点位于拉梅尔夏根区的Auf dem Polle山顶，标准高程零点以上320米，最低点位于与黑尔福特交界的布瑞克安德阿区，标准高程零点71米。因此，根据海拔高度划分，比勒费尔德拥有两种景观形态，即北部较高的拉文斯堡丘陵地带和南部威斯特法伦湾的低地。北纬52度贯穿市区，在赫曼斯韦格有一块标记石。
比勒费尔德是北莱茵-威斯特法伦州最北端的大城市。最近的主要城市是居特斯洛（西南18公里）、帕德博恩（东南40公里）、奥斯纳布吕克（西北45公里）、哈姆（西南60公里）、明斯特（西65公里）、汉诺威（东北100公里）、希尔德斯海姆（东100公里），锡根（南140公里）和不来梅（北200公里）。比勒费尔德位于一个沿哈姆-明登铁路线和从居特斯洛经比勒费尔德和赫尔福德到明登的平行2号高速公路延伸的集聚区。

### 城市概况
根据比勒费尔德市的法规，市区分为十个区。
| 编号 | 区           | 地图 |
| ---- | ------------ | ---- |
| 1    | 中央区       |      |
| 2    | 希尔代谢     |      |
| 3    | 加代尔包姆   |      |
| 4    | 布拉克韦德   |      |
| 5    | 多恩贝格     |      |
| 6    | 约伦贝克     |      |
| 7    | 黑彭         |      |
| 8    | 施蒂格霍斯特 |      |
| 9    | 塞内施塔特   |      |
| 10   | 塞内         |      |

### 城市的土地使用
比勒费尔德被列为“小都市”，面积为258.83平方公里。市区最大延伸范围为南北向22公里，东西向19公里。比勒费尔德的详细土地使用情况可参见下表：住宅区和交通占43.7%，植被和水域占56.3%。农业用地的比例比北威州的同类城市高出约四个百分点。约7.5%的城市面积被指定为自然保护区。在林区中，有2363公顷属于比勒菲尔德市的森林。
| 按使用类型划分的区域   | 面积（平方公里） | 占总面积的百分比 |
| ---------------------- | ---------------- | ---------------- |
| 住宅、工业和商业空间   | 57.65            | 22.3%            |
| 采石场土地和矿渣堆     | 0.11             | 0.0%             |
| 运动休闲区、墓地区     | 16.40            | 6.3%             |
| 其他用途               | 13.80            | 5.3%             |
| 交通区                 | 25.02            | 9.7%             |
| 农业区                 | 86.13            | 33.3%            |
| 林区                   | 57.19            | 22.1%            |
| 荒野、荒地、沼泽、荒地 | 0.71             | 0.3%             |
| 水域                   | 1.80             | 0.7%             |

### 气候
比勒费尔德的气候是由其在中欧海洋-大陆过渡区的位置和在条顿堡森林的位置决定的。该地区主要处于亚大西洋海洋性气候区，部分地受大陆性气候影响。在大西洋的影响下，冬季通常比较温和，夏季适度温暖，降水分布相对均匀。中心地区年平均气温8.5°C左右。在条顿堡林山的高海拔地区，温度明显较低，为7.5至8℃左右。
降水受到条顿堡森林位置的显着影响。总体而言，比勒费尔德是北莱茵-威斯特法伦州最潮湿的城市之一，与贝吉舍斯兰和西格兰大致相当。所有月份的年降水量都远高于州平均水平。根据位置的不同，年降水量通常在800至1000毫米左右。市中心地区年降水量约890毫米。由于盛行风主要从西南吹来，并从大西洋带来潮湿的空气，因此在代表威悉高地边缘的第一道屏障的条顿堡森林的迎风侧有明显的降雨。奥斯宁河南缘及其南缘的年降水量远超过1000毫米。城市南部的城镇位于威斯特伐利亚湾的更远处，降雨量较少。这里的年降水量只有约750毫米。年降水量也较低，约为800毫米。
|                 | Jan | Feb  | Mär  | Apr  | Mai  | Jun  | Jul  | Aug  | Sep  | Okt  | Nov | Dez |   |      |
| 平均高温(°C)    | 5,1 | 7,1  | 10,5 | 14,5 | 18,4 | 23,8 | 24,5 | 24,4 | 20,2 | 15,3 | 8,9 | 6,9 | Ø | 15   |
| 平均低温 (°C)   | 0,3 | −0,3 | 1,6  | 2,6  | 6,2  | 11,3 | 11,9 | 12,1 | 8,5  | 7,5  | 2,6 | 2,1 | Ø | 5,6  |
| 平均气温 (°C)   | 2,7 | 3,4  | 6,1  | 9,2  | 12,8 | 17,9 | 18,4 | 18,2 | 14,3 | 11,3 | 5,8 | 4,6 | Ø | 10,4 |
|                 |     |      |      |      |      |      |      |      |      |      |     |     |   |      |
| 平均降水量(mm)  | 93  | 74   | 80   | 33   | 51   | 57   | 66   | 59   | 61   | 81   | 65  | 102 | Σ | 822  |
|                 |     |      |      |      |      |      |      |      |      |      |     |     |   |      |
| 日照时间(h/d)   | 1,2 | 3,0  | 4,3  | 6,2  | 7,1  | 7,8  | 6,8  | 6,4  | 5,4  | 3,2  | 1,8 | 1,1 | Ø | 4,5  |
|                 |     |      |      |      |      |      |      |      |      |      |     |     |   |      |
| 平均降雨天数(d) | 20  | 15   | 17   | 12   | 13   | 12   | 15   | 16   | 14   | 20   | 18  | 22  | Σ | 194  |

| 0,3 |

| −0,3 |

| 1,6 |

| 2,6 |

| 6,2 |

| 11,3 |

| 11,9 |

| 12,1 |

| 8,5 |

| 7,5 |

| 2,6 |

| 2,1 |

| 0,3 |

| −0,3 |

| 1,6 |

| 2,6 |

| 6,2 |

| 11,3 |

| 11,9 |

| 12,1 |

| 8,5 |

| 7,5 |

| 2,6 |

| 2,1 |

| N i e d e r s c h l a g | 93  | 74  | 80  | 33  | 51  | 57  | 66  | 59  | 61  | 81  | 65  | 102 |
|                         | Jan | Feb | Mär | Apr | Mai | Jun | Jul | Aug | Sep | Okt | Nov | Dez |

## 历史
2017年，在比勒费尔德-森内施塔特的一片林区发现了一座可能有2000年历史的罗马军营遗址。此外，在1988年发现了一堵环形墙，它建于公元前32/31年左右的罗马建筑工地上。
比勒费尔德早在9世纪中叶就被提及，当一份文件证明一个叫做Bylanuelde的小镇对科维修道院捐赠。1479年，一位僧人复制了这份文件。修士在旁边留下了"Bylenvelde"的注释。比勒费尔德（Bielefeld）于1214年首次被提及。比勒费尔德是在中世纪中期建立的众多城镇之一，其建立目的是确保君主的统治，因为它位于拉文斯贝格国的南部边界。君主希望把该镇发展为商业城镇和县城。
由于它位于几条古老的贸易路线的十字路口和穿过条顿堡森林的重要通道上，比勒费尔德迅速发展成为拉文斯贝格国的经济和金融中心。大约在1240年开始建造斯帕伦堡，建成后成为君主及其随从的住所。此外，城堡的目的也是为了保护城市和条顿堡森林山脉的通道。新城是在1293年以后建成的。15世纪加入了汉萨同盟后，商人和工匠阶层繁荣发展。
在三十年战争（1618-1648）前后，斯帕伦堡先后被荷兰、西班牙、瑞典和法国军队占领。1636年和1637年，鼠疫在比勒费尔德肆虐，造成大约350名受害者死亡。17世纪，比勒费尔德开始发展成为“亚麻之城”。拉文斯贝格地区的农民宁愿在农田里种植国家补贴的亚麻，而不是谷物，并在家庭工业中把它加工成亚麻布。亚麻布贸易创造了城市的一定程度的繁荣。1830年前后，由于爱尔兰、英国和比利时开始生产机织品，比勒费尔德的亚麻贸易陷入了严重的危机。许多比勒费尔德居民的经济困难导致了1848年革命期间的动荡。此外，许多人离开了他们在东威斯特法伦州的家，移民到了美国。

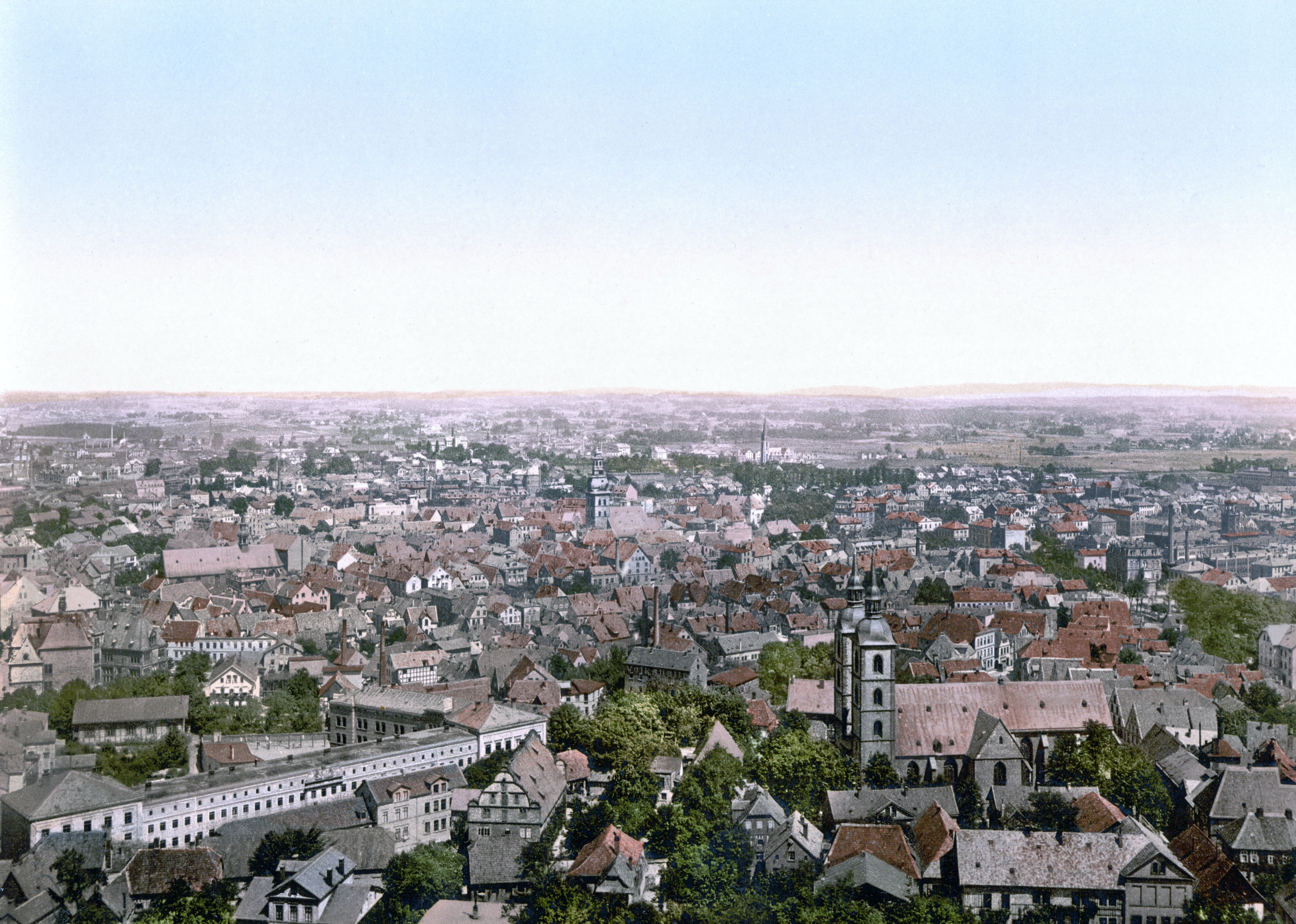
1895年左右的比勒费尔德

烟草生产于1860年左右在拉文斯伯格的农村地区发展起来。位于比勒费尔德的Gebr. Crüwell烟草厂是德国最重要的烟草厂之一，它将某些工作分包给家庭生产，这样农村人口就找到了新的收入来源。当与科隆-明登铁路的连接在1847年完成后，工厂很快发展起来。拉文斯堡纺纱厂成为欧洲最大的亚麻纺纱厂。到1870年，比勒费尔德已经是德国纺织业的中心。
1867年，Bethel集团在今天的加代尔包姆区成立。机械工程随着纺织业一起发展。今天，比勒费尔德是德国第五大机械工程基地。19世纪末，食品工业对比勒费尔德来说变得很重要。凭借欧特家集团，这座城市成为欧洲该行业最大的代表之一。 

1938年，约有900名有犹太信仰的公民居住在比勒费尔德。犹太社区在特纳大街上有一座宏伟的犹太教堂，于1905年落成。1938年11月9日至10日晚，在帝国大屠杀之夜，它被国家社会主义者抢劫并烧毁。不久之后，1938年11月12日，来自比勒费尔德和东威斯特法伦-利珀的406名男子被驱逐到布痕瓦尔德。1939年秋天，比勒费尔德的犹太人被剥夺了拥有自己居住空间的权利，并被送往所谓的犹太人住宅。在Schlosshof设立了一个劳改营。在随后的几年里，犹太人被剥夺了越来越多的权利。到目前为止，已经确定了1941年至1945年间被驱逐出比勒费尔德的1,604名犹太裔人。大屠杀受害者的总数要高得多。

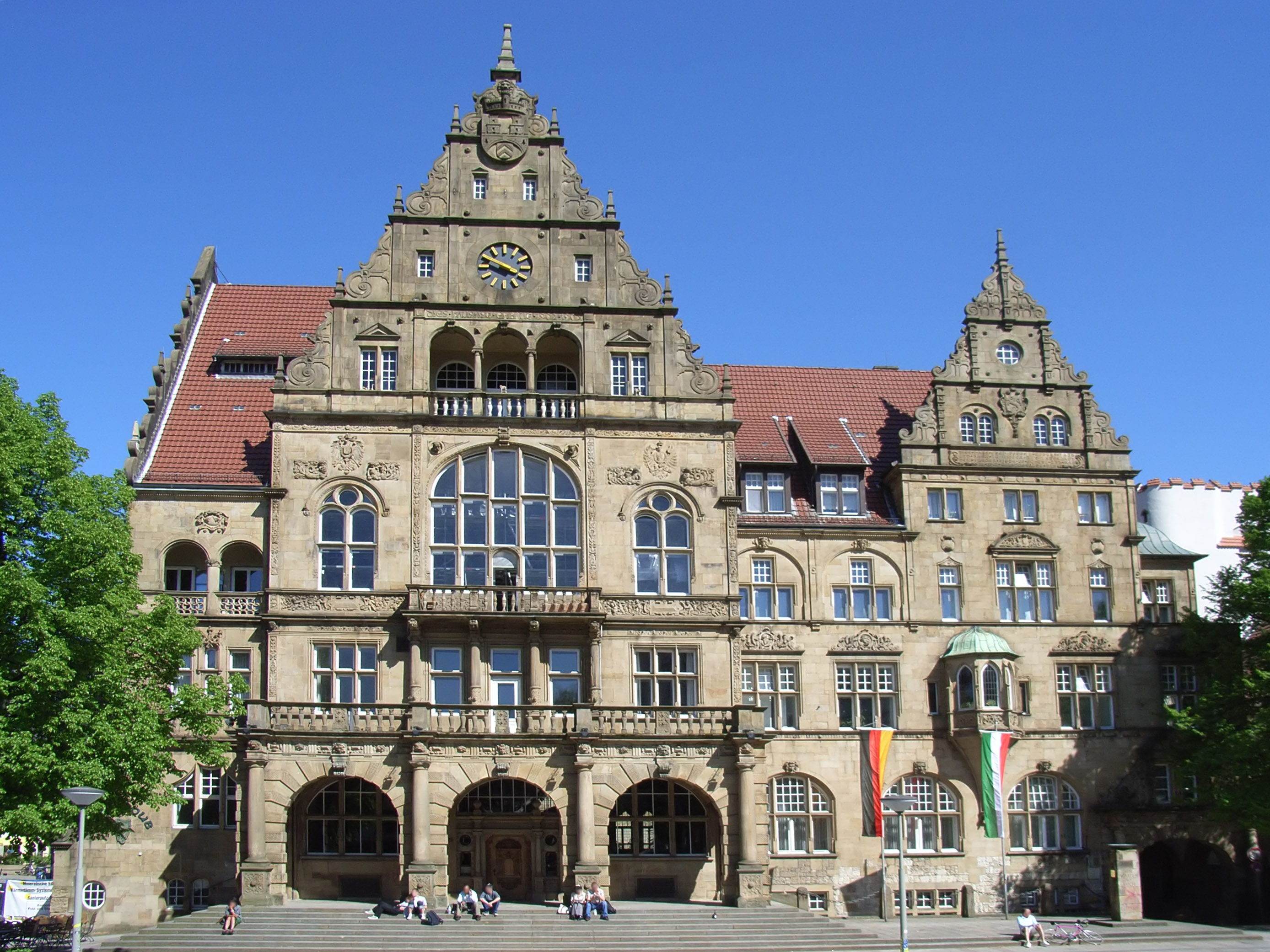
旧市政厅

二战期间对该市最严重的空袭发生在1944年9月30日，它夺去了649人的生命，大部分老城区和许多历史建筑被毁。1945年4月4日，比勒费尔德的"要塞"被美军攻占。在此之前，在城市南部的林区发生了两天的激烈战斗。由于一些比勒费尔德市民的勇气，在美军推进过程中避免了进一步的流血事件。1945年4月3日，布拉克维德区长赫尔曼·比特向美国人打开了反坦克陷阱，随后被国家民主党地区领导人枪杀。

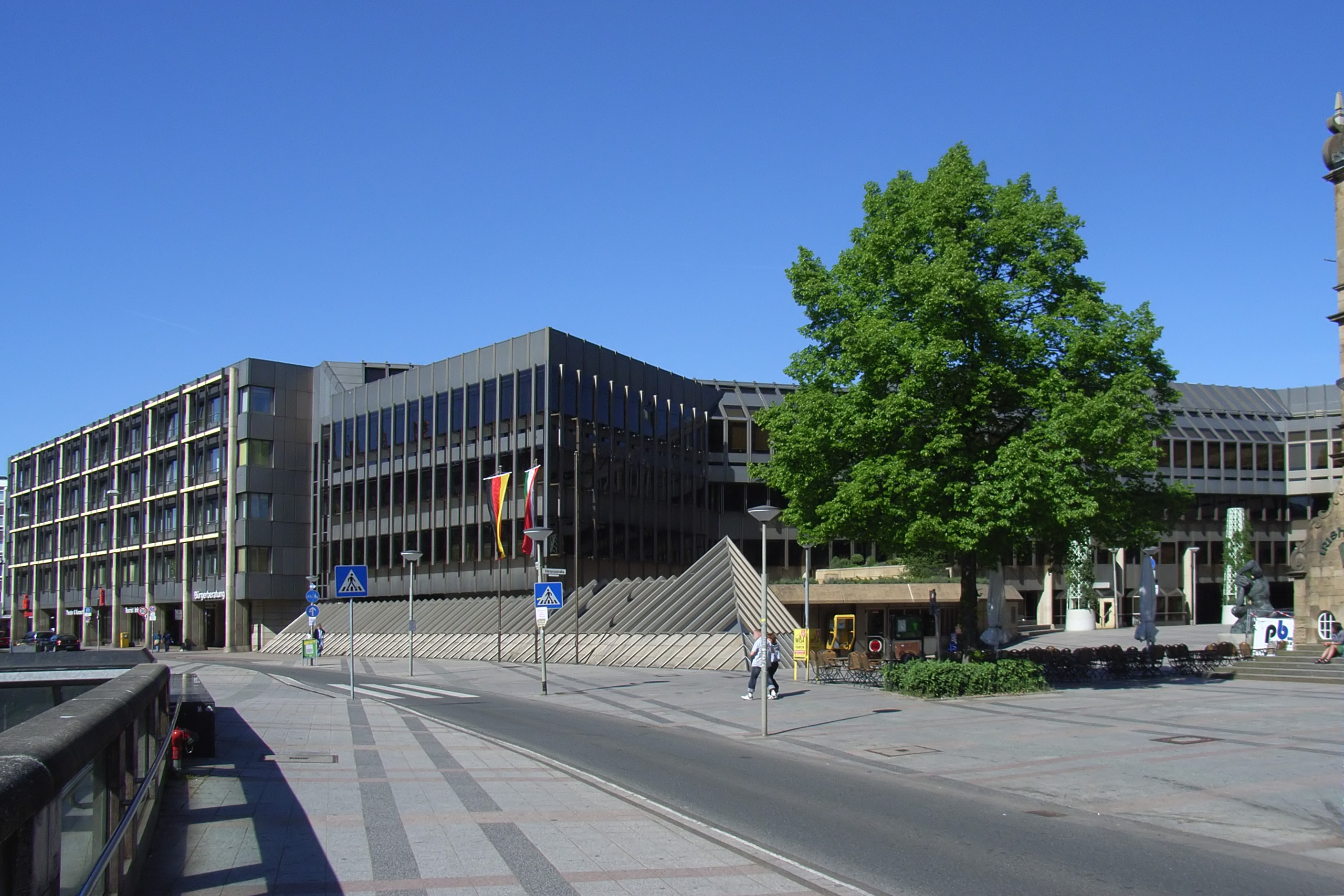
新市政厅

1945年4月4日，当美军部队向市中心推进时，新教牧师卡尔·帕夫洛夫斯基骑着自行车沿着德军戒备森严的防线，劝说德军撤退。比勒费尔德随后在没有抵抗的情况下被占领。当第一批美国吉普车驶过比勒费尔德时，市政厅已经挂起了白旗。战争期间，比勒费尔德有1300多人被炸弹炸死。
战后被毁坏的历史建筑被现代建筑所取代。工业在几年内重建，经济繁荣开始。然而，随着城市发展成为服务中心，纺织业变得越来越不重要。由于难民和流离失所者的涌入，居民人数急剧上升，到1955年已经达到15.5万人。天主教徒在人口中的比例增加，因此在20世纪50年代和60年代，大约有10个新的天主教教区教堂建成。
自20世纪60年代以来，市议会一直在规划大规模的城市重建，特别是在城市的西部地区。许多老房子面临着被拆除的威胁。该市的公民站出来反对，并能够以民主承诺阻止一些变化。
1969年，比勒费尔德大学成立，位于在城市西部的条顿堡森林边缘。它是为数不多的将几乎所有院系统一在一个屋檐下的大学之一，如今在德国大学中享有极高的声誉，拥有超过2万名学生。
1991年，经过二十多年的建设，比勒费尔德城铁系统及其城市内部隧道投入使用。

### 人口发展

1871年至2018年比勒费尔德的人口发展

1800年左右，比勒费尔德有大约5500名居民。由于工业化的发展，这一数字在随后的数十年内稳步上升，在1900年超过了60,000名居民。1930年，比勒费尔德的人口超过了10万，使该市成为一个大都市。战后，到1961年，人口增加到175,000多人，其中约60,000人是在第二次世界大战后作为难民和流离失所者来到比勒费尔德的。1972年人口略有下降后，由于几乎所有属于比勒费尔德区的城镇合并，人口在1973年增长到超过320,000，包括拥有39,856人的布拉克韦德、拥有20,187人的塞内施塔特和拥有17,421名居民的塞内（1970年的人口数字）。1973年年底的人口达到了321,200人，达到了一个中期高峰，自1991年以来，这个高峰一直被持续超越着。比勒费尔德在德国大型城市中排名第18位，在北莱茵-威斯特法伦州排名第八位。

## 政治

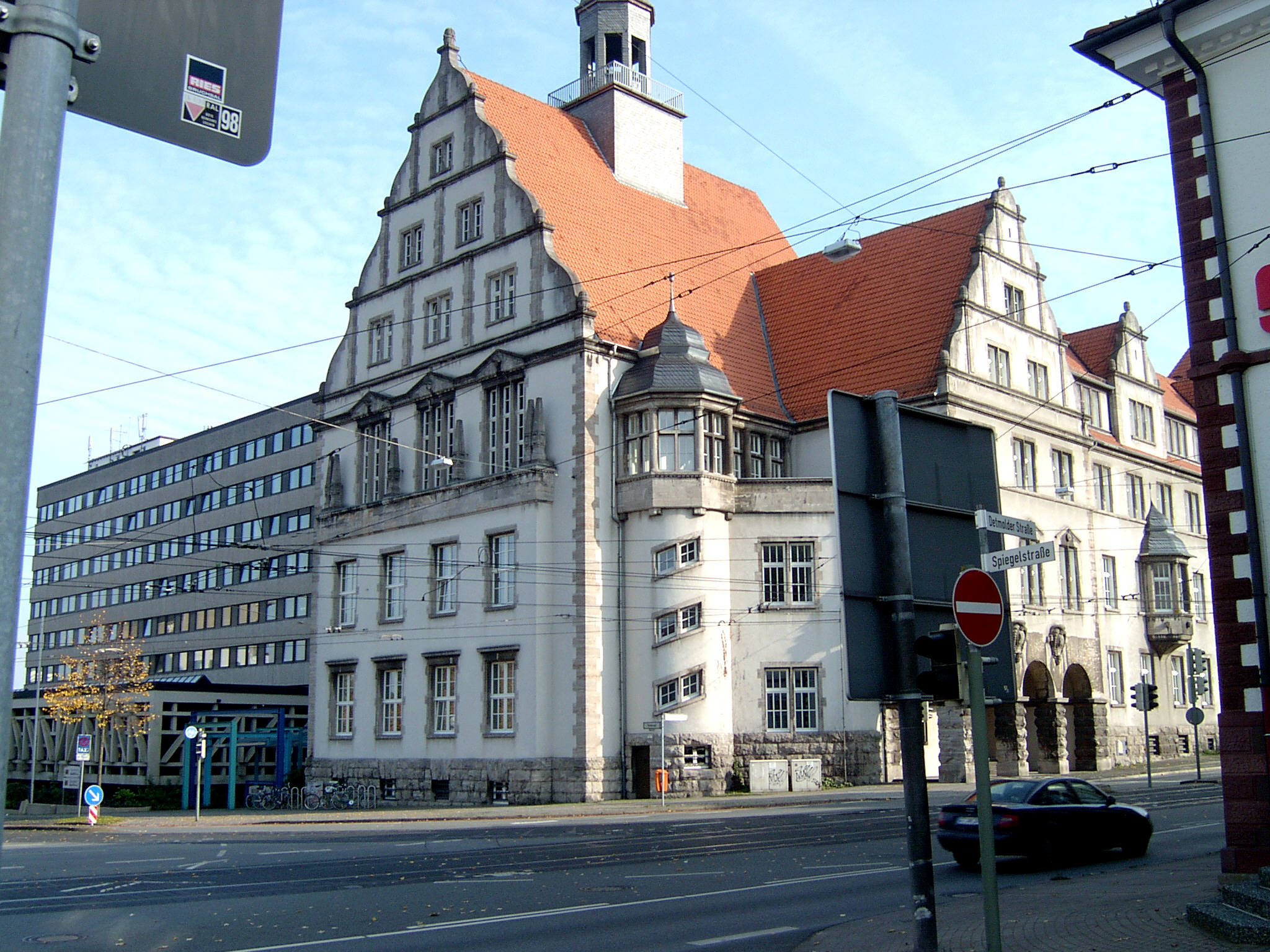
比勒费尔德地区高级法院

1994年，比勒费尔德放弃了城市管理中的双重领导制度。从那时起，就只有一个全职的市长了。他是城市的最高代表，议会主席和城市行政部门的负责人。自1999年以来，这一职位一直由选民直接选举。社民党的皮特·克劳森自2009年以来一直担任该职务。他于2020年9月27日的第二轮选举中以56.09%的有效选票被确认为市长；他的挑战者拉尔夫·内特尔斯特（CDU）获得了43.91%的选票。投票率为40.69%。
比勒费尔德市议会在新的选举期间有67名成员，其中包括依职权拥有投票权的市长。2012年底，比勒费尔德市的债务总额为16.39亿欧元。即每位居民5004欧元。

### 徽章
城市的徽章在带有两个炮塔的红色锯齿状开放式墙拱下的金色区域中显示了一个带有三个红色人字形的银色盾牌。
这个纹章的基本形式从1263年开始存在；当时它被认为是老城的徽章。1520年老城和新城合并时，徽章成为现在统一城市的官方市徽。直到19世纪，一切都没有改变，但后来纹章内的狮子变得越来越时髦，所以从那时起，徽章由两只狮子来承担。自1973年以来，没有狮子的盾形徽章一直是比勒菲尔德市的官方徽章。盾牌上的雪花纹对应的是拉文斯贝格的徽章，比勒费尔德曾经是该县的首府。塔楼显示的是外墙的外部部分。

### 联邦政治
在联邦议院选举中，比勒费尔德与维尔特市一起属于第133号比勒费尔德选区。

### 州政治
在北莱茵-威斯特法伦州议会选举中，中央区、希尔代谢区和加代尔包姆区属于92比勒费尔德I选区，黑彭、布拉克韦德、施蒂格霍斯特、塞内和塞内施塔特属于93比勒费尔德II选区，多恩贝格和耶伦贝克与博格霍尔茨豪森、哈勒、施泰因哈根、费尔斯莫尔德和韦尔特一起属于94居斯特洛I-比勒费尔德III选区。

## 经济和基础设施

### 商业

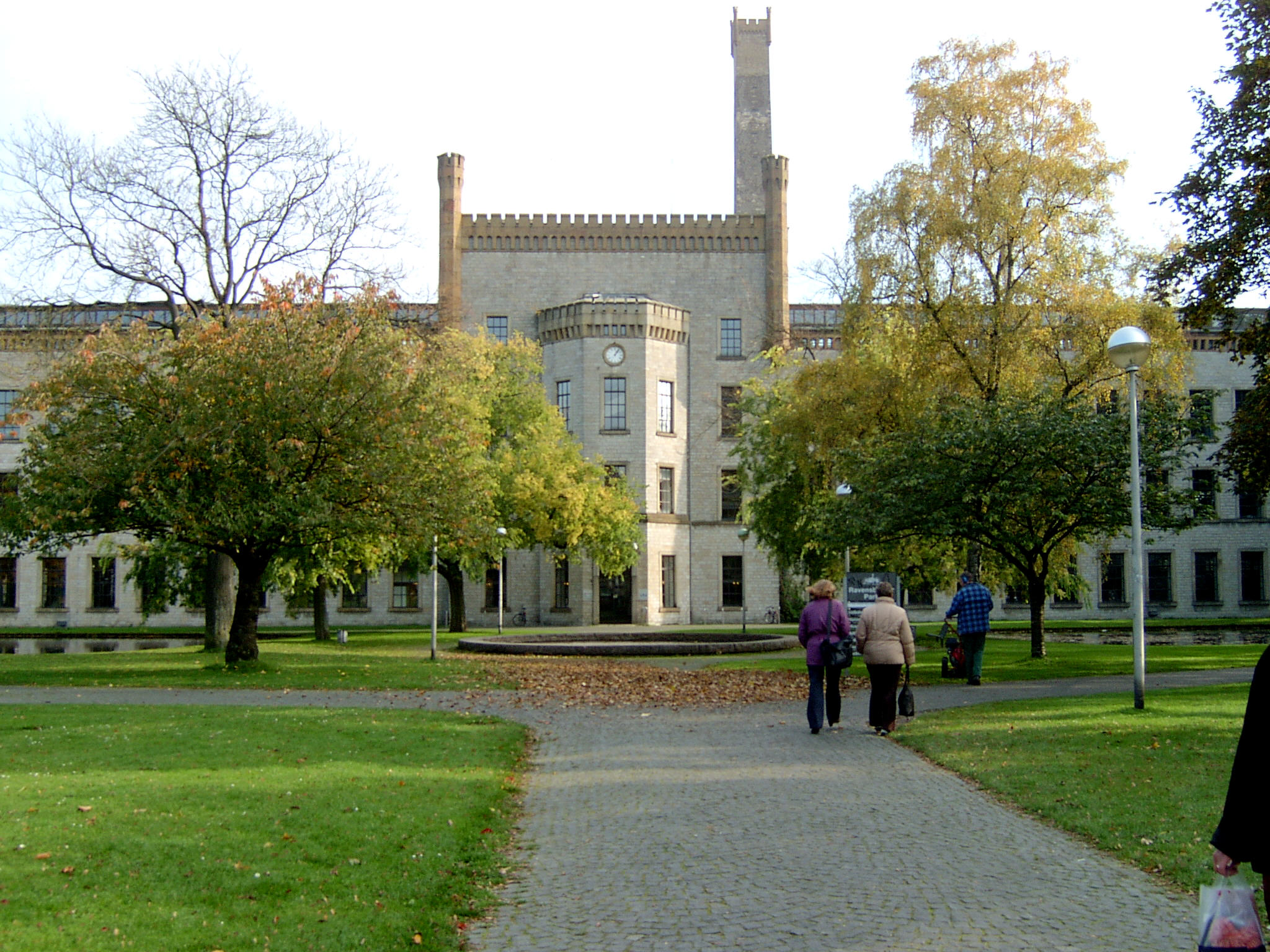
拉文斯堡纺纱厂

自9世纪以来就有文献记载比勒费尔德经济发展的基础是亚麻织造业。1309年，羊毛织造商和布匹商人联合起来，成立了约翰尼斯兄弟会（Johannisbrüderschaft）。比勒费尔德的工业化始于1847年的铁路贯通。主要原因是可以从鲁尔区以低成本运输蒸汽机所需的煤炭。第一家工厂是于1851年由博齐兄弟在科隆-明登铁路沿线建立的福尔韦茨纺纱厂。1854年，赫尔曼·德利乌斯创立了拉文斯堡纺纱厂，该厂曾一度成为欧洲最大的机械纺纱厂。该公司后来退出了市场，其建筑被保留为观光景点。1862年，机械织造厂成立，生产的纱线被加工成高质量的织物。1870年，德国约有11%的纱锭和织机在比勒菲尔德运行。
1900年前后诞生了一批工业化生产桌布和床单、衬衫和衬衣的企业。与此同时，出现了开发和制造必要机器的金属加工公司，包括Dürkopp-Werke和Kochs Adler Nähmaschinen Werke。Dürkopp最初生产缝纫机，后来生产自行车、摩托车、汽车、货车和公共汽车。

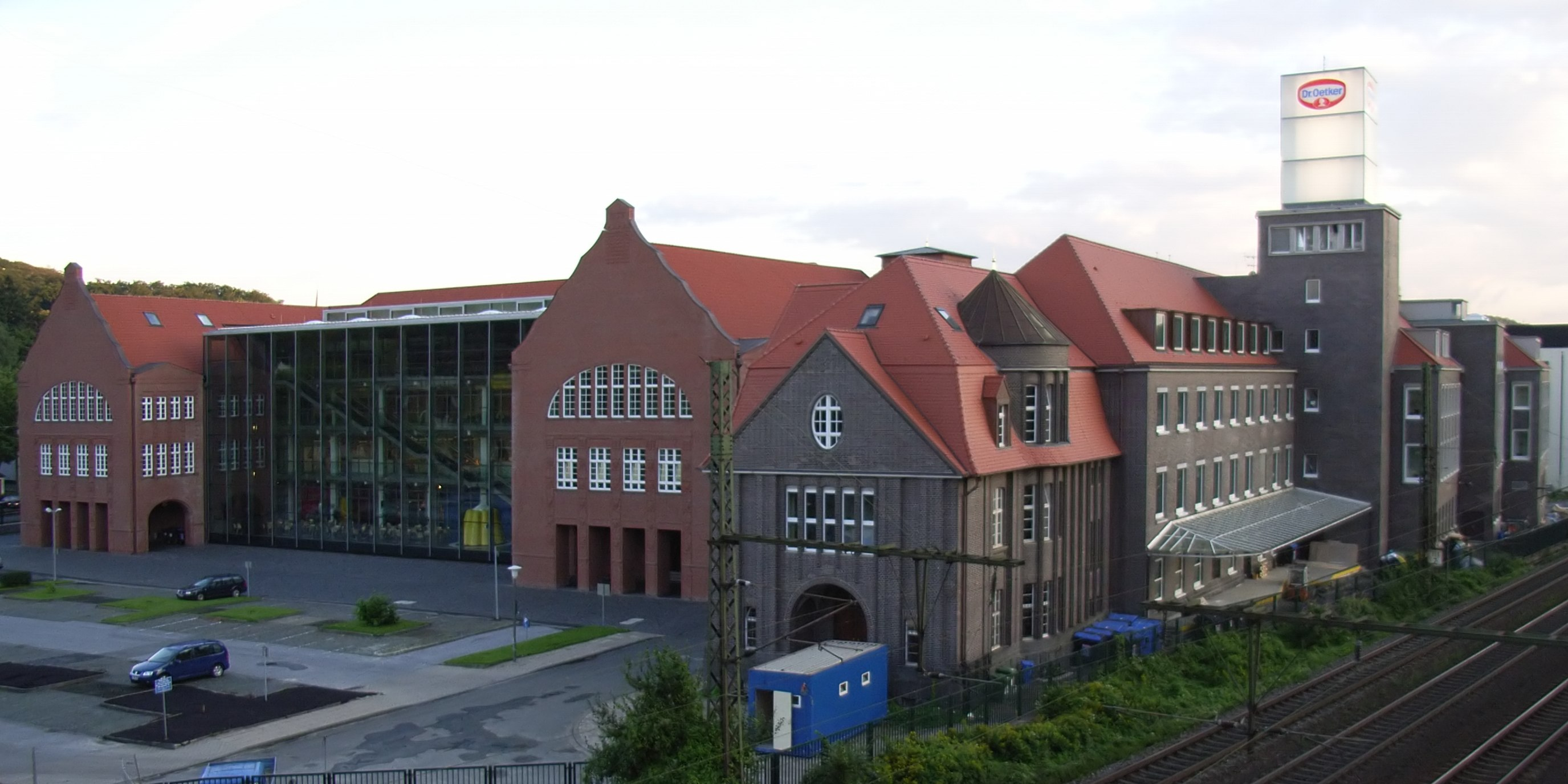
欧特家总部

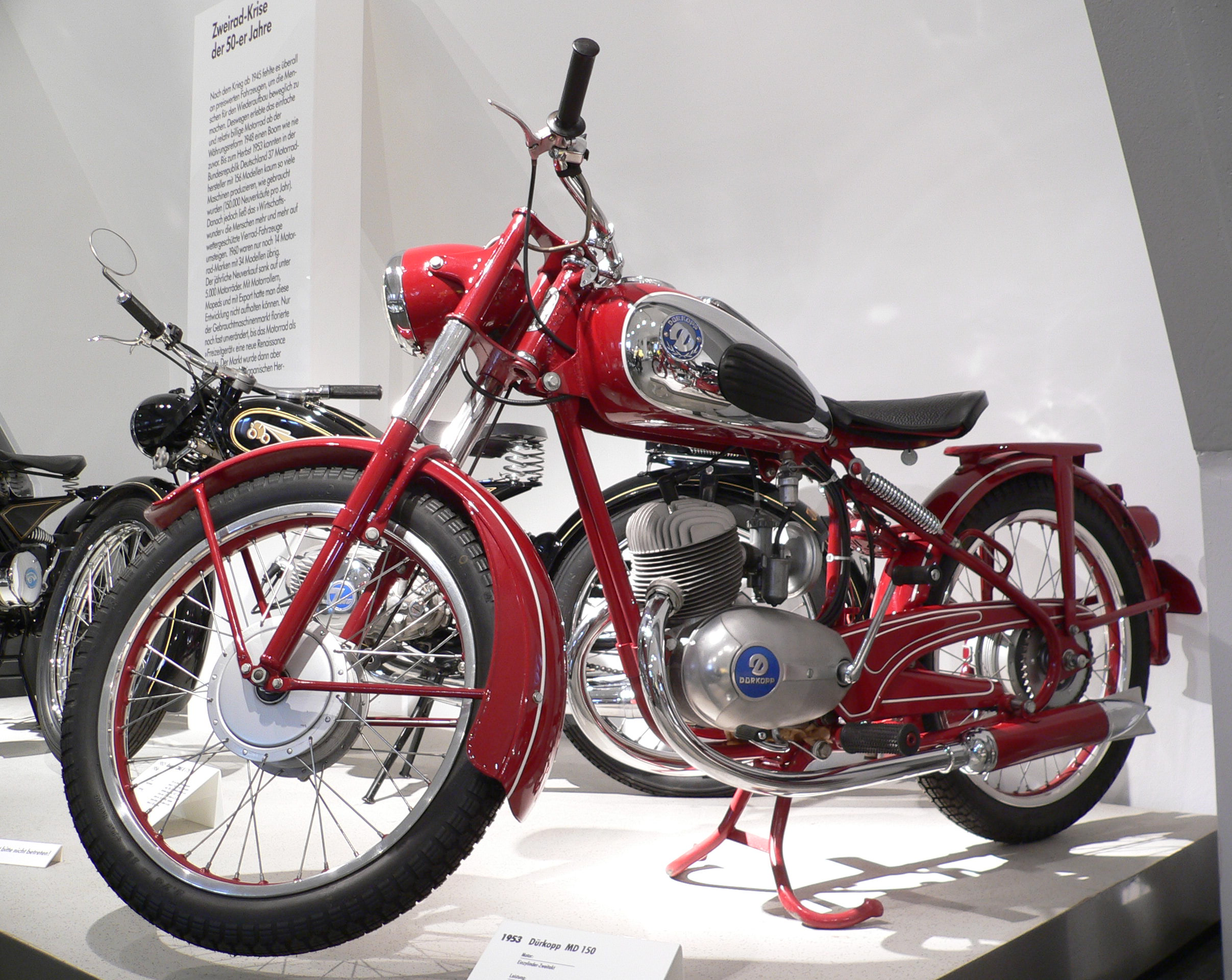
Dürkopp公司生产的摩托车

19世纪末，药剂师奥古斯特·欧特家有了在工业规模上生产包装泡打粉的想法。他的理念非常成功，以至于随着时间的推移，他的药厂成为了一家世界知名的公司。1900年，欧特家建立了第一家工厂，到1906年已经销售了5000万包发粉。
今天，该市的经济由食品和饮料、金属加工、机械工程、化工和服装等行业组成。最重要的公司是欧特家、旭格集团、博尔豪夫、Dürkopp Adler、Dürkopp Fördertechnik、DMG Mori、穆勒集团、斯达拉格集团、Goldbeck和Seidensticker。零售以马克特考夫超市、JAB安施特茨和EK集团等为代表，服务领域应提及德迅、Piening、TNS Emnid、TNS Infratest、Itelligence和ruf。其他重要的雇主是教育部门、大学、应用科学大学和学校，以及卫生和社会服务部门，特别是Bethel集团，它是该市最大的雇主，在比勒费尔德有18449个工作岗位。
2016年，比勒费尔德创造了128.60亿欧元的国内生产总值(GDP)，按经济产出计算，在德国城市中排名第28位。同年，人均GDP为38,588欧元（北威州：37,416欧元/德国38,180欧元），略高于地区和国家平均水平。2017年，全市在岗职工约20.23万人。2018年12月失业率为6.7%，略高于北威州的平均水平，为6.4%。
在该市大约126,000名参加社会保险的员工中，大约40%的人从周边地区通勤到比勒费尔德。
自2013年以来，比勒费尔德一直是一个公平贸易城市。公平贸易产品可以在近200家比勒费尔德零售店、咖啡馆、教区、学校、俱乐部和其他组织中购买到。

### 交通

#### 铁路和公共汽车运输

比勒费尔德的公共交通网络。 黑线为铁路，蓝线为城铁，白线为公交线路。 红点表示车站/站点。

比勒费尔德位于前科隆-明登铁路公司的电气化干线科隆-多特蒙德-汉诺威（四轨铁路汉姆-明登）上。在希尔代谢区，该线路穿过德国最北端的高架桥（希尔代谢高架桥）上的约翰尼斯巴赫山谷。在勒讷，该路线与通往阿姆斯特丹的国际铁路线交汇。在比勒费尔德火车总站，有一条支线通往莱姆戈或旧贝肯。在布拉克韦德站，有单轨支线通向奥斯纳布吕克和帕德博恩。市内有11个火车站或站点：比勒费尔德火车总站、比勒费尔德-布拉克韦德站、比勒费尔德-塞内站、比勒费尔德-塞内施塔特站、比勒费尔德-温德尔斯布莱切站、比勒费尔德东站、比勒费尔德-乌贝迪森站、比勒费尔德-奥登楚普站、比勒费尔德-奎勒站、比勒费尔德-奎勒/库普费尔海德站，比勒费尔德-布雷克站。该市关闭的火车站是比勒费尔德-乌默尔恩站、比勒费尔德-布拉克韦德南站和比勒费尔德-希勒戈森站。
布拉克韦德火车站设有国际长途巴士站。从这里有许多通往德国和欧洲目的地的长途巴士连接。
当地的公共交通有四条城铁、区域火车和公共汽车。比勒费尔德城铁在市中心的地下运行。所有城市列车都在火车总站和雅恩广场地铁站以及市政厅停靠。在周末（周五/周六、周六/周日）和公众假期之前，夜间巴士在特殊的夜间和清晨运行（周日至上午8:30）。威斯特法伦票价适用于TeutoOWL网络中的所有轻轨、区域列车和公共汽车（夜间公共汽车除外）。

今天，比勒费尔德是德国最大没有连接任何S-Bahn网络的城市。

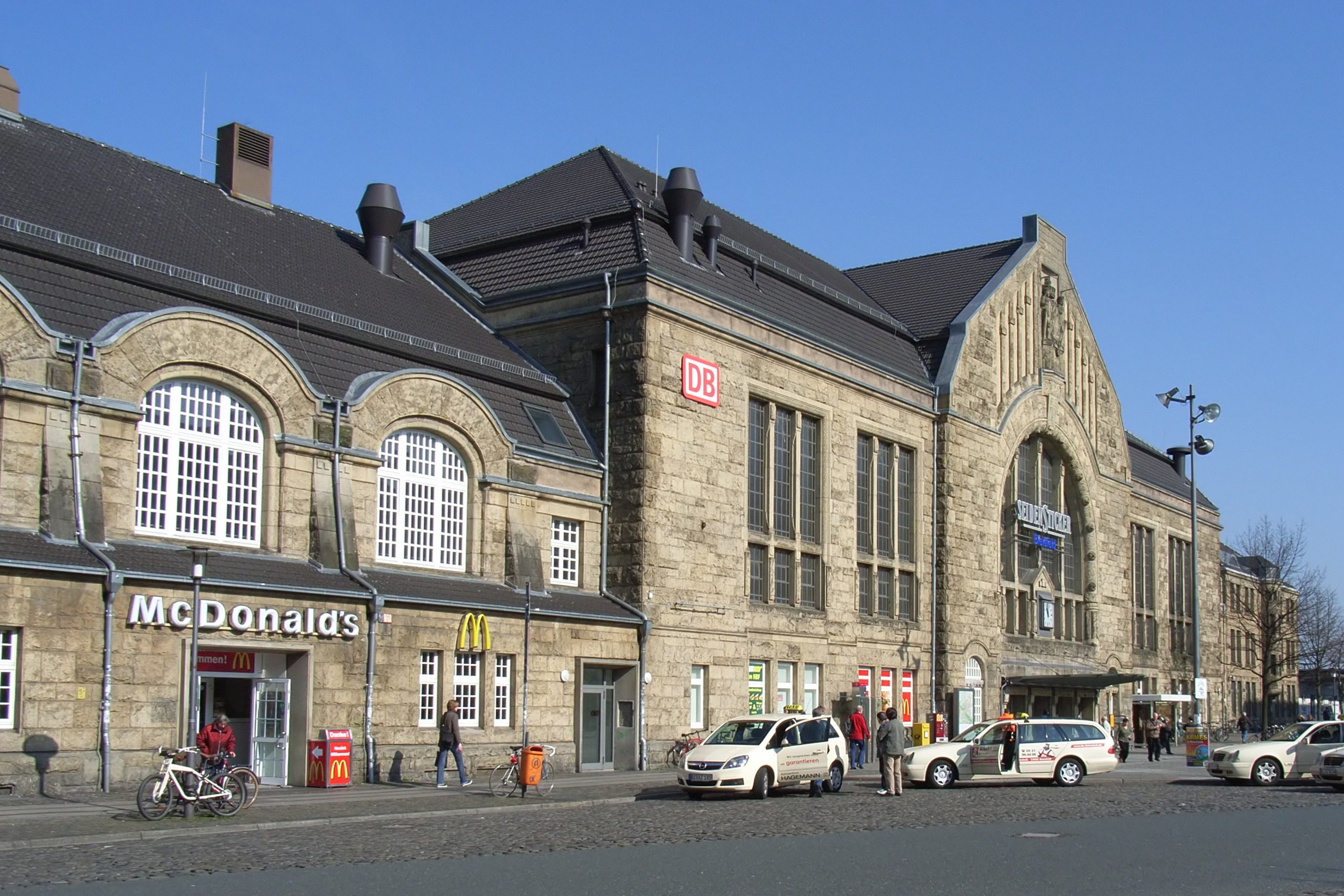
比勒费尔德火车总站
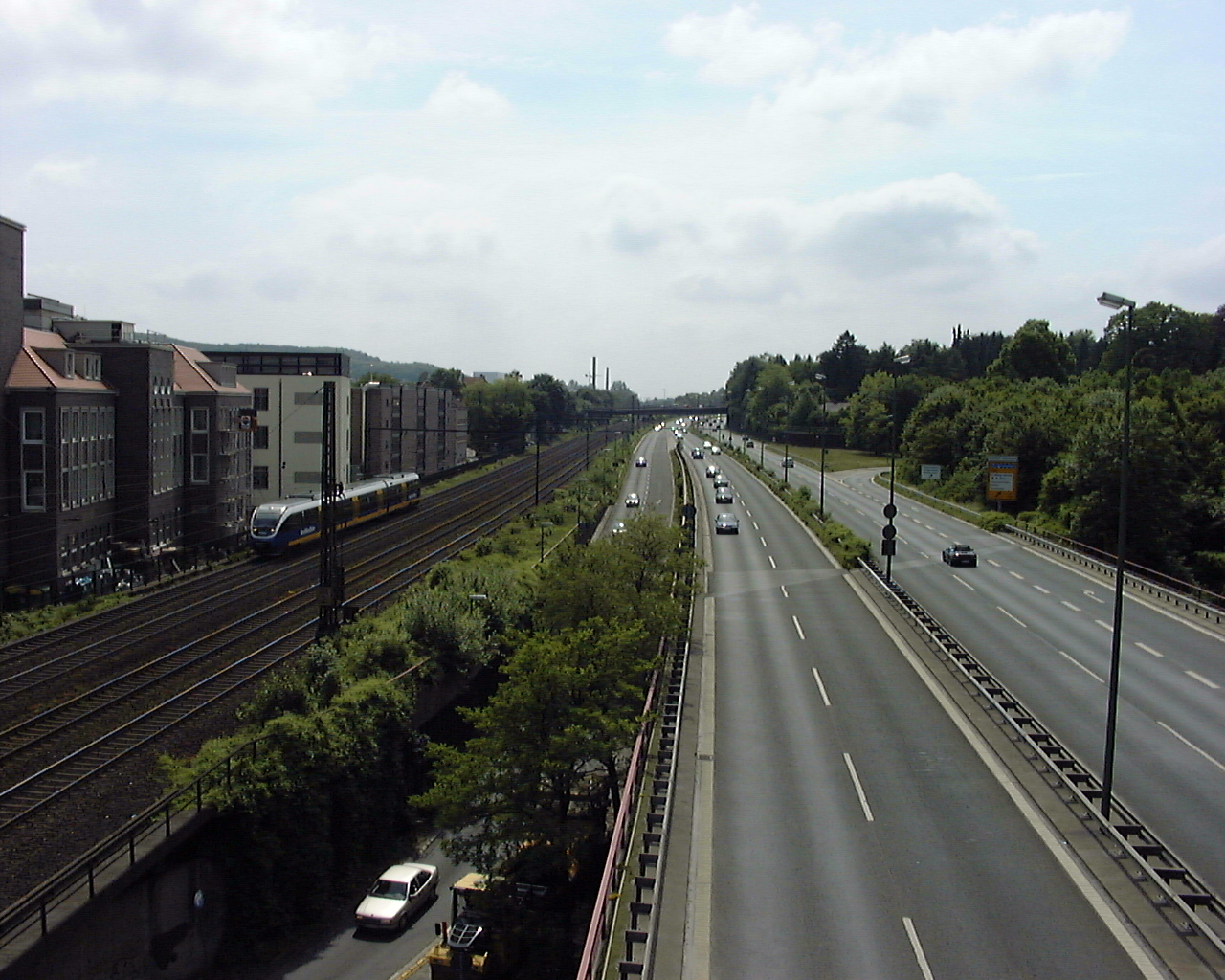
东威斯特法伦61号联邦公路
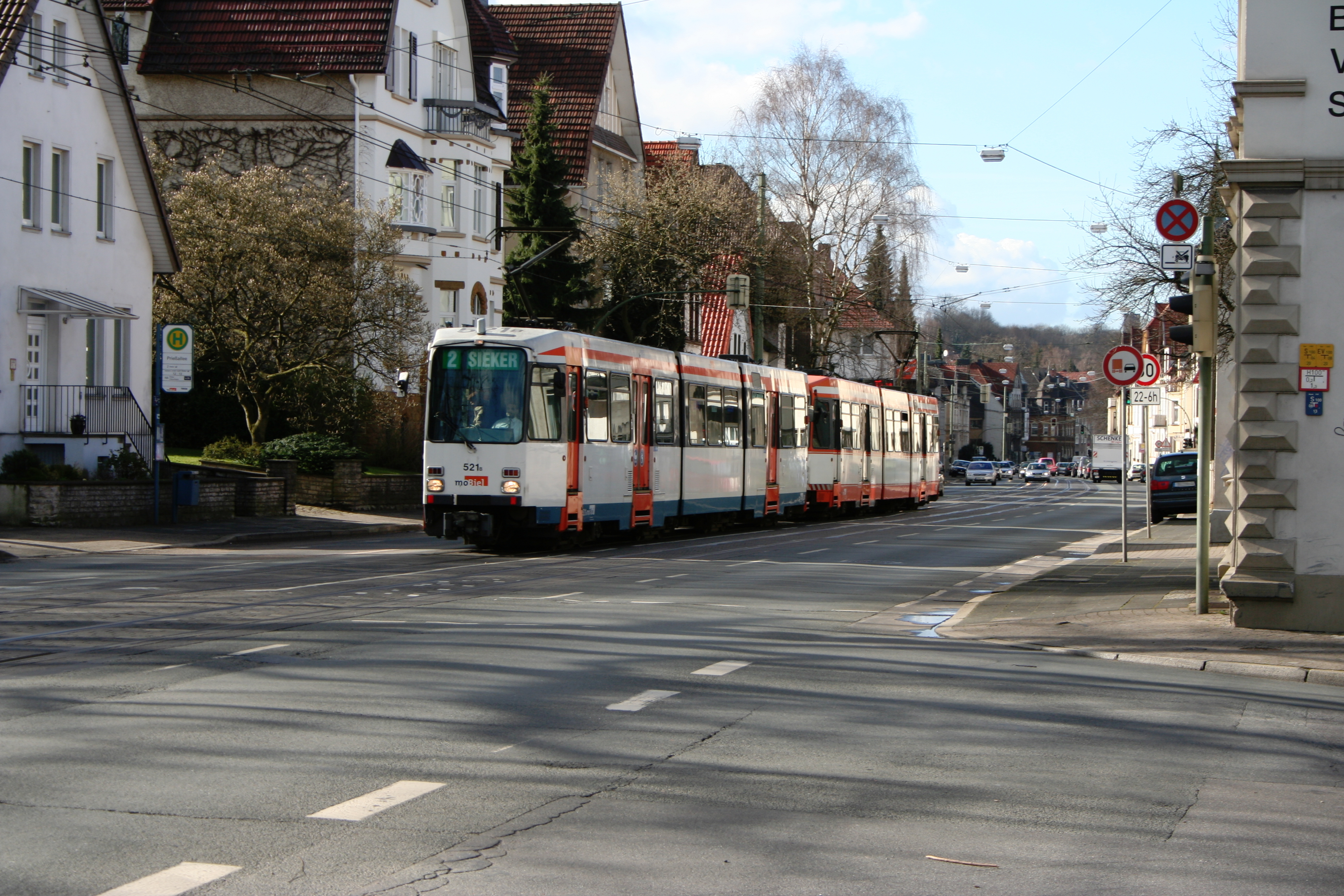
城铁
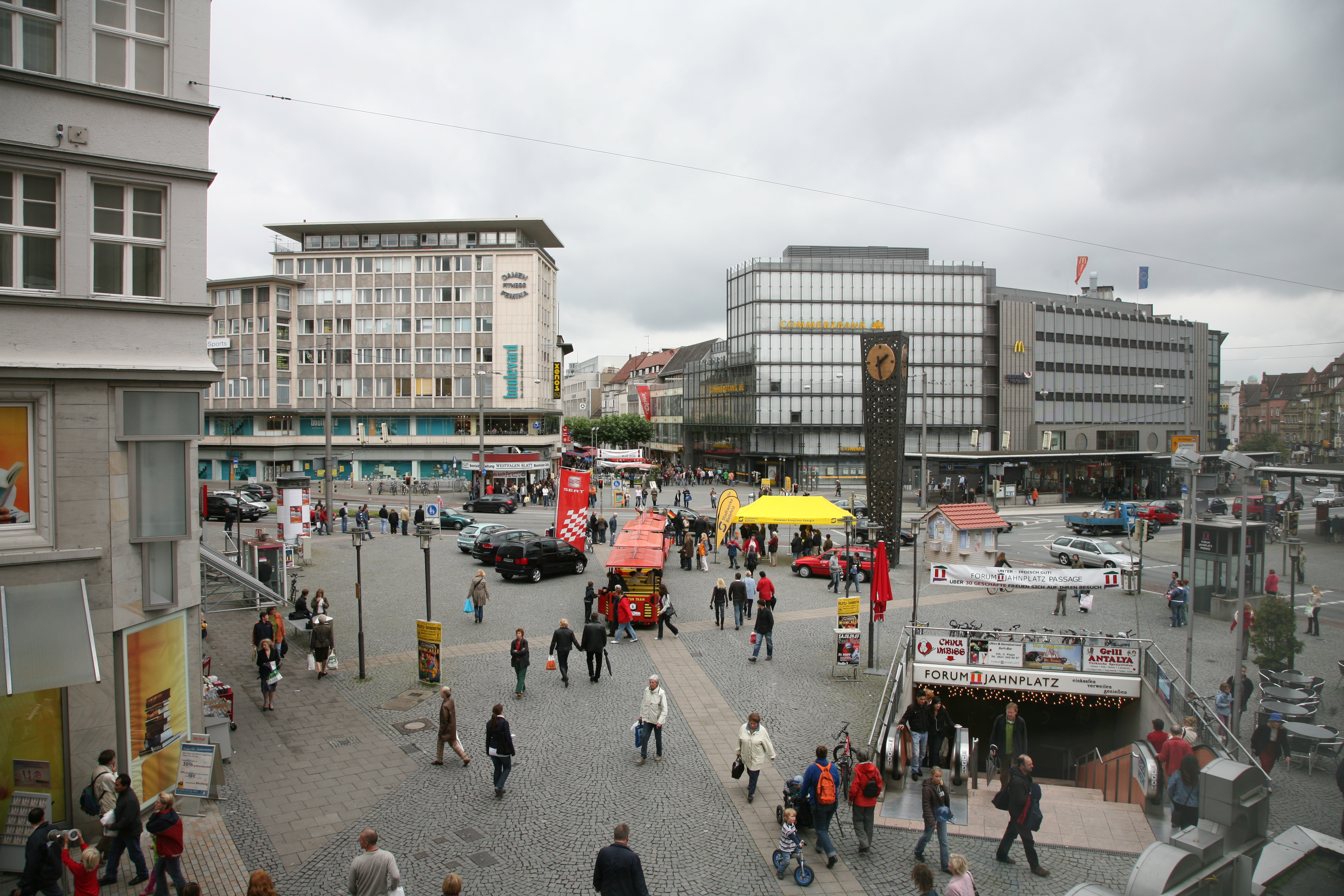
雅恩广场，所有城铁线路和许多公交线路在此交汇

#### 道路交通
德国高速公路A2和A33号以及联邦高速公路B61和B66穿过比勒费尔德市区。
在1950年代，为居斯特洛、黑尔福德、利珀和韦尔特方向的主要连接点规划了高效的道路，其中一些使用现有道路，一些将跨越新路线。新建部分的规划基本上没有扩建。

#### 航空

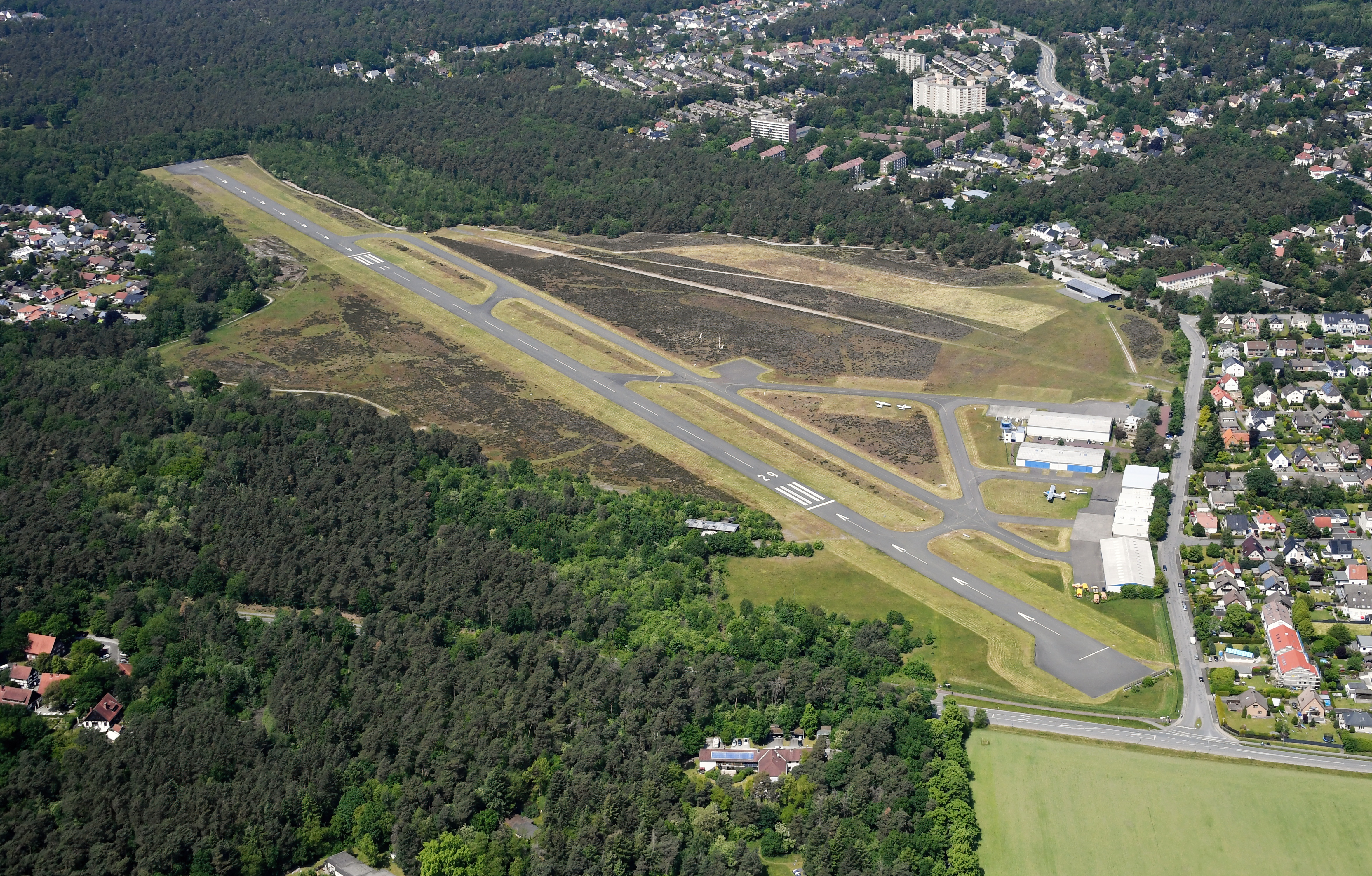
比勒费尔德机场鸟瞰图

距离比勒费尔德最近的国际机场是帕德博恩/利普施塔特机场，位于比勒费尔德西南45公里处，经A33可以到达。
比勒费尔德机场位于城市南部的布施坎普，靠近A2高速公路。它有一条1256米长的铺面跑道和一条供滑翔机起飞的跑道。该机场用于商务航空和几个空中运动俱乐部活动。

#### 自行车交通
该市是北莱茵-威斯特法伦州自行车友好城市和社区工作组的成员，并有一名自行车协调员。在火车总站有一个带有多层停车场的自行车站、一个带有车间和商店的自行车中心。德国自行车俱乐部和德国交通俱乐部在该市均设有办事处。单车临界量定期在每月的最后一个星期五举行，晚上7点在卡塞尔布灵克的中央广场开始。

### 媒体
比勒费尔德演播厅是西德廣播公司在北莱茵-威斯特法伦州的11个地区演播室之一。这里是制作和播放东威斯特法伦-利珀地区广播和电视节目的地方。大楼内还举办各种的艺术展览。它成立于1962年，是最早服务于东威斯特法伦-利佩的地区工作室之一。
在比勒费尔德出版的日报是《新威斯特法伦报》和《威斯特法伦报》。自1991年6月2日起，比勒费尔德广播电台在全市范围内可以通过98.3兆赫和97.6兆赫接收到当地广播。
比勒费尔德媒体档案馆位于布拉克韦德区，旨在为后人保存故事片和纪录片以及音频文件。2015年，该档案馆的藏品包括约9,100部电影，约45,000卷和数千盘磁带。

### 教育

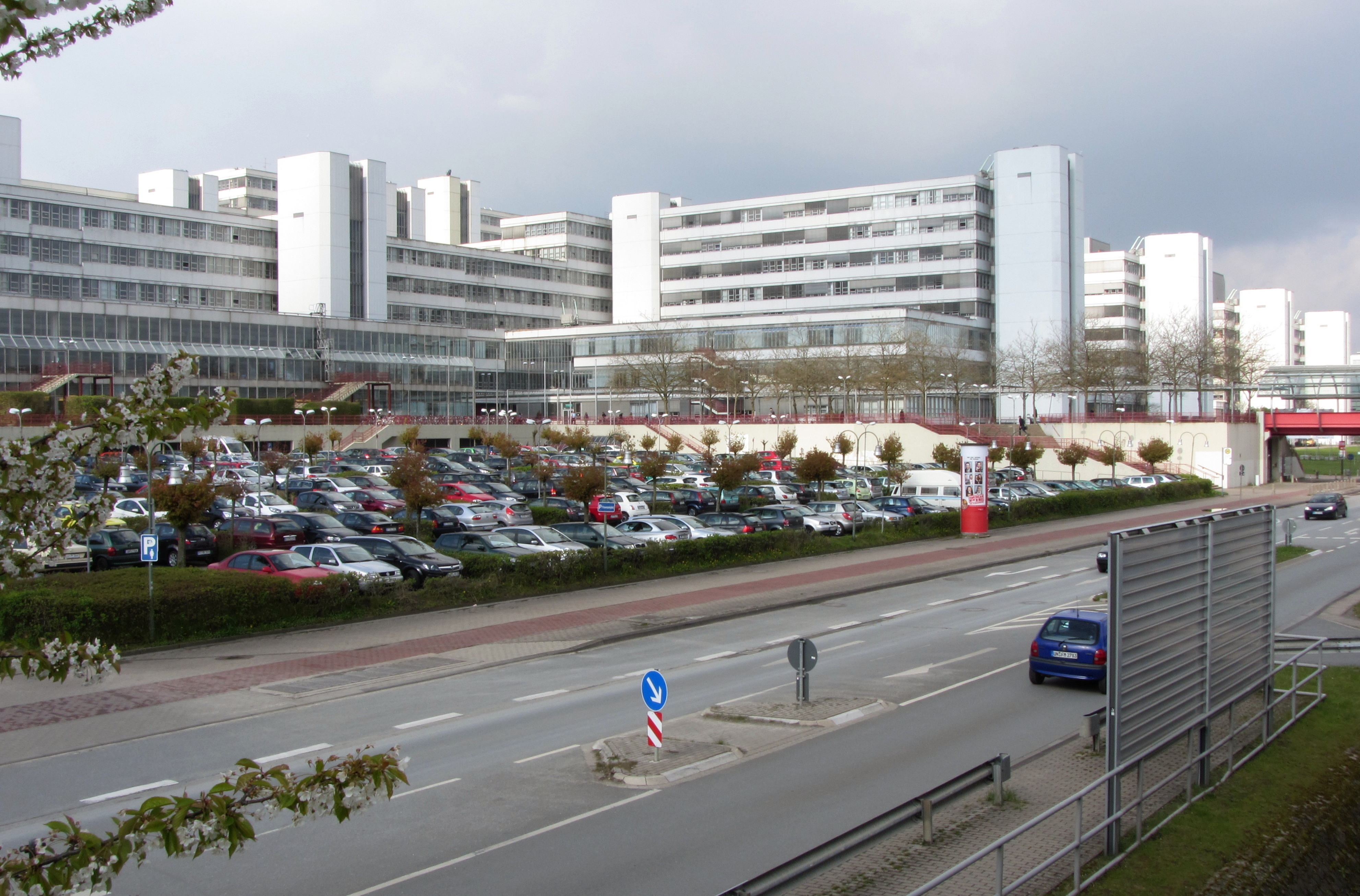
比勒费尔德大学主楼

成立于1969年的比勒费尔德大学约有22,000名学生。主楼于1972年竣工，是欧洲仅次于布加勒斯特议会宫的第二大建筑。目前正在建造几座替换和扩建建筑物。计划在未来10年内对大学主楼进行彻底翻新。
比勒费尔德应用科学大学在比勒费尔德、明登和居特斯洛均有科系。比在比勒费尔德校区，提供工程、设计、社会科学/护理/卫生和商业领域的众多学位课程。约有6600名学生就读于1971年成立的应用科学大学。北莱茵-威斯特法伦州公共管理应用科学大学自1976年起在比勒费尔德设立了一个系，学习市政管理、国家管理和警察执法方面的课程。
全市有小学47所、中学11所、特殊学校16所、初中10所、综合学校4所、高中10所、华德福学校1所、华德福特殊学校1所、职业学校7所、私立学校9所、1所音乐学校、1所艺术学校、两所州立实验学校、位于比勒费尔德的州立威斯特法伦学院作为获得大学入学资格的学院和两所技术学校（营养学院、老年护理技术学校）。

### 开放创新城
开放式创新城市是由北莱茵-威斯特法伦州政府及其经济部长安德鲁·平克沃特资助的一个项目，旨在在比勒费尔德市实施开放式创新方法。该项目于2019年启动，资金为540万欧元。比勒费尔德是德国第一个“开放式创新”城市。迄今为止实施的项目包括国际展览局城市黑客马拉松。

## 文化

### 宗教
截止2002年5月，比勒费尔德共有152,092名新教徒，52,965人是罗马天主教徒，117,556人属于其他信仰团体或非宗派。此后，新教徒和天主教徒的人数有所下降。2020年底，居民总数33.2%的人为新教徒，14.7%是天主教，最大的群体52.0%属于其他信仰团体或不属于任何教派。2021年，有2606名离开教会的人（占总人口的1%）在当地法院登记。截至2021年12月31日，比勒费尔德的339,419名居民中，共有109,337人或32.2%是新教徒，48,766人或14.4%是天主教徒。最大的群体，181316人，即53.4%，属于另一个宗教团体或不信教。

#### 基督教

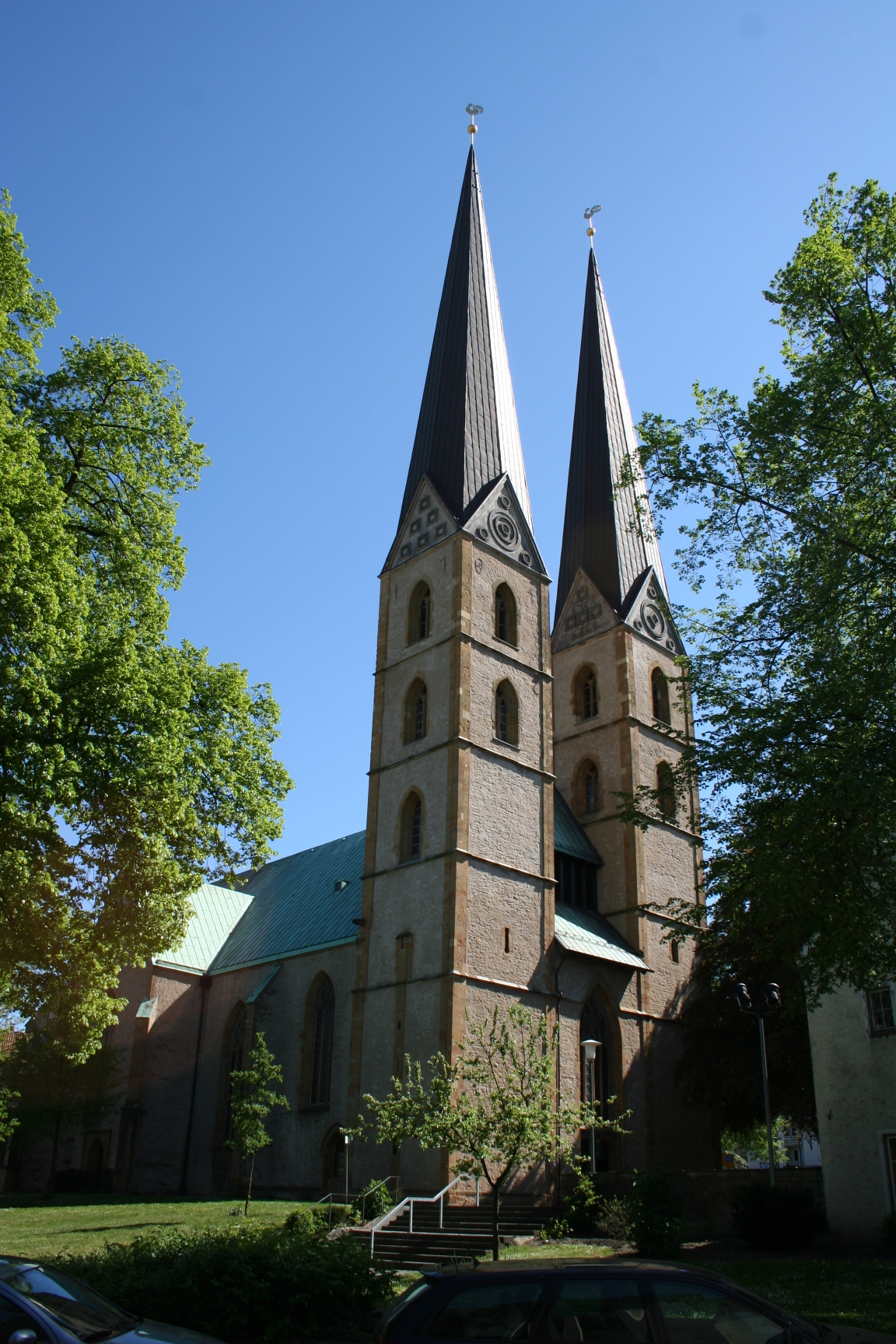
新城的玛利亚教堂

比勒费尔德一直隶属于帕德博恩教区，并隶属于莱姆戈的总主教。自1236年位于黑彭的彼得和保罗教堂被拆除后，该教区教堂一直是老城尼古拉教堂（Altstädter Nicolaikirche），而从13世纪末开始，在斯帕伦堡下方的新城建立了另一个教区。在附近的多恩堡和希尔代谢的学院式教堂里，还有更古老的教区。

##### 新教
从新城的玛利亚教堂（Neustädter Marienkirche）开始，路德的宗教改革于1553年左右在该镇和整个拉文斯堡县蔓延开来。1649年，该县最终落入勃兰登堡家族之手，根据教随君定政策，臣民必须接受君主的宗教。除方济各会修道院外，所有教区和学院教堂都为新教。大选帝侯弗里德里希·威廉是加尔文主义的追随者，他下令在城镇和乡村都要举行改革派的仪式。在随后的几年里，改革派的人数急剧增加。在1817年普鲁士各地完成路德会和改革宗会众的联合后，比勒费尔德的两个新教会众也联合起来组成了一个福音派会众。比勒费尔德的工业化将许多人从改革后的利佩吸引到了城市，在那里他们比在农村更有可能找到工作。
19世纪，该市成为普鲁士联合派教会或其威斯特法伦教会省内的一个地区主教会的所在地，并有一名监督员。这就产生了今天的比勒菲尔德教会区。1949年，地方教会（现称为威斯特法伦福音派教会）的管理从明斯特转移到比勒费尔德。今天，比勒费尔德教区包括城市内的33个新教教区。只不过，比勒费尔德南部市区的一些教区属于居特斯洛的教区。比勒费尔德教区的大多数会众都将自己视为福音路德派，只有苏斯特教堂的福音改革派会众除外。
除了新教外，还有一个旧教派独立福音路德教会和新教自由教会。有几个门诺派教会、一个复临教会、几个福音派自由教会（浸信会）和一个福音派卫理公会。

##### 天主教

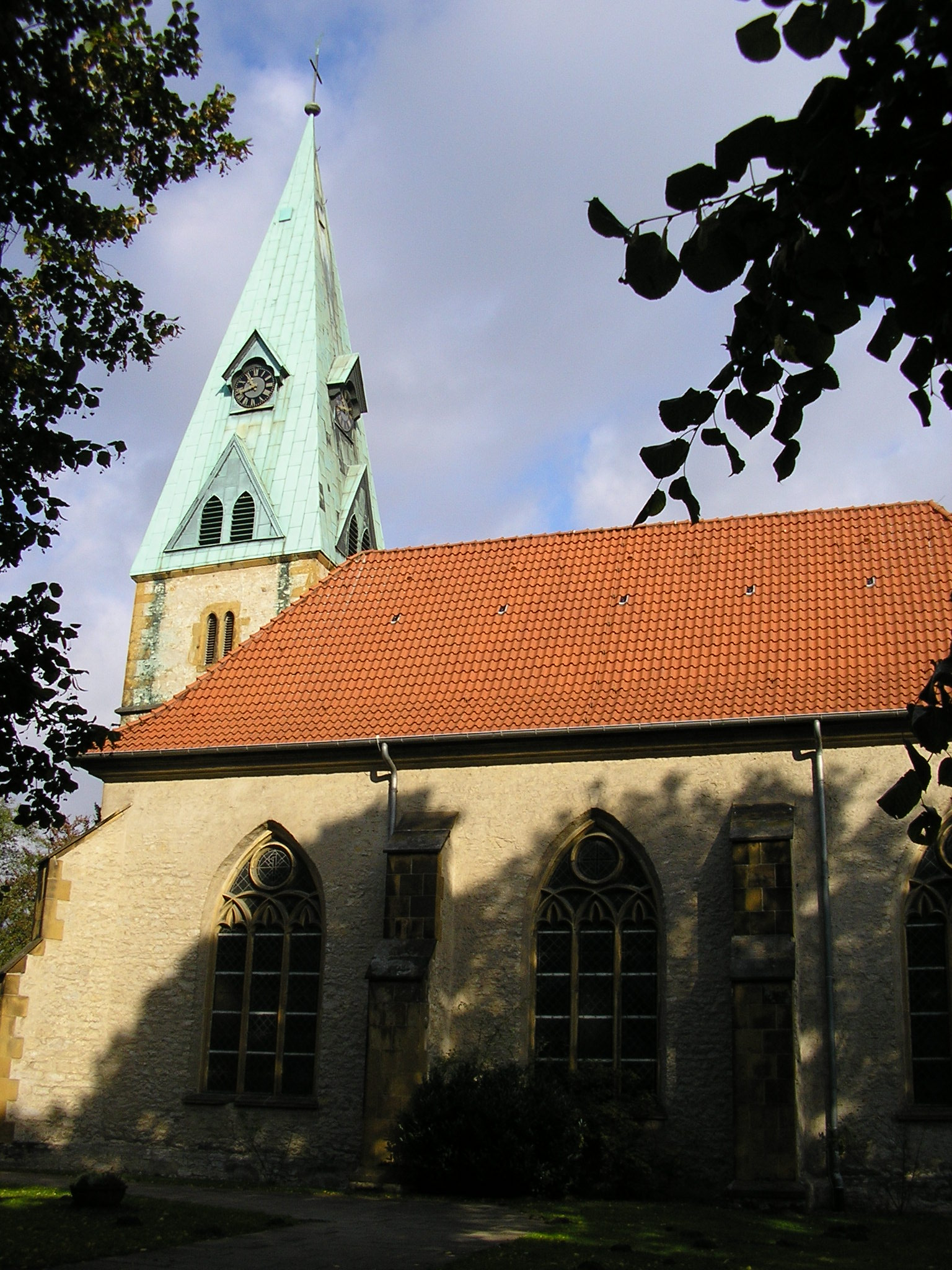
比勒费尔德原教区：黑彭区的彼得和保罗教堂

由于宗教改革，天主教徒的数量下降到极少数，他们主要居住在塔滕豪森和霍尔特费尔德的贵族住宅中。比勒费尔德的圣约多库斯的方济各会现在是整个拉文斯堡地区的牧师。1696 年，他们在斯托克坎彭建立了一个分部。1829年比勒费尔德修道院解散后，教会的工作由世俗的牧师接管。
19世纪，由于工业化的发展，大量罗马天主教教派的成员搬回了这座城市。1890年，比勒费尔德约40,000名居民中约有4,600人信奉天主教。直到今天，它们仍属于帕德博恩教区，该教区于1930年被提升为大教区。圣约瑟夫教堂于1908-1910年重建，圣母教堂于1933-1934年重建。第二次世界大战后，天主教徒进一步增加，其中大多数是来自德国东部的战争难民。1950年代新建了大约十座新的教区教堂。比勒费尔德成为一个总铎区的所在地，直到2006年该市所有教区都属于该总铎区。2006年7月1日，原比勒费尔德和利佩的教区合并，形成新的比勒费尔德-利佩教区，其总部设在比勒费尔德。

##### 其他教派
该市还有各种其他基督教教派和宗教团体。其中包括几个新使徒教会，一个希腊东正教教会，两个俄罗斯正教会（一个在森内施塔特区，一个在希尔代谢区），两个塞尔维亚东正教教会（在森内施塔特和多恩贝格），一个在希勒戈森区的乌克兰希腊天主教会和耶和华见证人。
前福音派马提尼教堂从1975年起租给希腊东正教社区近30年，然后被改建为餐厅。

#### 犹太教

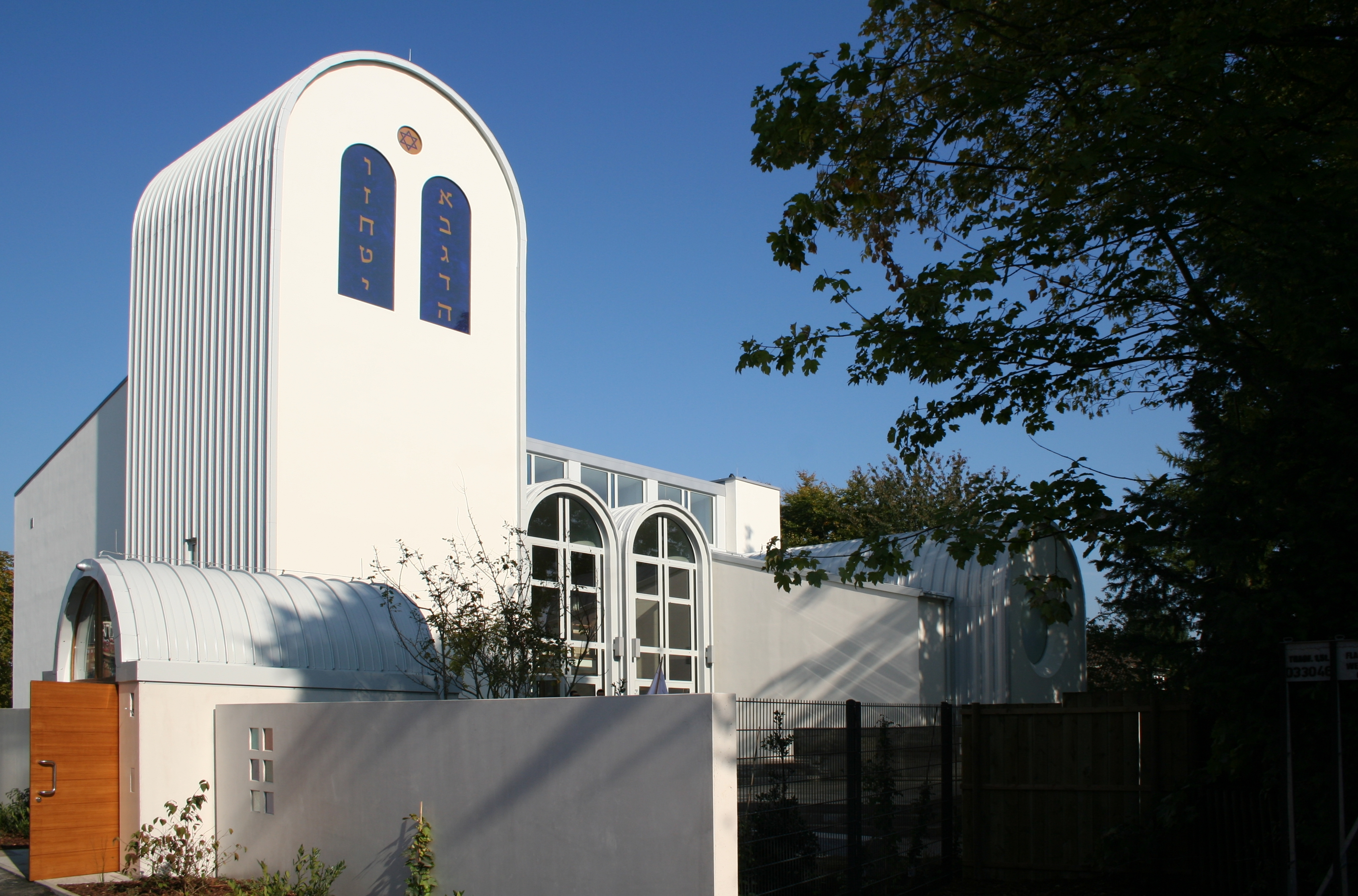
位于代莫尔特街的犹太教堂

犹太人在该市定居的第一个书面证据来自14世纪中叶的一份文件。在1348年至1350年的瘟疫流行期间，德国的犹太人因涉嫌在水井下毒而受到迫害，并与许多其他城市一样，被逐出比勒费尔德。拉文斯堡伯爵威廉·冯·于利希于1370年允许犹太人返回并保证他们的安全。16世纪中叶，犹太人再次被禁止在整个城市逗留。直到16世纪末，犹太商人才被允许再次在比勒费尔德定居，但要支付一定的费用。
当勃兰登堡的统治者霍亨索伦家族于1649年占领拉文贝格郡时，不再对犹太人迫害。到1720年，犹太社区有30人，1723年所有犹太人都被要求从农村搬到城镇。为了在比勒费尔德生活的权利，犹太人必须每季度支付所谓的保护费或招募资金。如果没有付款或如果犹太人陷入贫困，根据普鲁士法律，他可能会被驱逐出境。这些款项对君主来说是如此重要，以至于他们保护了允许犹太人从事的贸易。1808年在拿破仑统治下，威斯特法伦王国的犹太人被赋予与基督徒相同的公民权利，而且他们要在自己的名字上加上一个表号。与公民身份相关的行动自由促使许多犹太人搬到拉文斯伯格乡村。到1825年，犹太社区增加到134人。拿破仑统治结束后，犹太人的一些权利再次受到限制。直到1871年德意志帝国成立后，北德意志联邦对犹太人的所有限制才解除。从19世纪初开始，比勒费尔德就有了一所犹太小学，从1876年开始，犹太儿童被允许进入公立的市政学校。
第一座犹太教堂于1847年在克洛斯特广场上建成，但很快就证明太小了。该社区在1874年有大约350名成员，在世纪之交时有近1000人。1905年秋天，一座新的犹太教堂在特纳街落成，可容纳450名男性和350名女性。在1938年11月9日至10日的大屠杀之夜，它被国家社会主义者抢劫并烧毁。比勒费尔德大约900名犹太人中共有460人成为大屠杀的受害者。共有1,849名犹太人从比勒费尔德中央车站被驱逐出境。自1998年8月以来，他们的名字一直在主站前的广场上的纪念碑上得到纪念。
今天，比勒费尔德再次拥有一个拥有约320名成员的犹太社区，其中大多数来自前苏联国家（截至2018年）。自2008年9月起，比勒菲尔德K.d.ö.R.犹太社区有了一个新的犹太教堂（Beit Tikwa），它是由位于代莫尔特街的前福音派保罗格哈特教堂改建而成的。教区墓地位于加代包姆。

#### 伊斯兰教

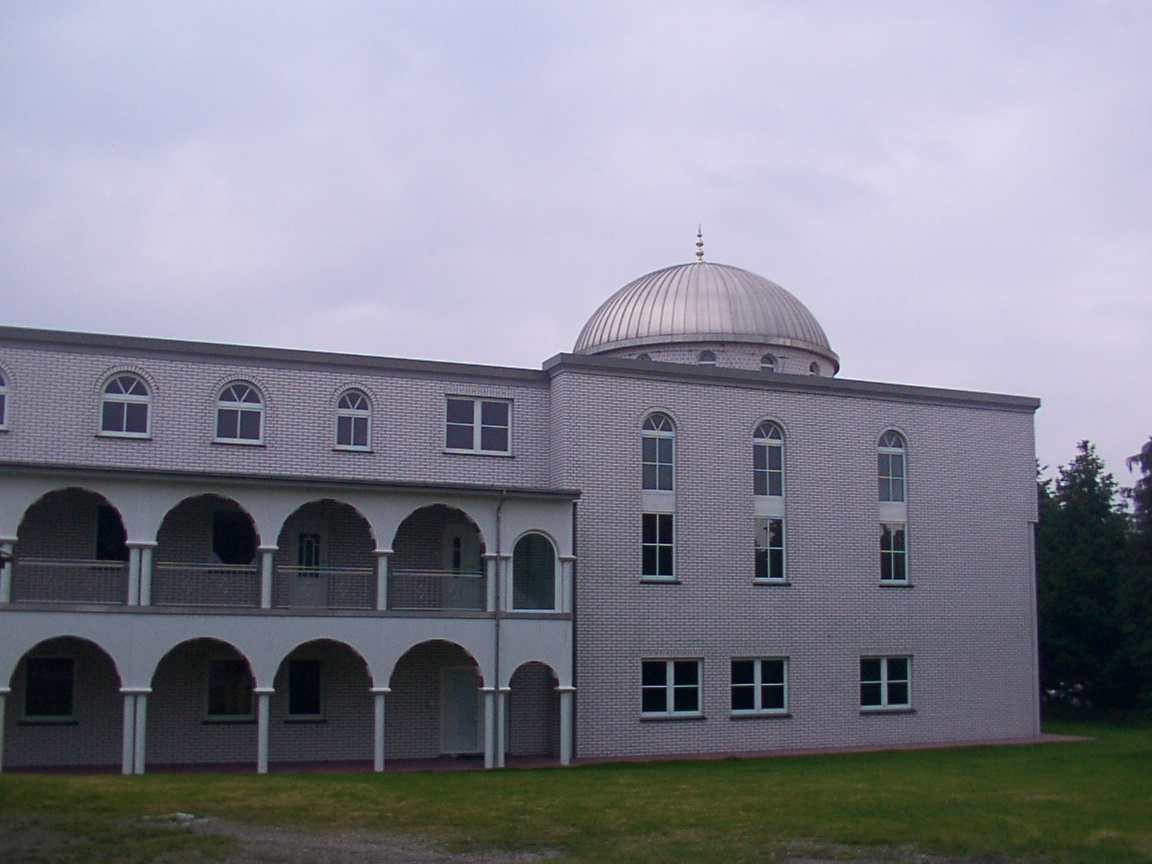
比勒费尔德-布拉克韦德的瓦坦清真寺（家庭清真寺）

比勒费尔德的大多数穆斯林都是土耳其裔。经济奇迹时期，德国急需工人。在与意大利（1955年）、西班牙和希腊（1960年）签订招募协议后，联邦共和国于1961年与土耳其签订了相应的协议。从那时起，许多土耳其血统的人在第三或第四代一直生活在这里。
2004年，瓦坦清真寺在布拉克韦德区落成。该社区有大约350名成员。

#### 雅兹迪
在比勒费尔德有一个雅兹迪社区，在鲍姆海德有一个社区中心。

### 博物馆
比勒费尔德的大约20家博物馆不仅展示了艺术和历史收藏品，还展示了工业文化和其他主题。历史博物馆展示了比勒费尔德市和周边地区的历史，尤其是工业历史。它位于前拉文斯堡纺纱厂的几个大厅内，让游客沉浸在工业化时代。它于1994年建立，其收藏可追溯到1867年。比勒费尔德美术馆由美国人菲利普·约翰逊于1966年至1968年建造，因为当时在比勒费尔德没有建筑作为纯粹的艺术博物馆。比勒费尔德美术馆欧洲唯一由著名建筑师设计的博物馆建筑；它主要展出20和21世纪的现代艺术。比勒费尔德也是赫尔曼-斯滕纳艺术论坛和胡尔斯曼博物馆的所在地。它是一个艺术和手工艺博物馆，于1995年开放。比勒费尔德艺术协会在其瓦尔德霍夫博物馆展出当代艺术，形式包括绘画、雕塑、摄影和素描。德国扇子博物馆展示了扇子和相应的配件，并设有一个专业图书馆。
比勒费尔德自然历史博物馆（namu）位于斯皮格尔庄园，展示了地壳的结构、当地矿物、化石等等。位于市中心以西的条顿堡森林的农舍博物馆是威斯特法伦州最古老的露天博物馆，展示了一些保存完好的东威斯特法伦州-利珀地区的农舍和一座磨坊风车。博物馆的主楼在1995年完全被烧毁，并于1998年被历史悠久的穆勒林农场所取代。
洗衣厂博物馆位于一家保存完好的洗衣厂内。Juhl&Helmke亚麻厂建于1913年，在迫害犹太人的压力下，于1938年卖给了来自德累斯顿的温克尔兄弟。直到1980年，温克尔兄弟一直在这里生产妆奁用亚麻布（桌布、衬衫、衬衣）。该工厂保留了所有的内部陈设和企业家的公寓，于1987年被列为历史古迹。该建筑于1997年作为博物馆重新开放。
塞内博物馆由五座半木结构的房屋组成，共同构成了一个古老的威斯特伐利亚农庄。最古老的建筑可以追溯到1607年，最年轻的则是1903年。
教育学博物馆位于比勒费尔德大学内。它包含许多历史悠久的学校家具，师生的工作设备和图像。它还收藏了一系列历史教科书。奥斯图学校博物馆位于塞内区的一所1895年的旧学校内。该博物馆有一个完全保存下来的旧教室，时间大约在1900年。
比勒费尔德还有一个医院博物馆。

2022年1月，电影博物馆MuMa-Forum在比勒费尔德东部开幕，旨在纪念比勒费尔德出生的电影先驱弗里德里希·穆瑙和约瑟夫·马索勒。

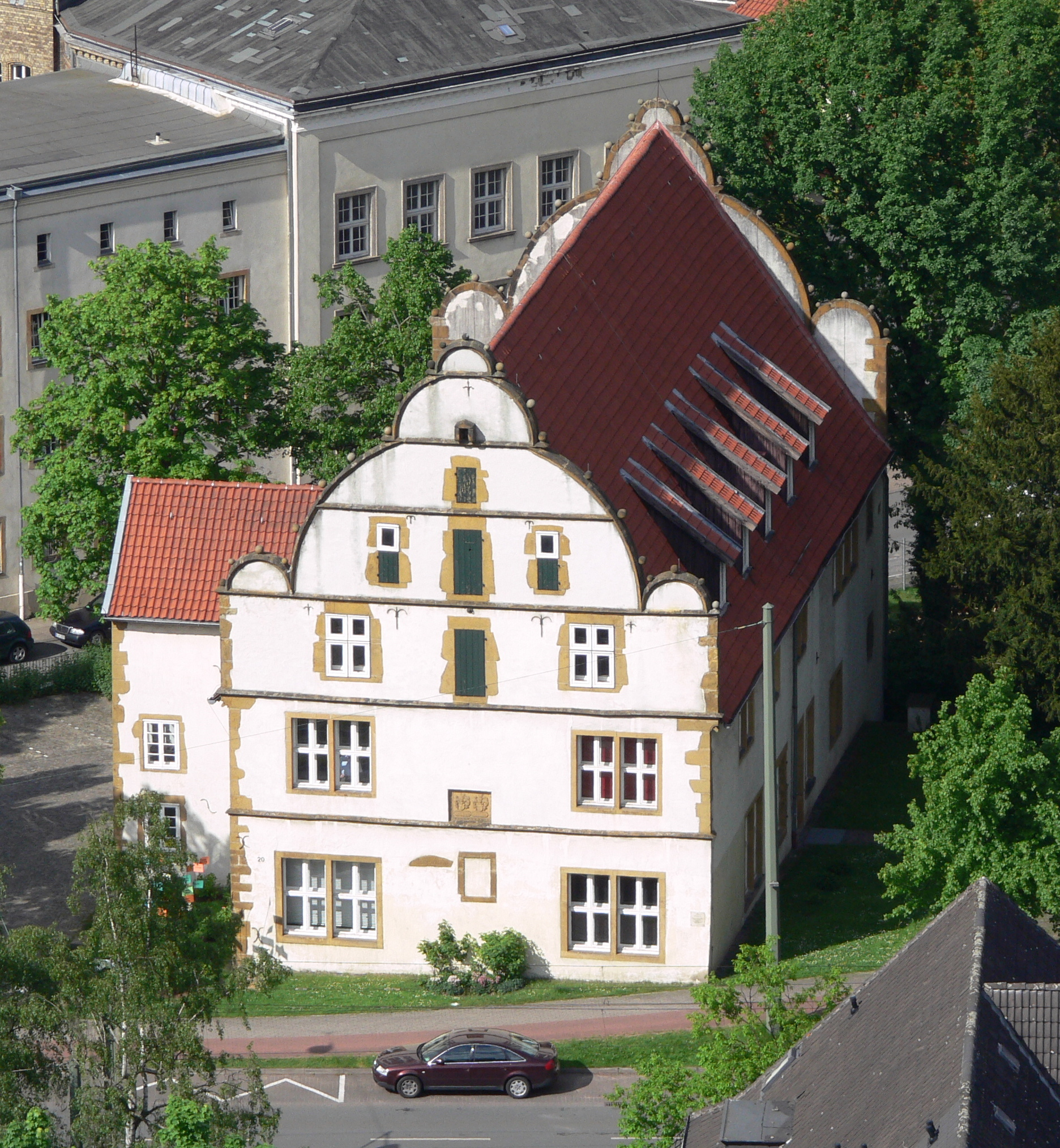
比勒费尔德自然历史博物馆
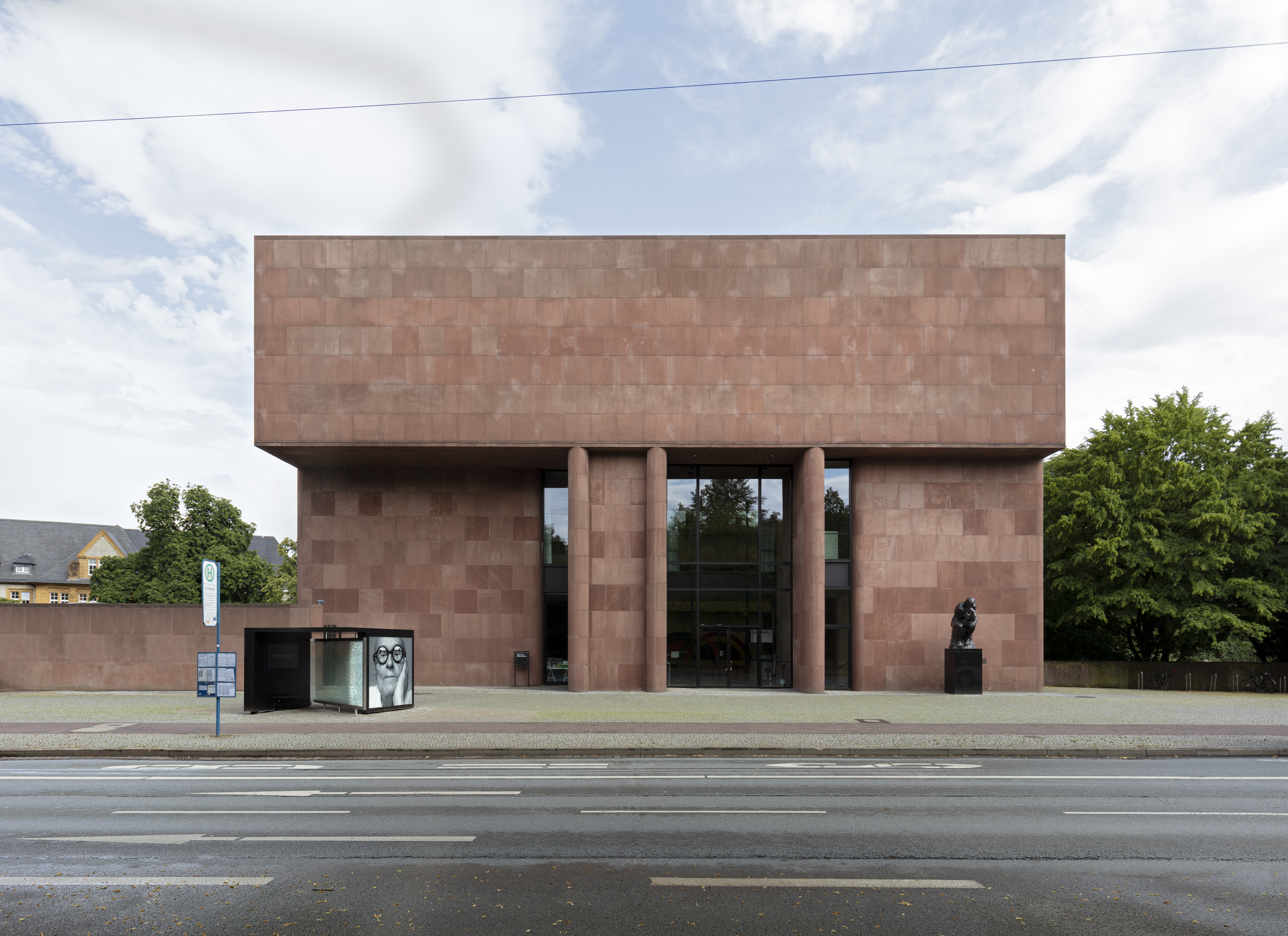
比勒费尔德美术馆
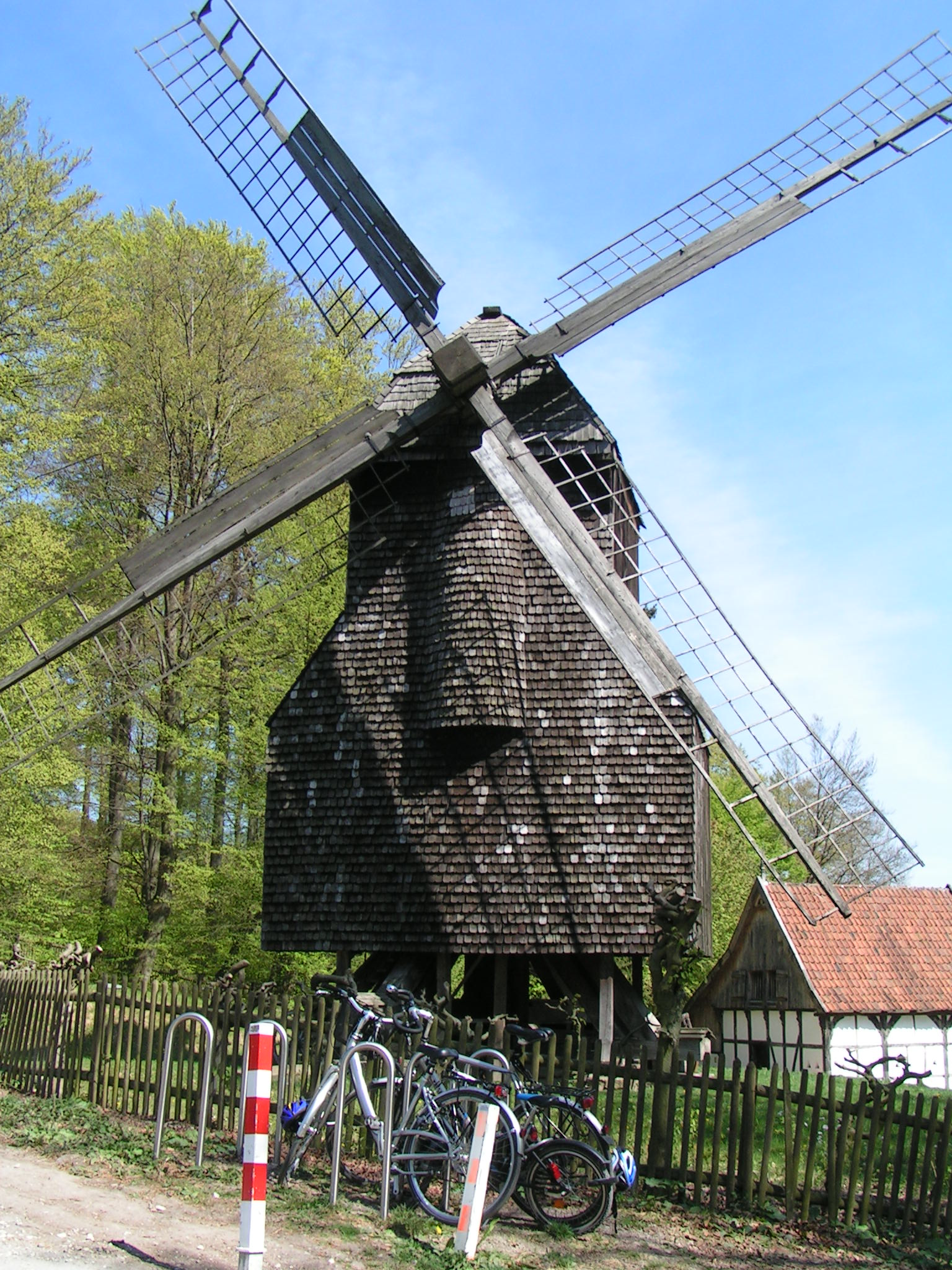
农舍博物馆的风车
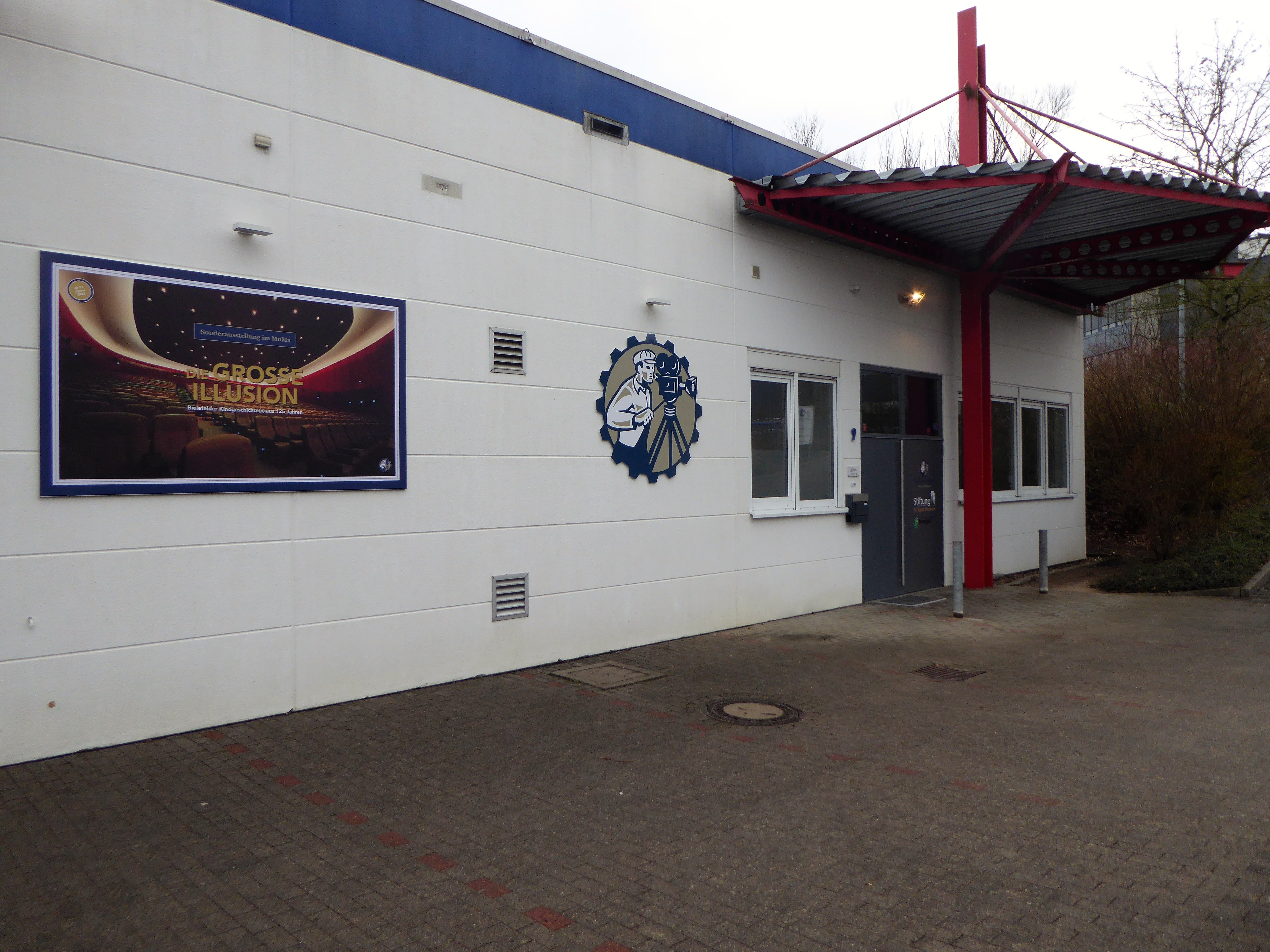
电影博物馆

### 剧院

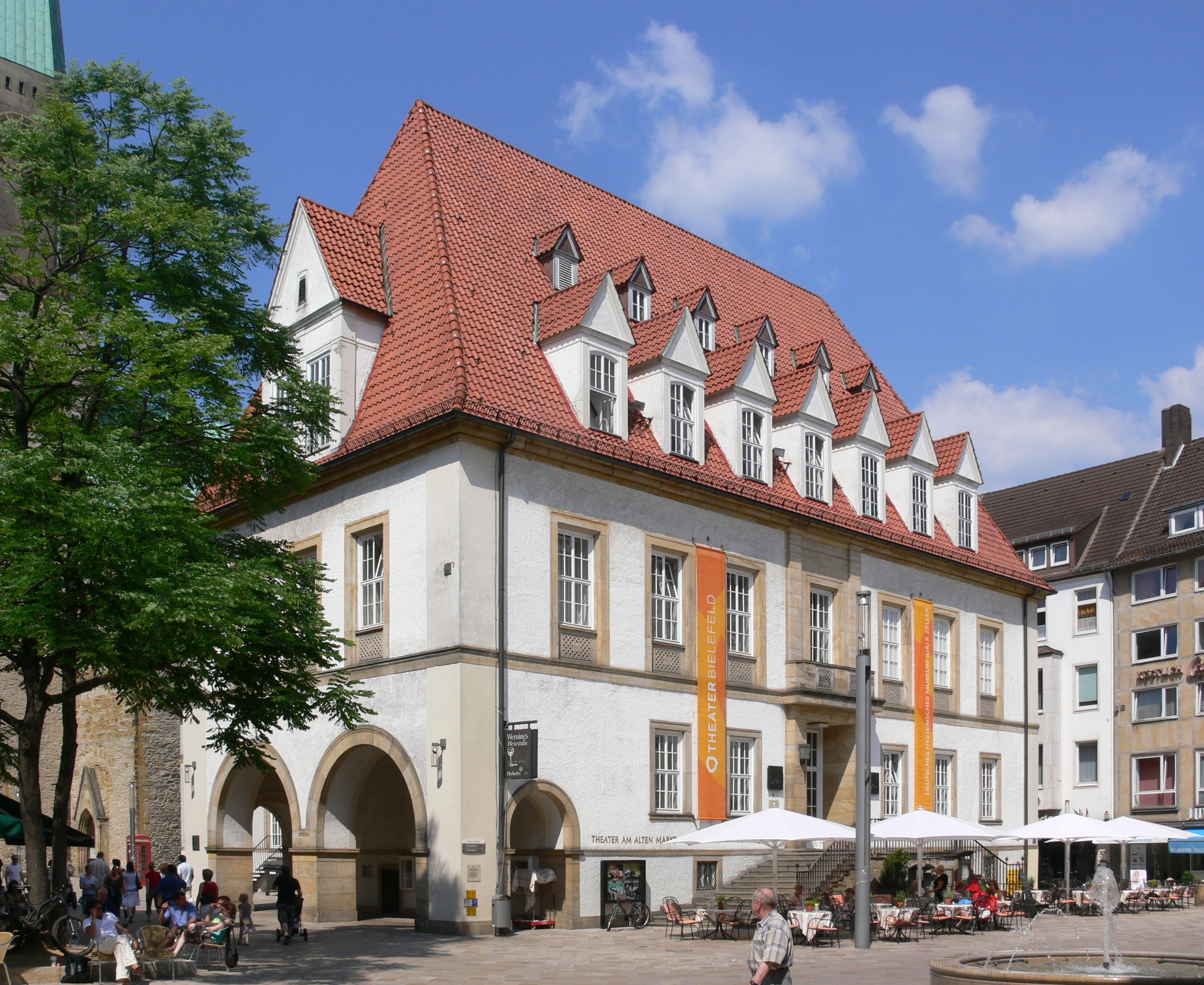
老市场剧院(TAM)

比勒费尔德的市政剧院提供音乐剧、舞蹈剧和戏剧。场馆是由建筑师伯恩哈德·塞林于1904年设计的。其新艺术风格的外墙非常引人注目。还有老市场剧院(TAM)。于2011年2月开放，当代作家的戏剧主要在这里演出。比勒费尔德喜剧剧院比勒费尔德位于利特街。
主要为儿童和青少年服务的剧院包括阿拉尔姆剧院、费伦街剧院和比勒费尔德木偶剧院。阿兰姆剧院位于市中心西部，自1993年以来一直为儿童和青少年提供演出。成人剧目也在这里上演。当阿拉尔姆剧院以其通过利用年轻人的人群来压制和改造欲望和暴力的剧目而引起轰动时，该剧院在全国范围内闻名。费伦街剧院为儿童和青少年提供演出，也为成年人提供演出。除了客座演出外，还有两个剧团在此演出：美孚恩剧团和特罗兹-阿雷德姆剧团。比勒费尔德木偶剧院中心为孩子们演出节目。两个剧团在这个舞台上表演。此外，在坎普还有一个木偶剧团。
位于前杜尔科普的托尔6号剧院是拉波尔剧院的所在地。自1993年以来，拉波尔剧院一直在制作独立的戏剧作品。

### 音乐
比勒费尔德共有三个交响乐团：比勒费尔德爱乐乐团（Bielefelder Philharmoniker）成立于1901年，总部设在比勒费尔德剧院，独立和自治的比勒费尔德自由交响乐团（Freie Sinfonieorchester Bielefeld）成立于2003年初，以及Ostwestfalen-Lippe區域的青年交响乐团（Jungen Sinfoniker）。
比勒费尔德市消防队乐团（Feuerwehr-Musikzug der Stadt Bielefeld）成立于1956年，是音乐上最多才多艺的乐团之一，从现代娱乐到传统的铜管乐，与布拉克维德城市乐团（Stadtorchester Brackwede）一起是两个传统铜管乐队之一。
三椽子管樂團（Drei Sparren）是一个现代交响管乐团，有大约45名木管和铜管乐手。它有60多年的传统。
比勒费尔德儿童合唱团在该地区之外也享有盛誉。合唱团成立于1932年，以其圣诞音乐会和唱片而闻名。合唱团参与制作的曼海姆压路机圣诞专辑《Christmas In The Aire》在美国公告牌排行榜上排名第三。

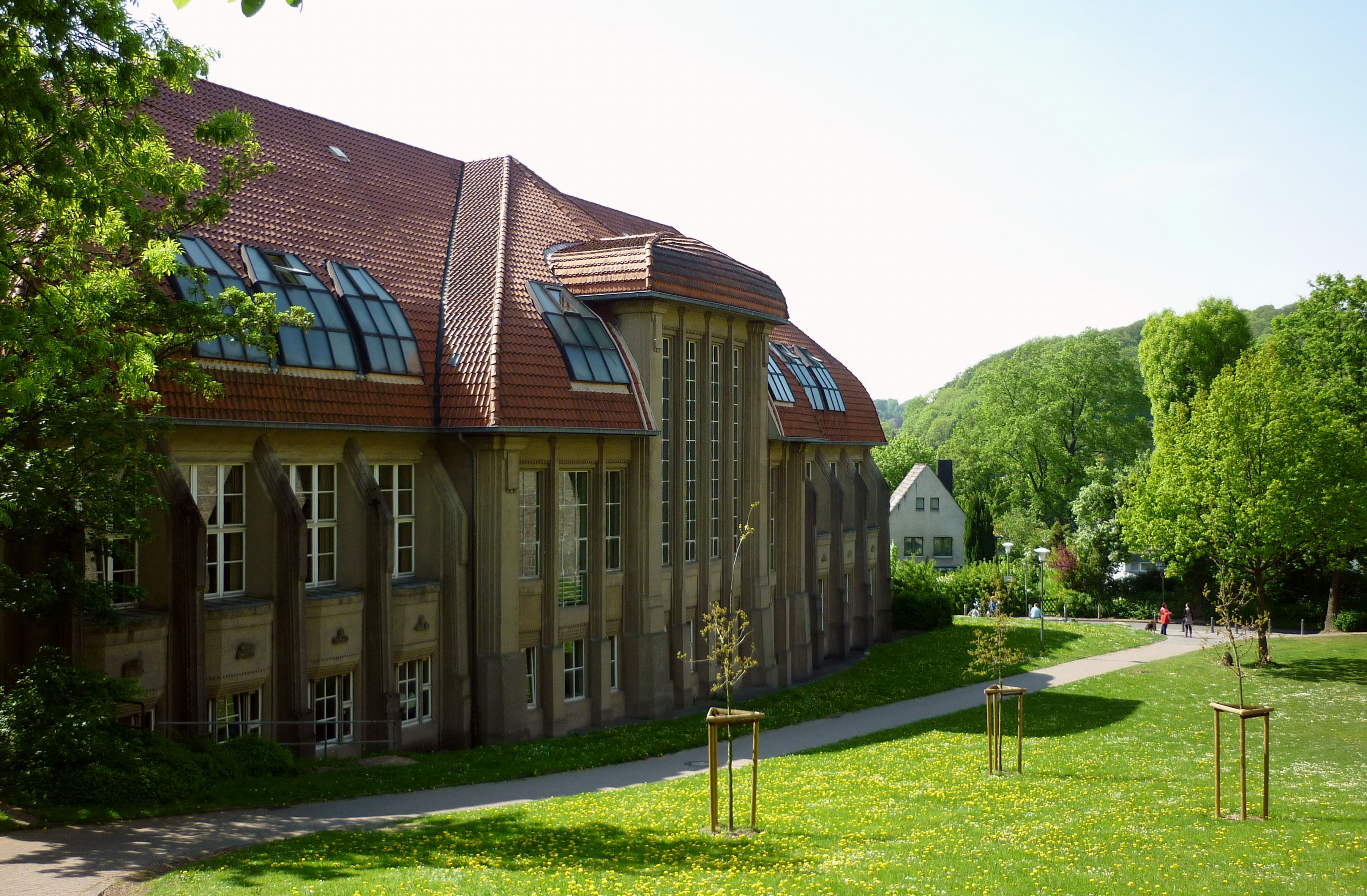
音乐与艺术学校

比勒费尔德市的音乐和艺术学校拥有7,500名学生，是德国同类学校中规模最大的学校之一。它成立于1956年，现在位于斯帕伦贝格山脚下的一座新艺术风格建筑内，该建筑原是为成立于1906年的州立城市手工艺和工艺美术学校而建造的。
比勒费尔德市音乐协会成立于1820年。每季演出三次欧洲清唱剧。比勒费尔德市清唱剧合唱团（1978年前为比勒费尔德人民合唱团）成立于1890年，大约每年举行两次音乐会。除了神圣的和世俗的合唱音乐的标准作品外，总有一些作品与今天音乐厅中通常的作品略有不同。比勒费尔德大学合唱团由维尔纳-胡梅克于1977年创立，主要以管弦乐伴奏合唱和独唱作品。几年来，在鲁道夫-欧特家音乐厅每年都会举办两次音乐会。比勒费尔德音乐会合唱团由大学合唱团的前成员于2006年创立。另一个比勒费尔德合唱团是比勒费尔德青年之声合唱团，年龄在6至34岁之间。曲目包括神圣和世俗歌曲、摇滚和流行歌曲。

### 活动场地

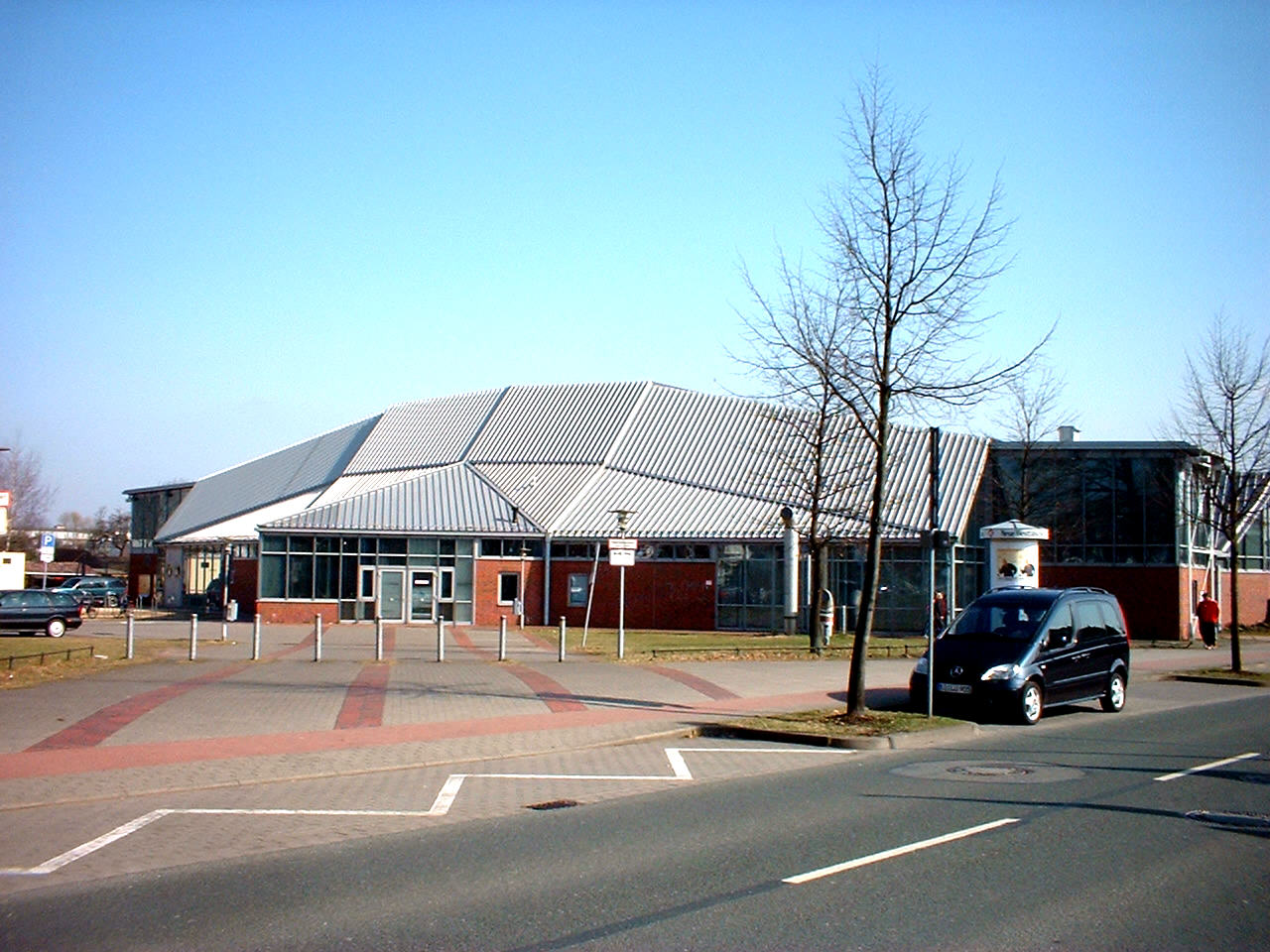
塞登斯蒂尔大厅

比勒费尔德有几个现代化的活动大厅。它们以多种方式使用，例如音乐会、交易会、展览或歌剧。最大的是可容纳7500名观众的塞登斯蒂尔大厅。它于1993年作为现代化的大型体育馆开放，除了各种体育赛事（室内足球、手球等）外，还提供举办大型音乐会的空间。
比勒费尔德市政厅是同类中最现代化的大厅之一，可容纳多达4500名观众。由于其多功能性，它非常适合各种活动。从会议到贸易展览会，从歌舞表演到音乐会，几乎所有类型的活动都在这里举行。
鲁道夫·欧特家音乐厅位于比勒费尔德西部。这个活动和音乐厅根据杜塞尔多夫建筑师汉斯·蒂特曼和卡尔·哈克的计划于1929-1930年建成，并于1930年10月31日落成。大厅里有1561个座位，小厅里有300个座位。
圆屋在其目前的使用形式中仍然是相当新的。它于2003年开放，作为音乐会和许多其他活动的大厅。在周末，它可以作为一个迪斯科舞厅。该建筑建于1905年，最初用作蒸汽机车和后来的内燃机车的维修棚。这就是大厅的独特之处，因为它结合了古老和现代的建筑。观众容量为2500。
乌尔姆瓦尔碉堡位于代特莫尔街和尼德瓦尔街交界处的下方。它是在1939年作为治疗性防空洞设立的。战后，青年部一直管理着这个文化中心，直到1996年，它被改造成了一个爵士乐俱乐部；从1996年开始，管理权移交给了为这个机构成立的一个协会。在一个独特的亲密氛围中，演奏者与观众站在一起密切接触，许多国际知名的演奏家，如阿奇·谢普、约翰·苏尔曼、京特·汉普尔和阿尔伯特·曼格尔斯多夫等人的音乐会都在观众面前演出。不知名的乐手也出现在这个理想的舞台上。
市图书馆的场地也用于阅读、展览和比勒费尔德文学日。

### 电影院

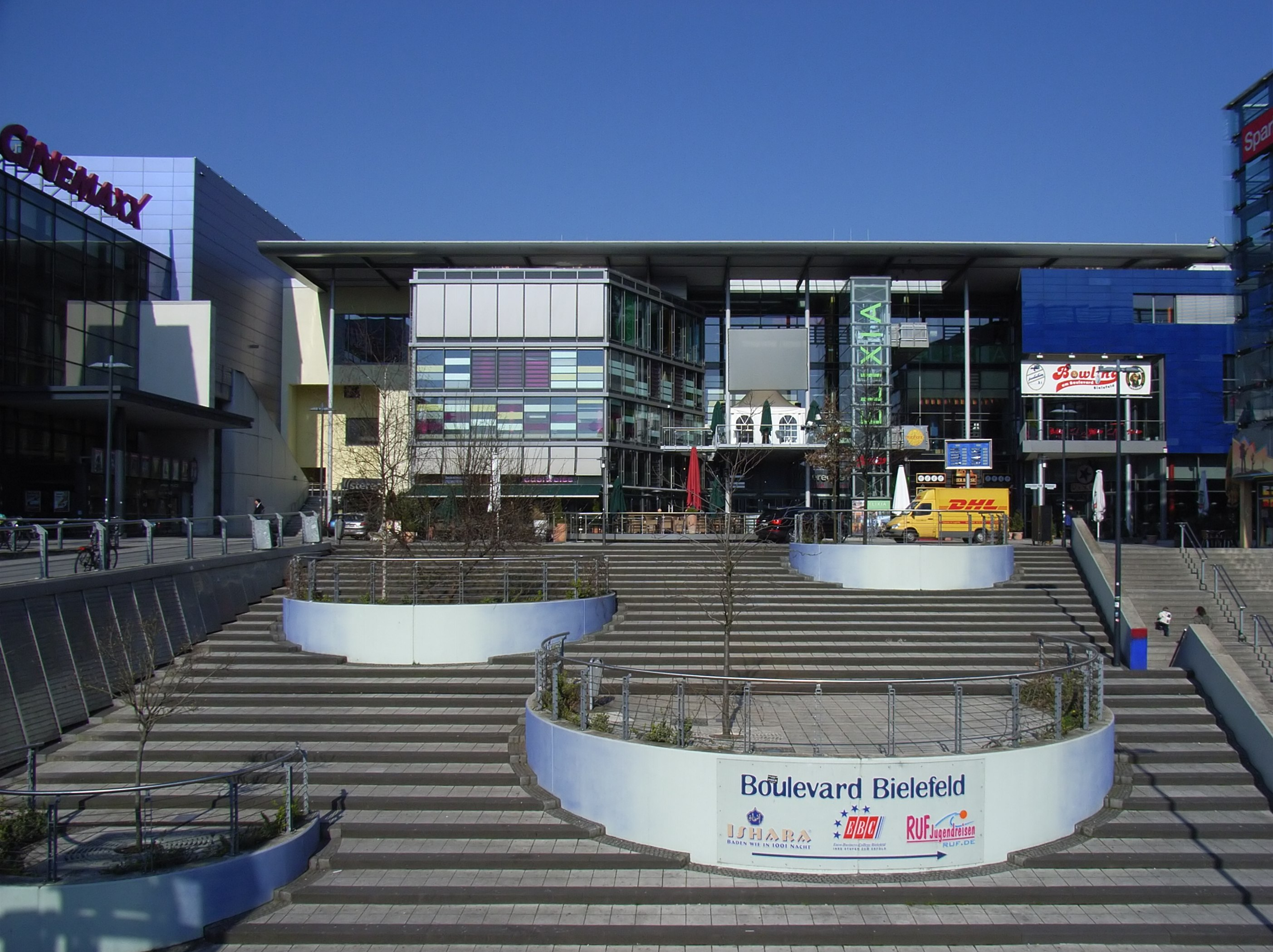
新车站区，左侧是Cinemaxx

除了拥有2648个座位的东威斯特法伦-利珀地区最大的多厅电影院CinemaxX之外，比勒费尔德只有一些较小的电影院。"传统的"电影院都已关闭，例如位于车站前院的莱恩韦伯大厦的电影院，现在是一家同名迪斯科舞厅的所在地。卡梅拉电影院于1950年由卡尔-奥尔创立，1957年迁至费伦街，有三个礼堂，是共和国装饰最华丽的艺术电影院之一。另一家艺术电影院是位于拉文斯贝格公园，有三个大厅，夏天有露天电影活动。布拉克韦德中学的礼堂每周两天都会举办Melodie-Filmtheater的电影放映会。最小的电影院是Offkino，源自工人青年中心的前电影部，位于电影院的前Lichtwerk。

### 体育

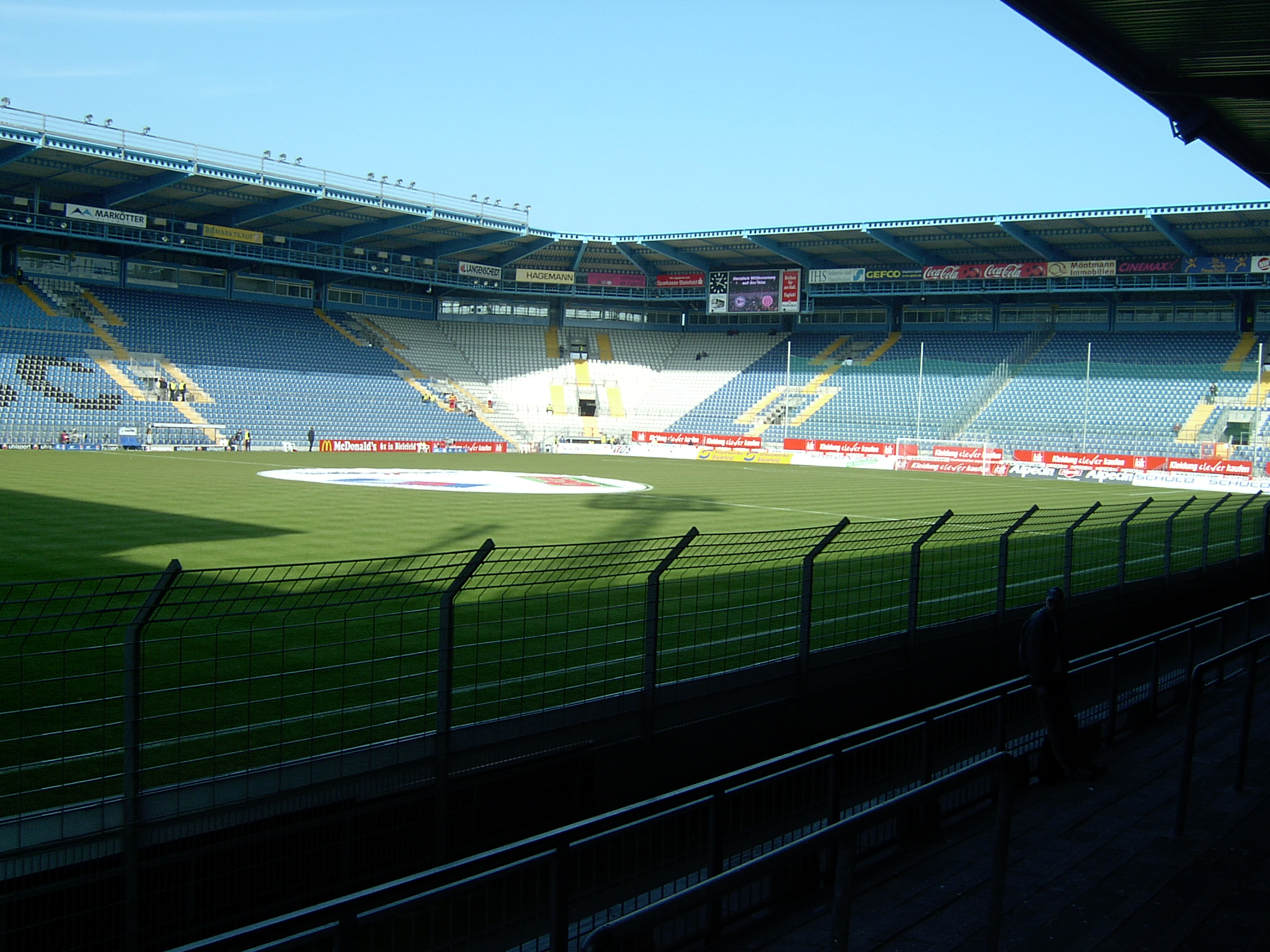
旭格競技場

这座城市的体育旗舰是比勒费尔德足球俱乐部。该俱乐部成立于1905年，1970年首次升入德甲联赛，参与德甲联赛共17年。由于其多次升降级，比勒费尔德被认为是一支电梯队，最后一次是在2022年降入德乙。其主场为旭格竞技场。在2004年之前，这个位于市中心西部边缘的纯足球场被官方和民众称为阿尔姆球场，拥有26,515个座位。另一家传统足球俱乐部是VfB比勒费尔德，其母俱乐部比勒费尔德03在1950年代之前一直是比勒费尔德足球俱乐部的同城死敌。VfB在威斯特法伦联赛踢球，主场为拉谢德体育场。这个拥有12,000个座位的多功能体育场也用于田径运动，以及美式足球GFL2俱乐部比勒费尔德斗牛犬队使用。
每年1月，TuS约伦贝克都会以“约伦贝克世界级”为口号组织国际女子室内足球锦标赛，这是欧洲参加人数最多的室内足球锦标赛之一，国内和国际顶级女子足球俱乐部都会参加。比勒费尔德北部的VfL Theesen拥有该地区最大的足球青训基地。值得一提的是，这里定期举办的国际圣灵降临节青年锦标赛，有来自德甲俱乐部的少年队和来自世界各地的国家少年队参加。
自行车运动在比勒费尔德有着悠久的传统。这主要表现在它经常作为德国巡回赛的一个赛段（11次）、起点（一次）或终点（10次）。位于中央区黑博街的比勒费尔德自行车赛道定期举办站立式比赛和其他活动。
比勒费尔德排名靠前的手球队是TuS 97比勒费尔德约伦贝克的男队和女队以及TSG阿尔腾哈根黑彭的男队（之前在2014年从第三级联赛降级），这两支球队都在西法伦高地联赛中竞争。
2008/09赛季，TSVE比勒费尔德海豚女子篮球队在德乙联赛中比赛。TSVE男子篮球队在地区联赛打球。
该市最重要的国际象棋俱乐部是比勒费尔德SK，它在1990年代参加德国国际象棋联赛。2008/09赛季，俱乐部参加了NRW级别的比赛。
SV布拉克韦德女子冰上曲棍球队在北区二队比赛，主场比赛在布拉克韦德的杜伊斯堡街的Oetker冰场进行。DSC Arminia的花样滑冰部门也在那里进行训练。
比勒费尔德有多个游泳设施，包括约伦贝克露天游泳池、施罗廷豪森露天游泳池、伊沙拉沐浴桑拿世界、AquaWede、希勒戈森露天游泳池、布拉克韦德露天游泳池、多恩堡露天游泳池、森纳瓦尔德巴德和维森巴德。
比勒费尔德第一斯诺克台球俱乐部成立于1989年，其会所位于比勒费尔德-Stieghorst。会所的比赛面积为450平方米，目前有12张专业斯诺克球桌，被认为是欧洲最大的私人会所。

### 定期活动

##### 民间和街头节日

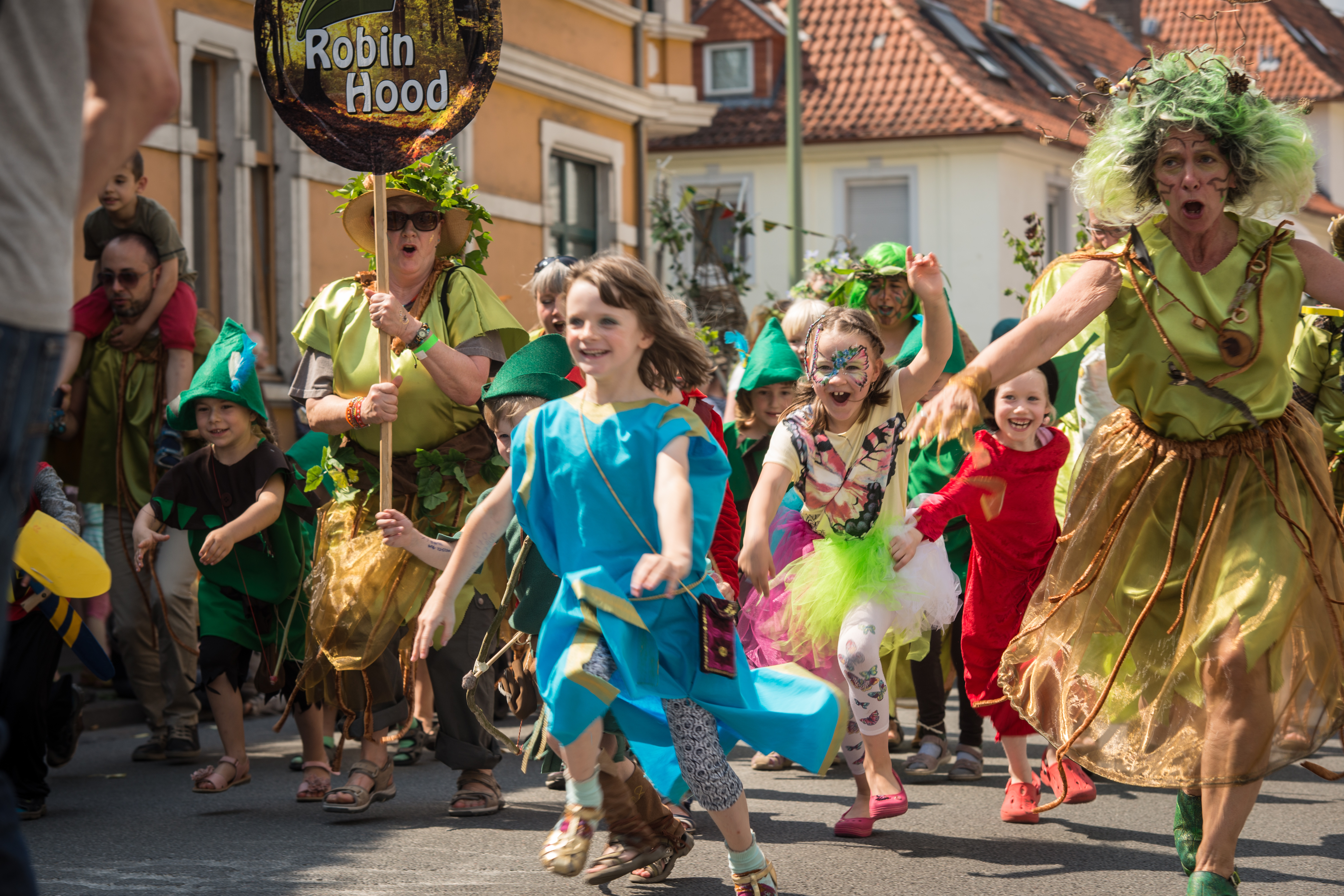
比勒费尔德文化狂欢节

- 比勒费尔德文化狂欢节5月，亚麻市集将在老城区举行，这是一个为期数天的大型民俗节日，在多个舞台上都有广泛的文化节目。
- 在文化狂欢节上（6月初，自1997年起），许多国内和国外的艺术团体排练舞蹈，在城市的街道上游行。
- 克里斯托弗街日自1994年以来一直举行，日期从6月底到8月中旬不断变化。
- 每年七月，斯帕伦堡都是中世纪斯帕伦堡节的举办地。
- 从降临节的第一周到12月30日。圣诞市集于12月在市中心的购物区举行。老城区的其他零售活动包括5月的La Strada汽车展和9月的葡萄酒市集。
- 城市的各个地方也定期举办活动，例如齐格弗里德广场的圣诞市集。

##### 艺术、音乐、电影、文学
- “夜景”是博物馆、教堂和画廊的夜游活动。在四月底的这一天晚上，各种博物馆、画廊和教堂都开放。
- 每年夏季举办比勒费尔德舞蹈节，提供为期两周的舞蹈课程，并公开表演成果和专业舞蹈活动。
- 每年暑假后的第二个周末，比勒费尔德开放工作室都会举行，届时艺术家们会向游客开放他们的工作室。[59]
- 自2004年以来，声音之夜一直在比勒费尔德大学大楼的一些不同寻常的地点提供各种不同的声音体验。
- 比勒费尔德文学日自1996年以来一直在比勒费尔德市图书馆举行。[60]
- 自1989年以来，设在这里的茂瑙协会组织了电影和音乐节[61]，无声电影和现场音乐在不同的场地进行为期一周的演出。
- 直到2010年代，“酒吧崇拜”在一年中不定期举行，当地乐队在比勒费尔德的几家餐厅陆续举办为期一周的系列音乐会。
- 自2005年以来，比勒费尔德举办了不定期的Honky Tonk音乐节。

##### 社会与科学
- 自2000年以来，数字勇气协会每年都会在比勒费尔德颁发德国老大哥奖，这是针对监控、公民自由和数据保护主题的负面奖项。[62]由于该协会本身自1987年成立以来一直设在该市，当时它还被称为FoeBuD，并在这里支持了许多其他活动，比勒费尔德经常与媒体上的数据保护话题联系在一起。2006年，第一次"自由而非恐惧"示威游行也在这里举行。
- 自2008年以来，Geniale科学节以多年来将学术问题和研究领域从比勒费尔德的大学输送到城市的街道和广场。[63]

##### 游戏和儿童活动
- 自2002年以来，拉文斯堡公园的Wackelpeter儿童文化节一直是暑假期间活动的一部分。
- 自1995年以来，每年11月，比勒费尔德的游戏世界都会举办，这是德国最大的棋盘和桌游的展会之一。[64]

##### 体育
- 赫尔曼斯劳夫（Hermannslauf）是一项传统的跑步活动，从代特莫尔德的赫尔曼纪念碑出发，穿过条顿堡森林的高地，到达比勒费尔德的斯帕伦堡城堡。
- 另一个一年一度的活动是夏末的Stadtwerke Run & Roll Day，这是在东威斯特法伦达姆城市高速公路上为跑步者和轮滑运动员举办的跑步活动。[65]
- Sparkasse自行车大奖赛通常于5月在布拉克韦德区举行。

### 区域特产
在比勒费尔德，有传统的威斯特法伦特色菜。例如，黑麦面包，一种未经烘烤而是蒸熟的黑麦面包。其他还有威斯特法伦的皮克特（马铃薯培根薄饼）、威斯特法伦火腿和小麦。而在饮料方面有比勒费尔德酒，一种由玉米和薄荷制成的杜松子酒。

### 比勒费尔德阴谋论
在德国網民之間，特别在Usenet上流傳着一個笑話，宣称比勒费尔德不存在。此后这阴谋论便成为这城市的宣传工具，包括前任德国总理默克尔。

## 观光

### 宗教建筑
老城尼古拉教堂是比勒费尔德最古老的城市教堂。它原本是一座三层的哥特式教堂，14世纪初扩建，并被改造成了一个布尔乔亚/商人的教堂。在此之前，1236年，帕德博恩的伯纳德主教将其提升为独立的堂区教堂。每天有四次（9:58、12:58、15:58和18:58）响起大钟。这座教堂最宝贵的财产是一个安特卫普的礼拜堂，上面装饰着九个雕刻场景和250多个雕刻人物。从目前的形式来看，除了塔楼的下部是按照1944年9月30日被摧毁的风格建造的以外，其余部分全部为新建。教堂有一个小型博物馆，展示了第二次世界大战前的遗物和老照片。
新城圣母教堂是一座高大的哥特式教堂，有两座塔楼，可以追溯到1293年。然而，这些塔楼直到16世纪初才建成，当时还加上了哥特式尖顶。尖顶后来在一场风暴中被摧毁，取而代之的是巴洛克式尖顶。从艺术史的角度来看，这座教堂是比勒费尔德最有价值的纪念碑，它的长度为52米，高度为78米。1553年，它是比勒费尔德宗教改革的起点。教堂里有一个带翅膀的祭坛，上面有13幅不同的画，即所谓的玛丽亚祭坛。这些画像是由一位匿名画家于1400年创作的。它们描绘了诸如天与地、上帝与人或基督与玛丽亚。这座教堂曾一度成为拉文斯堡伯爵的埋葬地。在祭坛的北侧是拉文斯堡的奥托三世伯爵和他的妻子海德薇·祖尔·利佩的墓碑，这可能是在1320年后不久落成的。南面是威廉二世伯爵（1428年）和他的妻子阿德尔海德·冯·特克伦堡（1429年）的墓穴。教堂内还有16世纪初的晚期哥特式十字架和一个由比勒费尔德大师贝恩德·克里斯托夫·哈腾克尔在1681年至1683年间修建的雕刻讲坛。在第二次世界大战期间，教堂遭到严重破坏，巴洛克式的尖顶在空袭中被摧毁。战后，它们在1965年以哥特式的形式被重建。
建于16世纪的苏斯特教堂矗立在老城区的中央。1491年，十二位奥古斯丁修女获准在这里建立自己的修道院。她们致力于照顾病人和穷人。然而，在1616年，修道院因缺乏盈利能力而被废弃并移交给城市。它是比勒菲尔德唯一的新教改革派教区的教堂。这座方形的两层楼房有一个山形屋顶，建于1500年至1600年之间。在18/19世纪，它被广泛地重建，并改变了层高。面向苏斯特广场的前檐采用了新哥特式风格的装饰。
天主教教区的圣约多库斯教堂最初是一个方济各会修道院的教堂，建于1511年。最初（从1498年开始），这座修道院位于约斯特堡，但早在1507年就因供水困难而放弃了那里，搬到了今天的克洛斯特广场。约斯特堡的老修道院遗址仍在。位于老城区的方济各会修道院在宗教改革后继续存在。当该市的其他教会接受宗教改革时，方济各会为留在拉文斯堡地区的少数天主教徒提供牧民关怀。修道院于1829年解散，教区的牧灵工作由教区牧师接管。教堂至今仍是教区教堂，里面有1220年的 "黑圣母"、1480年的圣约杜斯木雕和1962年的萨韦尔耶夫的圣像壁。

位于比勒费尔德多恩堡区的圣灵教堂被认为是东威斯特法伦州现代教堂中的一颗明珠。它建于1990年代初期，作为韦伦西克的圣灵教堂和乌伦特普的圣家教堂的继任者，这两个教堂对于不断增长的会众来说已经太小。

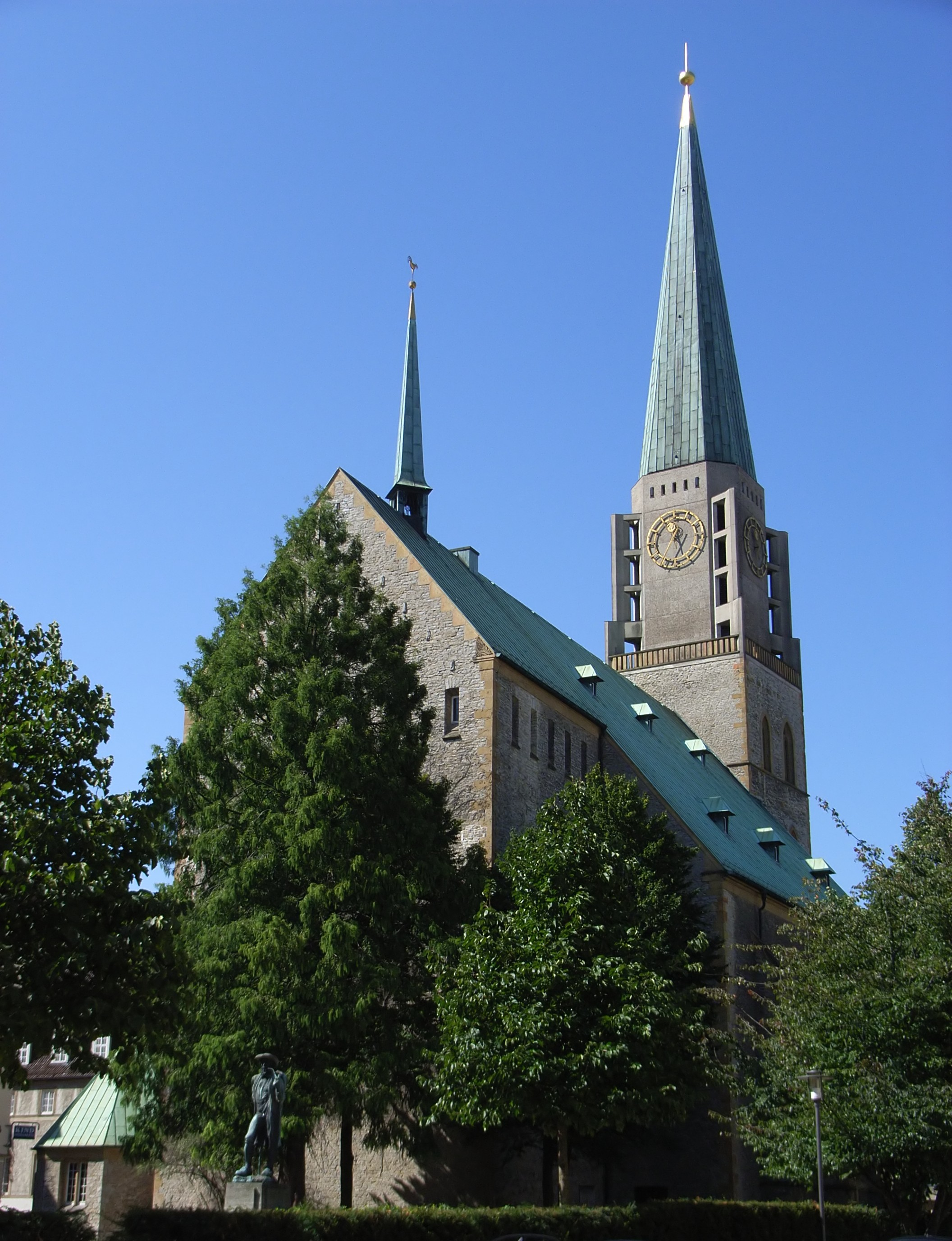
老城尼古拉教堂
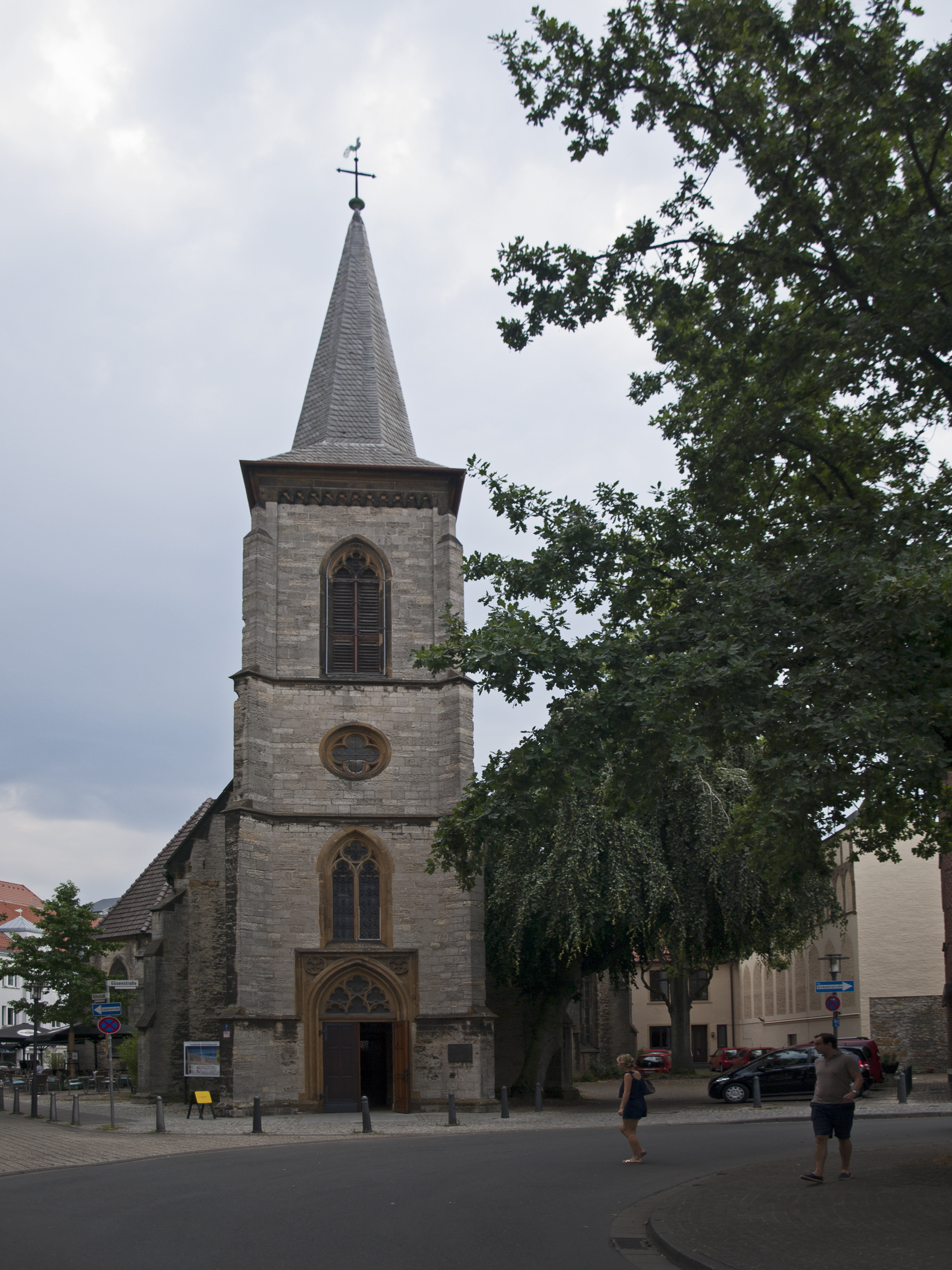
苏斯特教堂
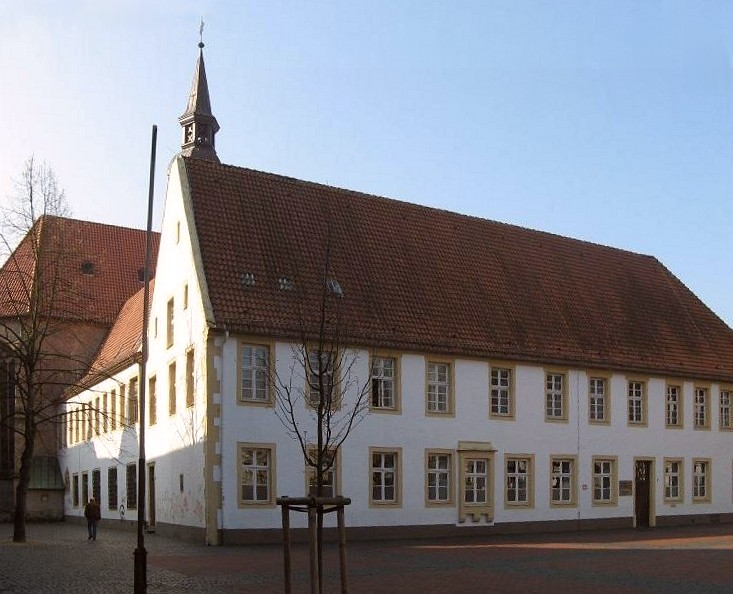
圣约多库斯教堂

### 世俗建筑

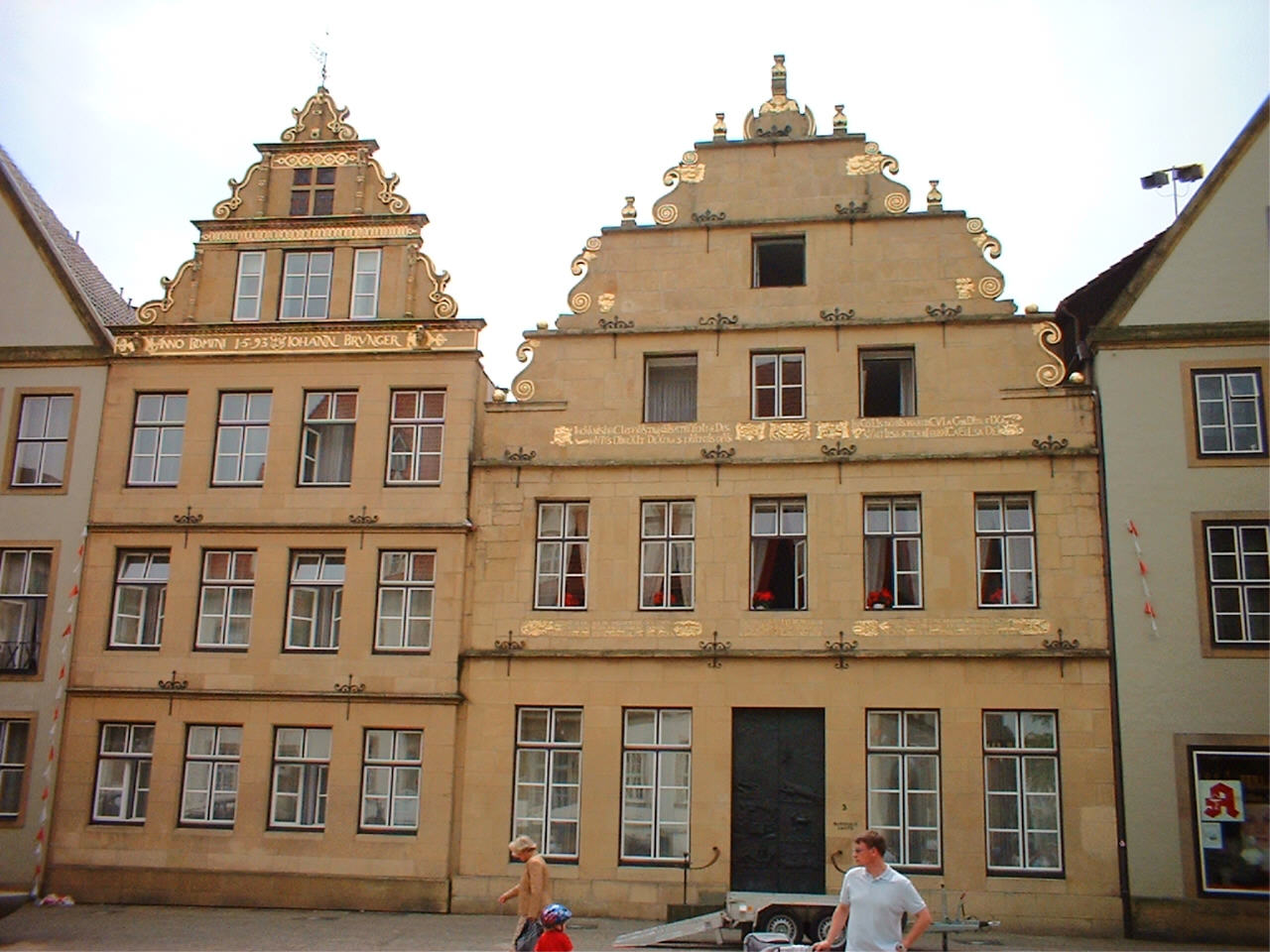
比勒费尔德旧市场

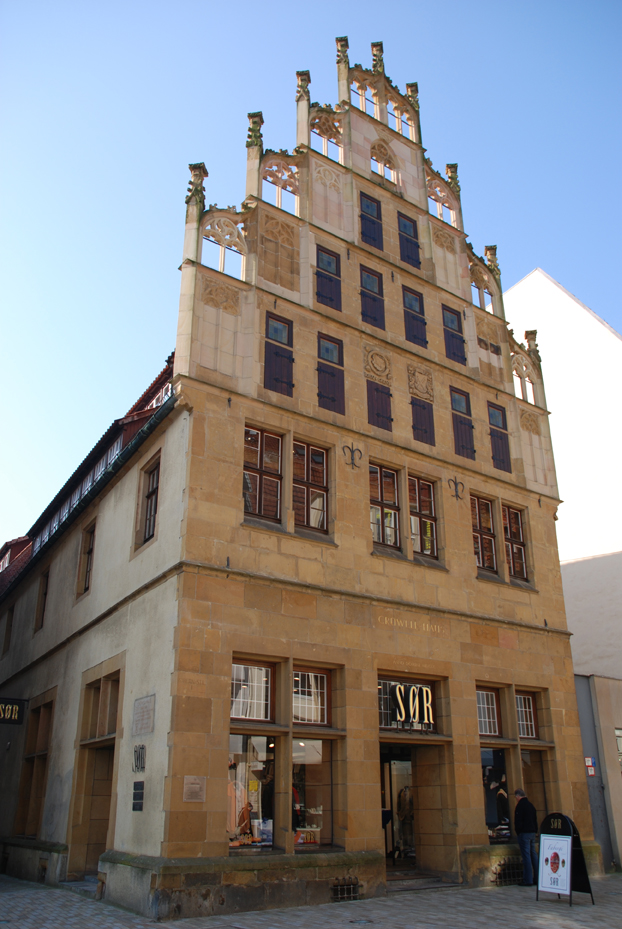
旧市场的克鲁威尔大楼

比勒费尔德旧市场是比勒费尔德老城区的中心。在其北侧是老城剧院。它的前身是旧市政厅，建于13世纪。二战期间被击毁。1949年重建，作为剧院重新启用。

#### 资产阶级住宅楼
只有少数中世纪晚期和近代早期的资产阶级住宅建筑在二战初期仍有较多的保留，但市内仍有许多奠基时代和19世纪初的别墅和街景，各区的一些建筑也比市中心的要古老。
目前已知最古老的联排别墅是位于奥博恩街的穆勒大楼。根据树木年代学，它建于1485年。
建于1530年的克鲁维尔大楼是最著名的住宅建筑之一。晚期哥特式阶梯山墙以明斯特建筑为蓝本。这座房子在二战中被烧毁，由保罗·格里瑟于1948/49年重建，同时保留了历史外观。在重建时，使用了较小的十字形窗户，而不是大型的幕墙。楼梯上有大约7000块16至18世纪的代尔夫特瓷砖。它可能是德国西北部最大的此类收藏品。
在巴提格大楼中，只有1680年的蜗形山墙在遭受严重战争破坏后仍然存在，并被包含在保罗·格里瑟建造的兰佩银行建筑群中。正面仍然受到所谓的“威悉文艺复兴”的强烈影响。当它在1945年重建时，外立面被保留下来。

#### 贵族庄园
在1718年提到的17个贵族庄园中，有些仍然存在。
位于韦勒河上的瓦尔德庄园被认为是市镇的核心。据说它是在该镇建立之前的一个农场中出现的。这座细长建筑的核心可以追溯到中世纪，并在16世纪重建。当时建造了带有涡形屋檐的凸窗。
科尔夫-施米辛格庄园，也被称为沃尔曼庄园，位于克洛斯特广场。雕刻丰富的半木结构上层建筑带有扇形花饰，被认为是在1640年左右建成的。当克洛斯特广场建成时曾经大约两倍长的建筑被大大缩短了。
温特舍庄园，这座两层楼的建筑建于16世纪。并在19世纪和20世纪初使用几个世纪以来多次改变。后部大部分采用半木结构进行了更新。院子里有一个多边形楼梯塔。
斯皮格尔庄园的历史可以追溯到1540年，是一座采用所谓的威悉文艺复兴风格的两层建筑。窄边饰有轮堞山墙。1682年增加了楼梯。随着时间的推移，内部被反复修改；尽管如此，在建筑的后部还保留了一个带有横梁天花板的地下室大厅。今天，斯皮格尔庄园是自然历史博物馆的所在地。
格雷斯特舍庄园拥有更加精致的外观。它可能建于16世纪下半叶。也许是在一个城墙塔的基础上。自1870年以来，这座宏伟的文艺复兴时期的建筑一直是拉茨基体校的北翼。
梅因德斯庄园呈现为一座两层的渲染建筑。原始的巴洛克式入口门户上刻有1669年的字样。19世纪发生了进一步的变化。在一楼内，一个1670年的壁炉和巴洛克式灰泥天花板的遗迹得以保存。

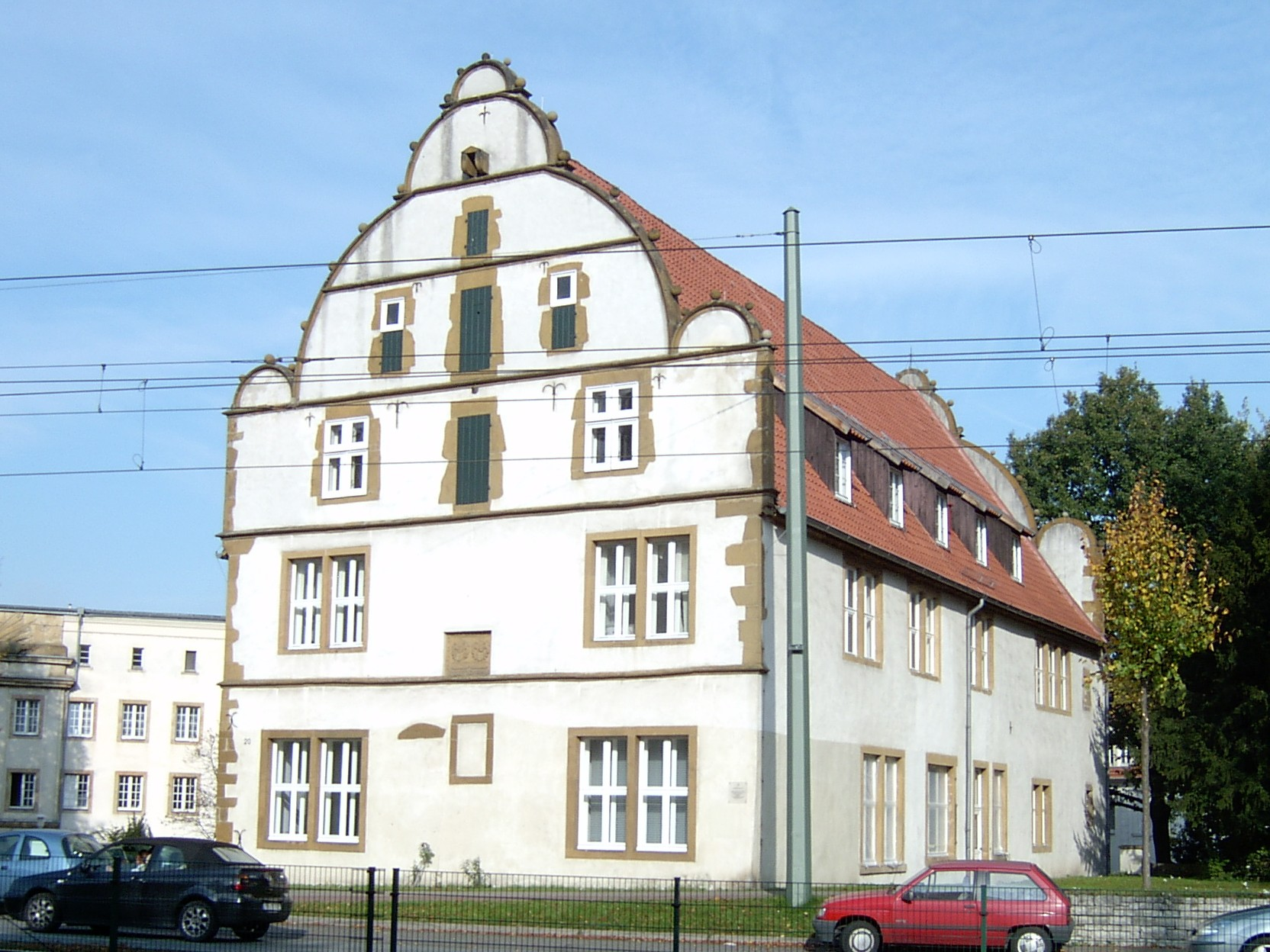
斯皮格尔庄园
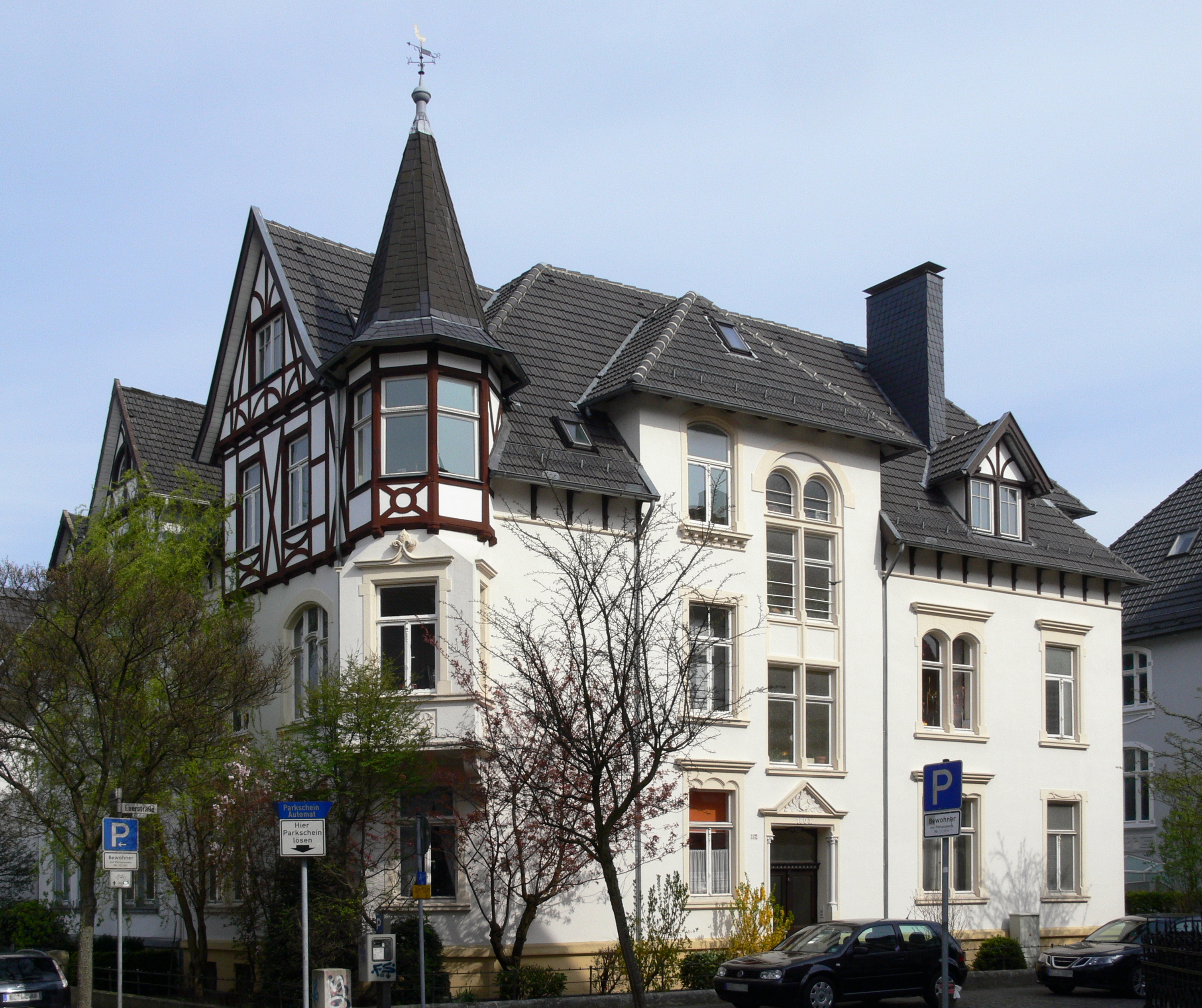
市中心以西的住宅区
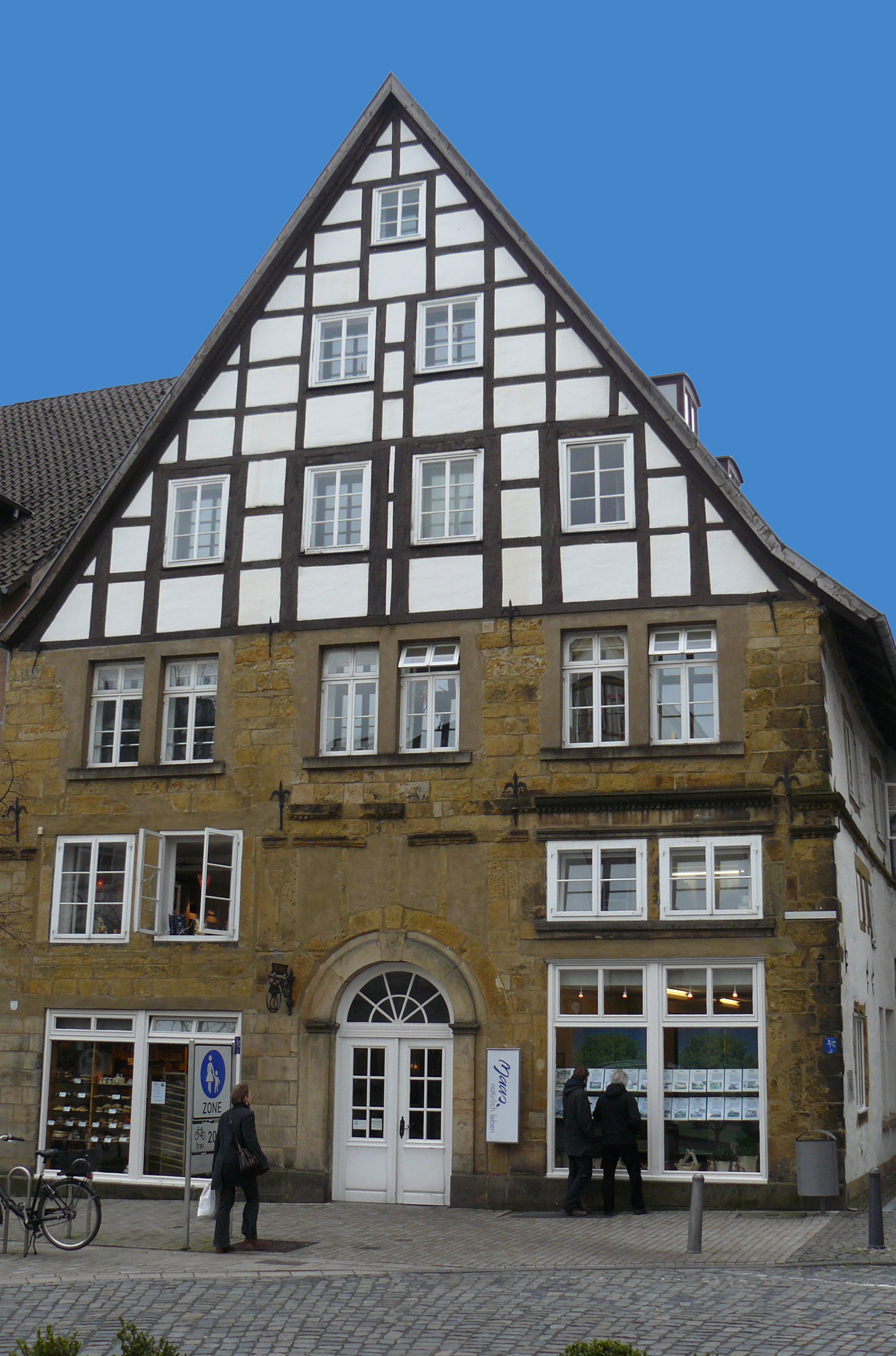
穆勒大楼
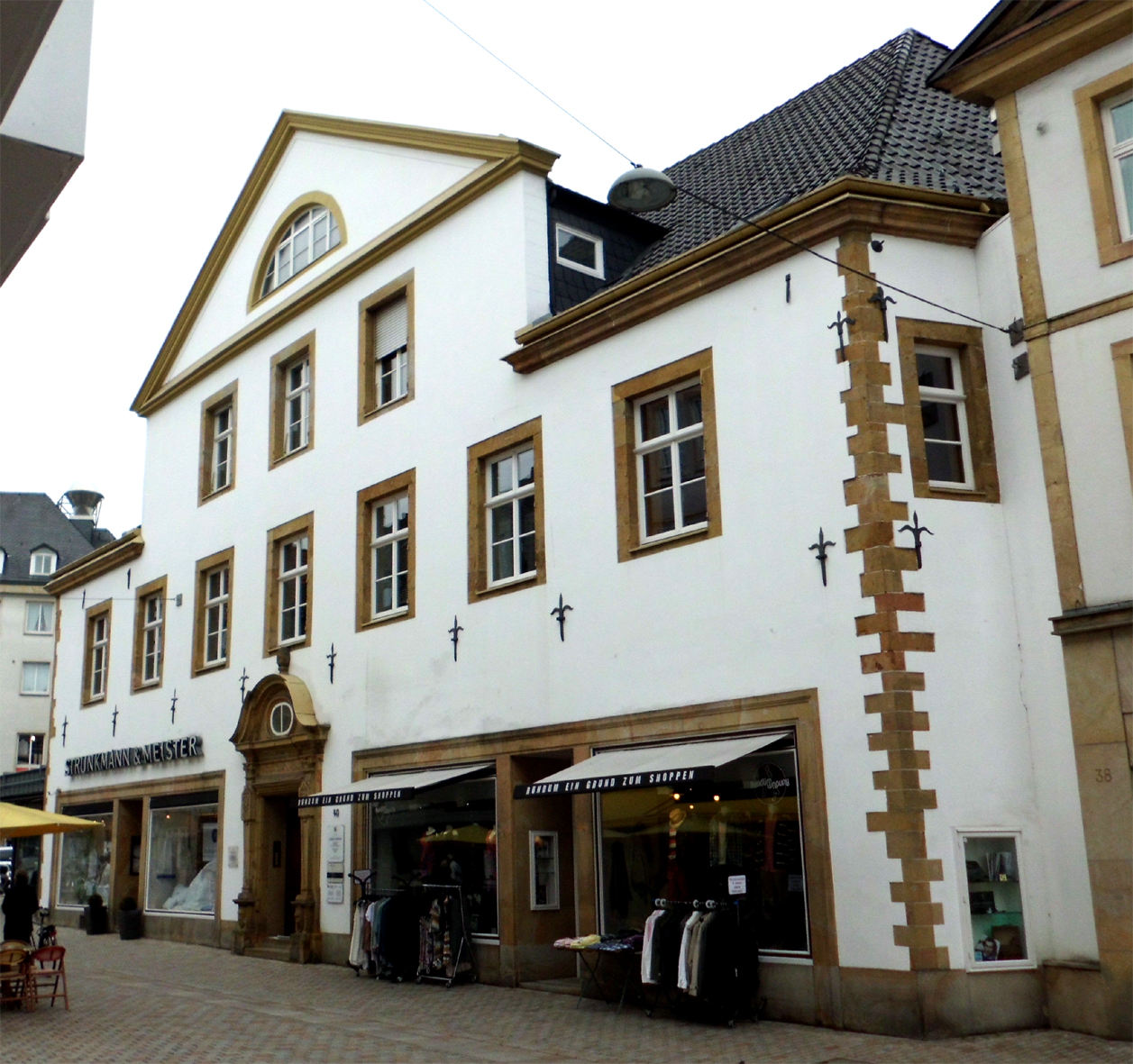
梅因德斯庄园

#### 城墙

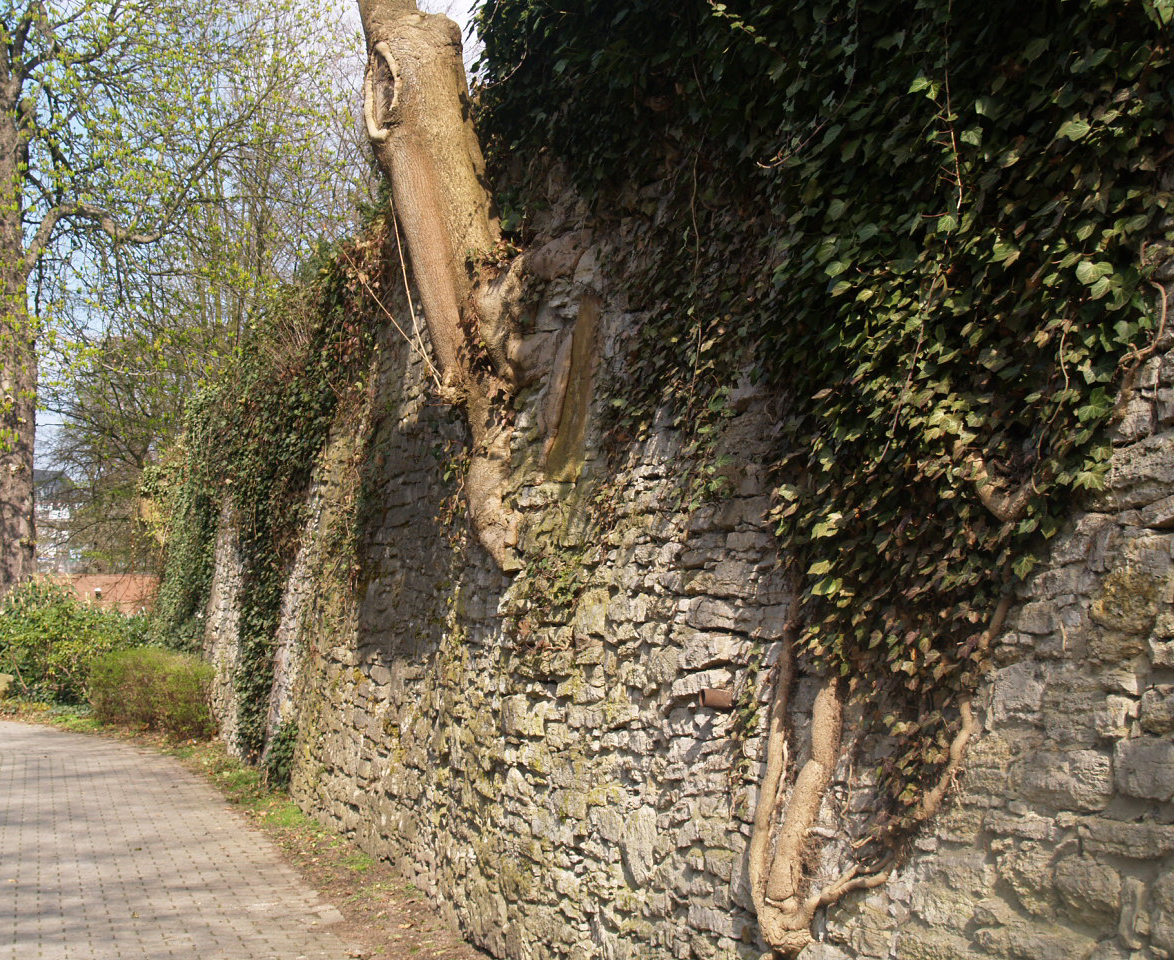
16世纪的城墙遗址

在老城区的13世纪城墙遗迹中，可以看到所谓的Welle House。这些遗迹是作为Archäo Welle项目的一部分被挖掘出来的，并为博物馆做了准备。在以前的格雷斯特舍庄园，一个非常坚固的方形墙塔的一部分被保留下来。在14世纪初就已设防的新城区，在凯瑟尔街一栋房子的花园里，还有一个中世纪的炮塔残骸。随着火器的出现，1539年至1545年期间，在新老城区周围修建了统一的防御系统，有几个圆环。其中有一段几米长的墙，是为了保证沃斯巴赫河和卢特河与城镇护城河的汇合处，在十字路38号的房子（目前是自然历史博物馆的行政大楼）后面保存下来。墙的顶部是1856年以来安装的煤气灯的最后两个例子。

#### 更多建筑
斯帕伦堡是这座城市最著名的纪念碑和地标。根据最新发现，它建于1200年左右，有37米高的城堡塔和地下通道，可以在导游的带领下参观。4月到10月的上午10点到下午6点，可以爬塔。2006年9月22日，在ZDF组织的评选德国最受欢迎的地方的比赛中，斯帕伦堡名列第17位。
不远处是位于斯帕伦贝格的罗马环形发掘场。

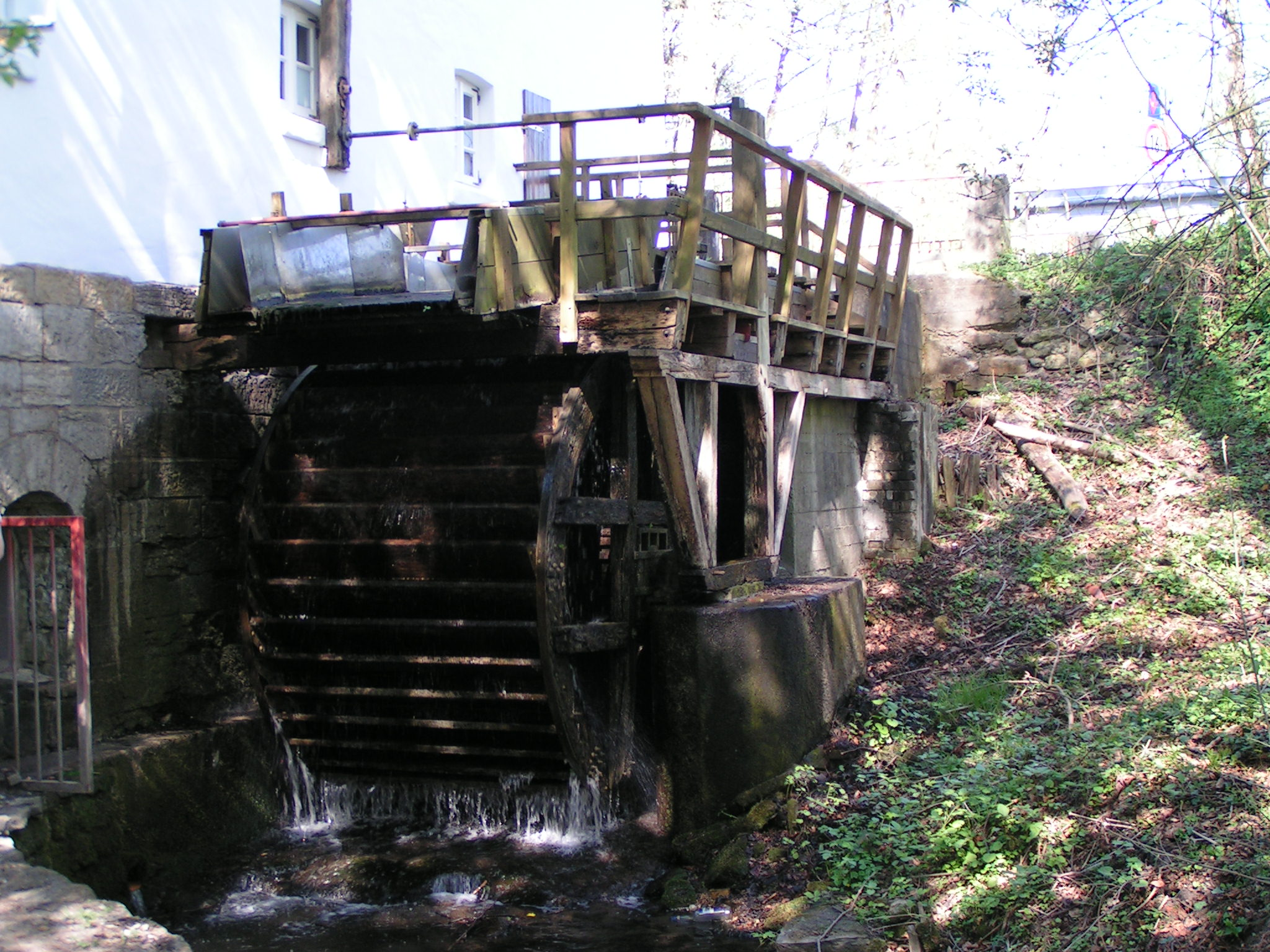
尼姆勒水磨

尼姆勒水磨是比勒费尔德市奎尔的一个超大型水磨，最早出现在1535年。自1994年修复后，它又恢复了工作状态。
白色别墅位于拉文斯伯格公园。该建筑让人想起波茨坦众多的意大利乡村风格式别墅。几步之遥就是拉文斯贝格纺纱厂的前厂长别墅，今天这里是胡尔斯曼博物馆。
旧市政厅建于1904年，如今是比勒费尔德市长的代表所在地。大部分行政部门都在隔壁的新市政厅内。旧市政厅的外立面可以看到各种建筑风格，包括哥特式和文艺复兴时期的元素。
城市剧院与旧市政厅形成一个结构单元。它也于1904年落成，由建筑师伯恩哈德·塞林设计，具有非凡的新艺术风格外观。它是该市最大的剧院。在2005-2006年，它进行了全面翻新。

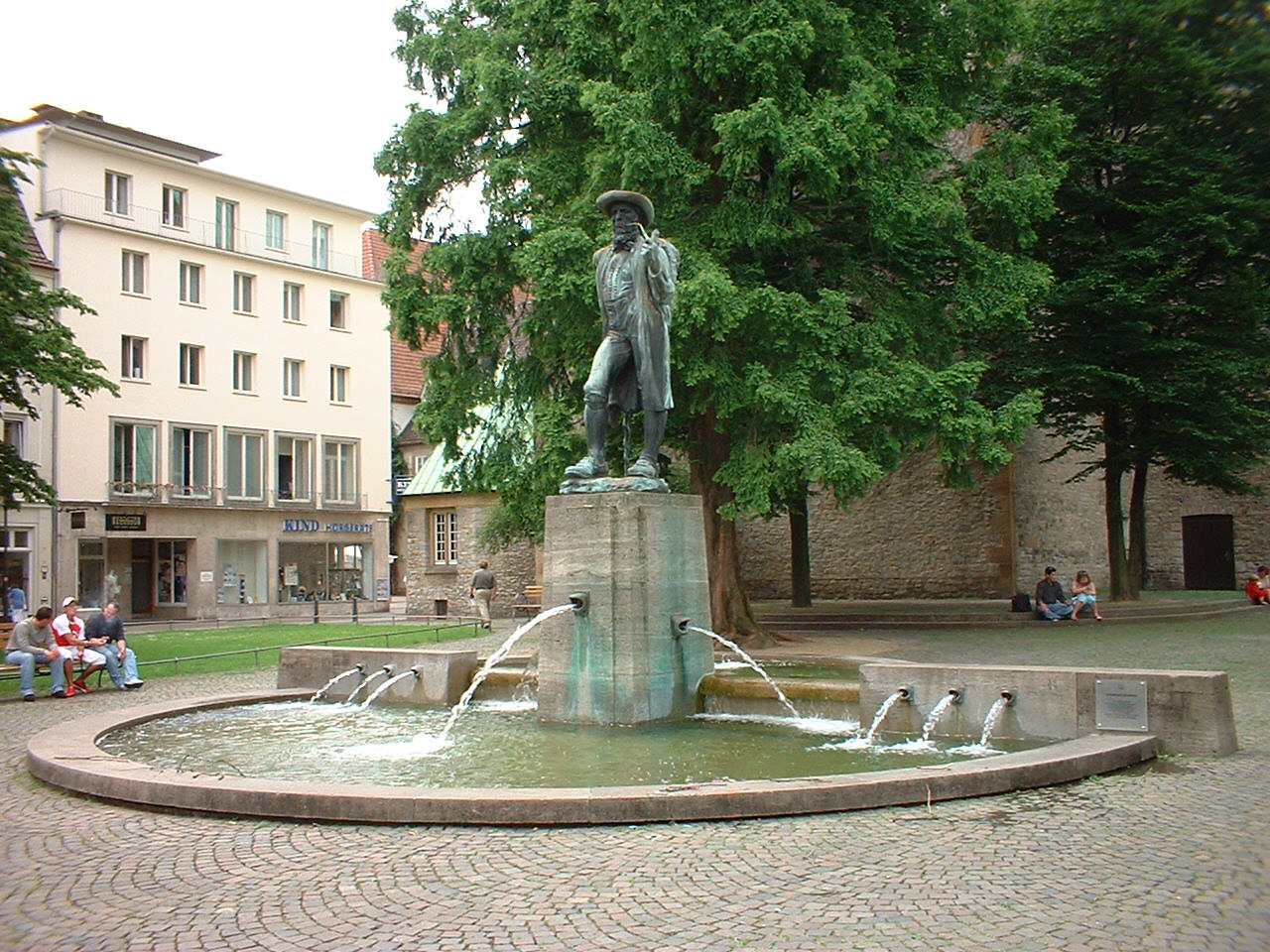
亚麻织工纪念碑

老城教堂广场上有一座汉斯·佩拉松纳于1909年创建的亚麻织工纪念碑，这是一个旨在纪念比勒费尔德在亚麻加工领域的经济开端的喷泉。
拉文斯堡纺纱厂的建筑建于1855年至1857年之间，像一座城堡。在19世纪，它是欧洲最大的亚麻纺纱厂。今天，这里有成人教育中心、比勒费尔德历史博物馆、一个市政媒体中心和一个迪斯科舞厅。它的前面是罗奇代尔公园和拉文斯堡公园。
1926年到1927年，维森大街的室外游泳池由弗里德里希·舒尔茨设计。除了大型的中央看台和100米的泳道外，它还具有特殊的轴对称性。当时，这里还有一座赌场。通道、跳水平台和赌场都位于各自的对称轴线上。由于这些特殊功能，游泳池的历史部分现在被作为古迹保护起来。
技术之家位于雅恩广场。1929年柏林建筑师海因里希·蒂舍尔建造了这座砖面钢骨架建筑，是该市第一座新客观主义风格的“高层建筑”。平顶的塔式主楼最初由一个玻璃延伸部分加冕。该建筑在1945年2月24日的空袭中被严重损坏。由于有倒塌的危险，塔楼的上层在几周后被炸毁。直到1950年重建时，为了保持原来的形式，玻璃塔尖被取消了。上端稍作修改，提高了一层楼的高度。最后，在2012年，该建筑特有的灯塔得到了恢复。
格洛丽亚宫位于尼德恩大街。这座电影院由威廉·克莱斯于1927-1928年以新客观主义风格建造。该建筑在1944年的轰炸中严重受损。在1948年的修复过程中，入口上方的大磨砂玻璃窗被三扇法式门取代，前面有一个阳台。内部后来被划分为几个电影院，失去了优雅的室内设计。2000年，电影院关闭，大楼再次改建为商场，外立面恢复原状。这座宫殿是比勒费尔德为数不多的新客观主义代表之一，也是该市第一座从外部可以清楚地识别其用途的电影院建筑。

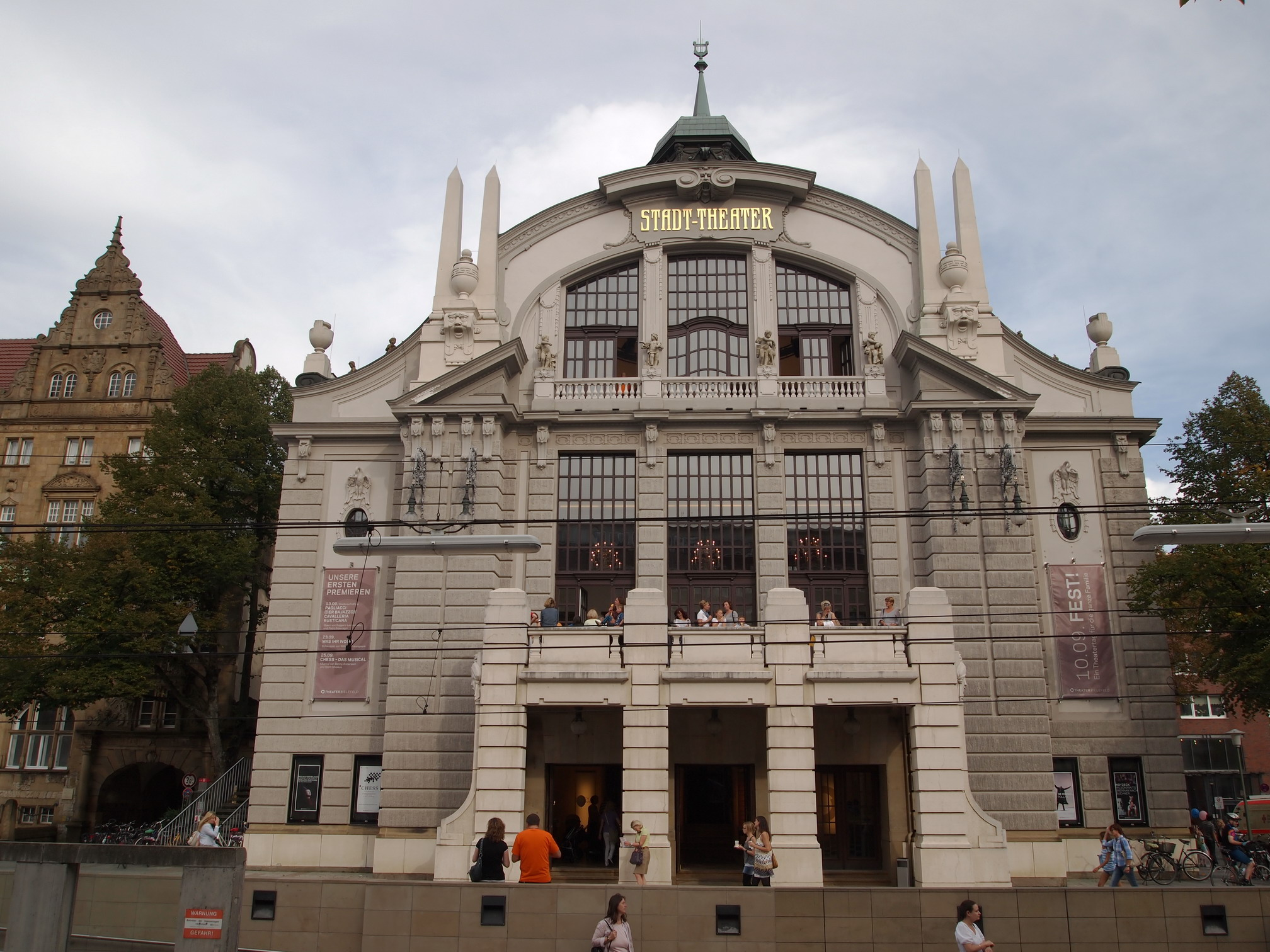
城市剧院
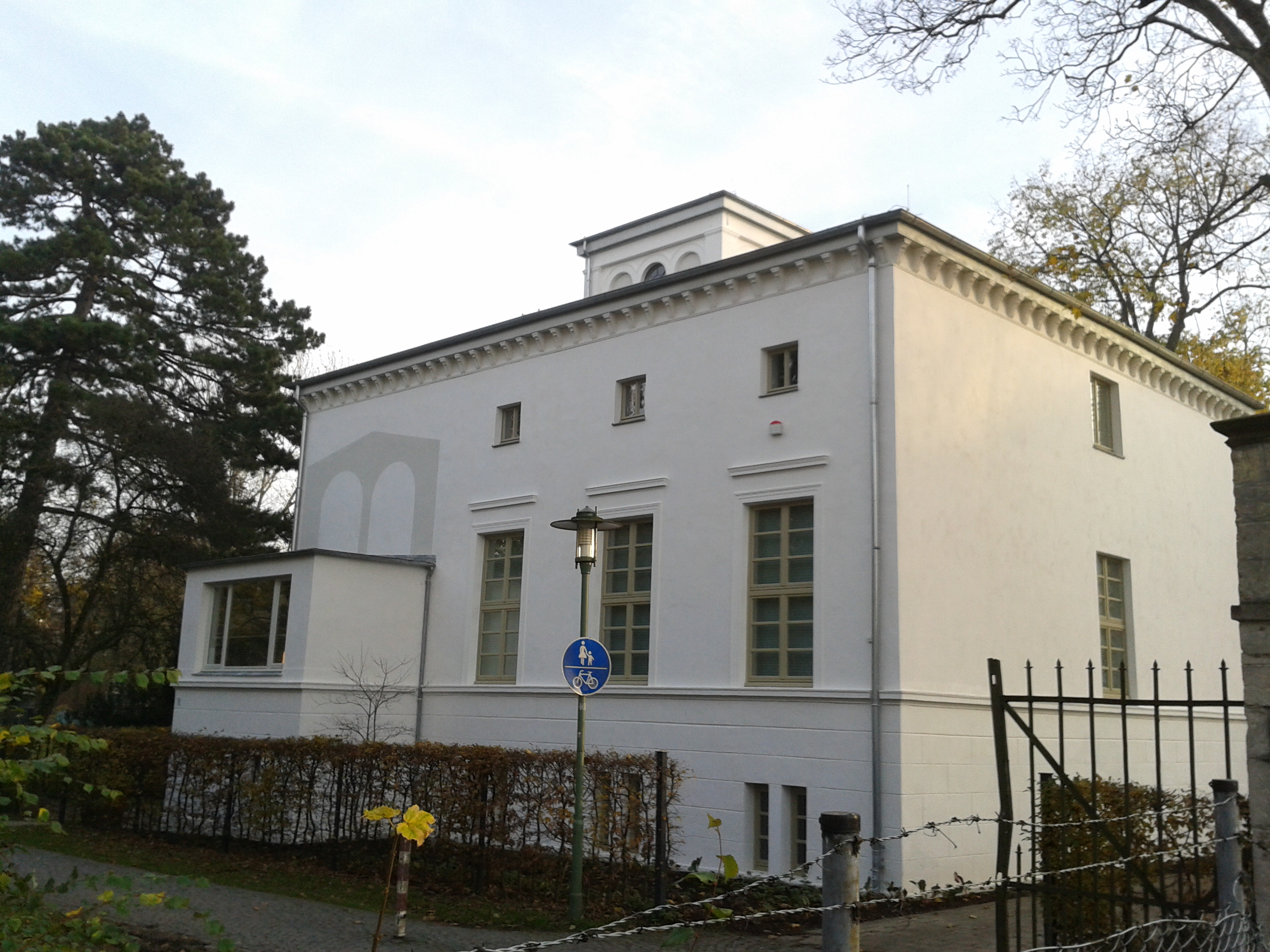
魏氏别墅
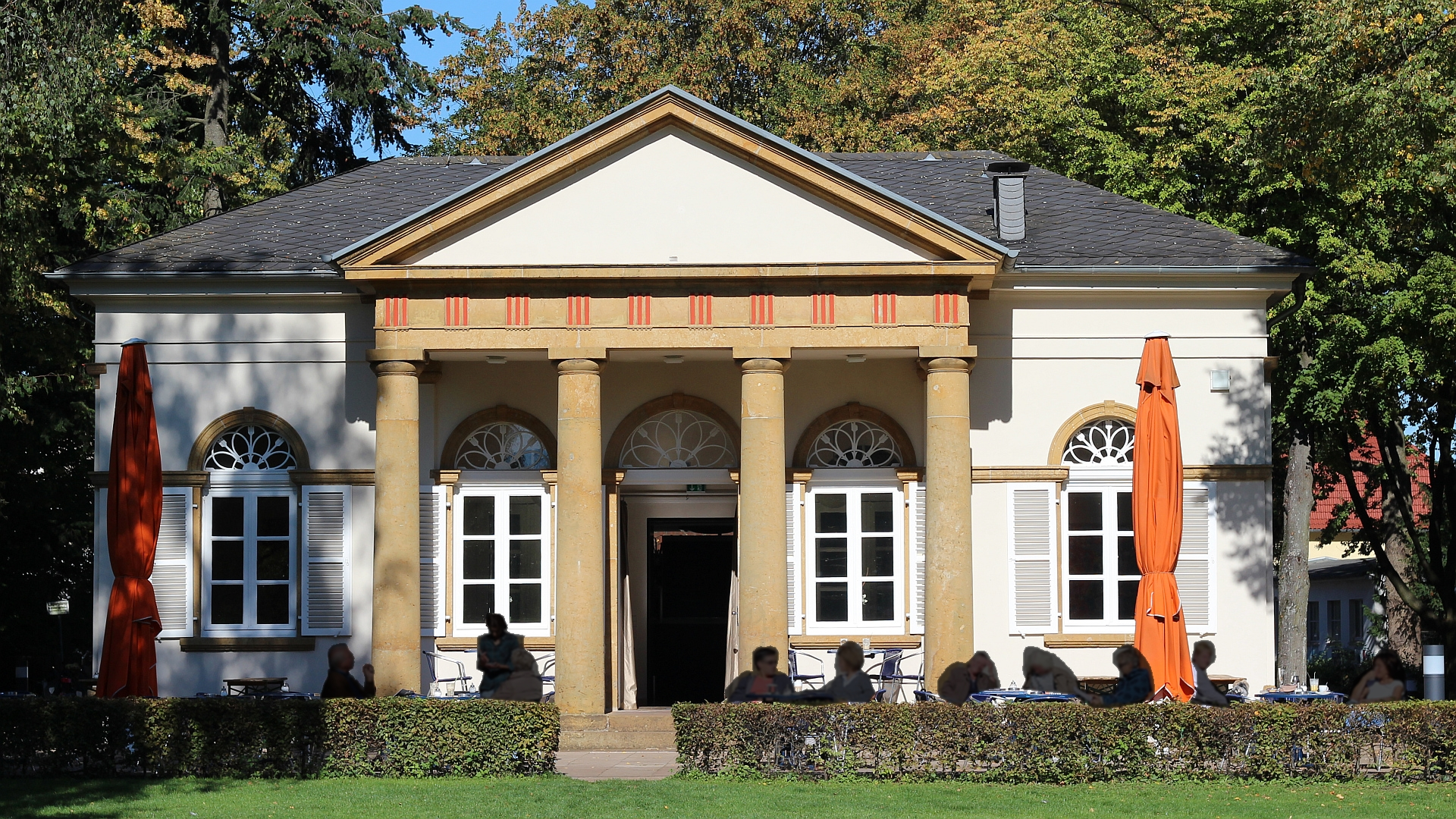
白色别墅
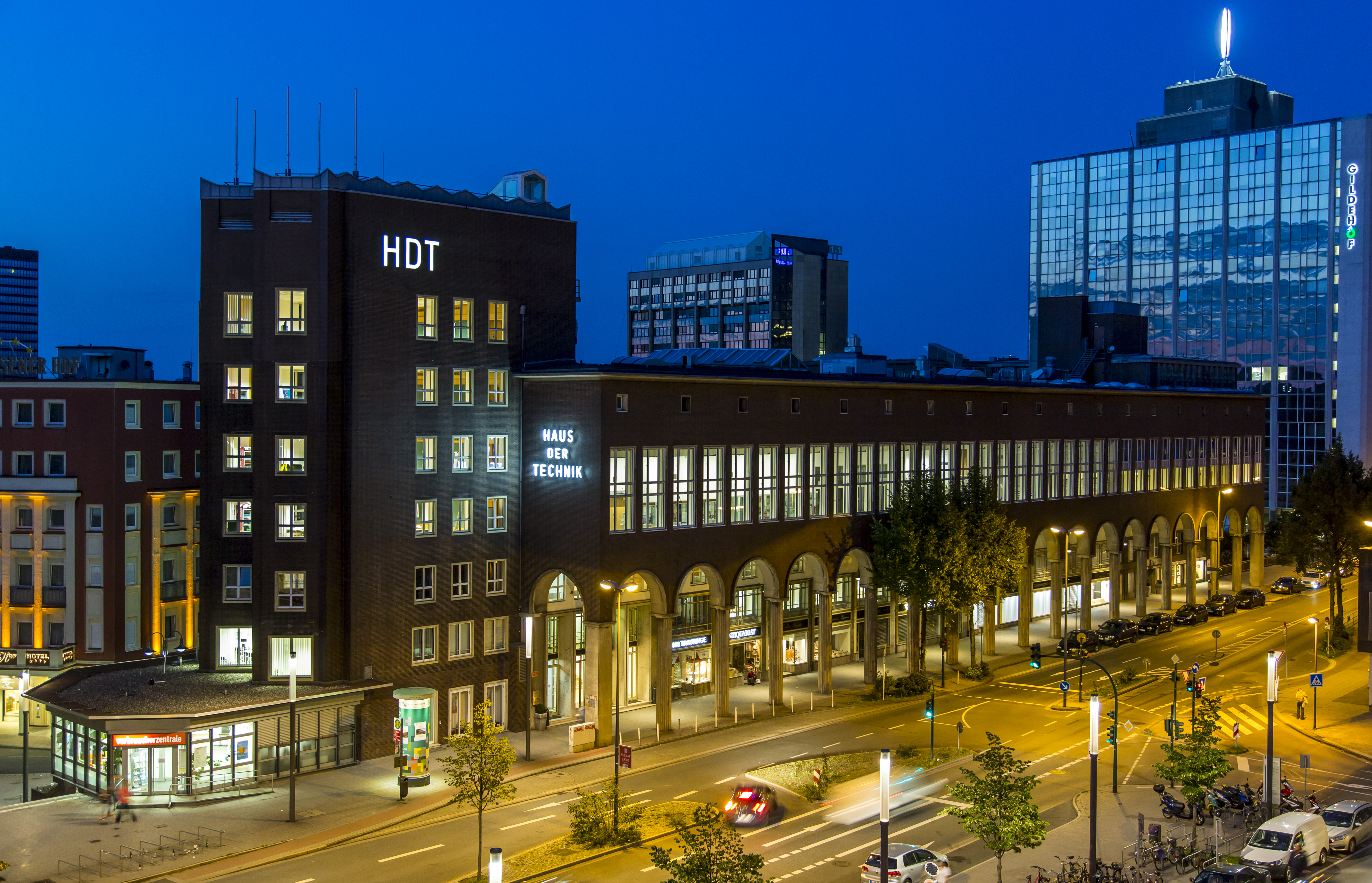
技术之家

### 绿地和当地休闲

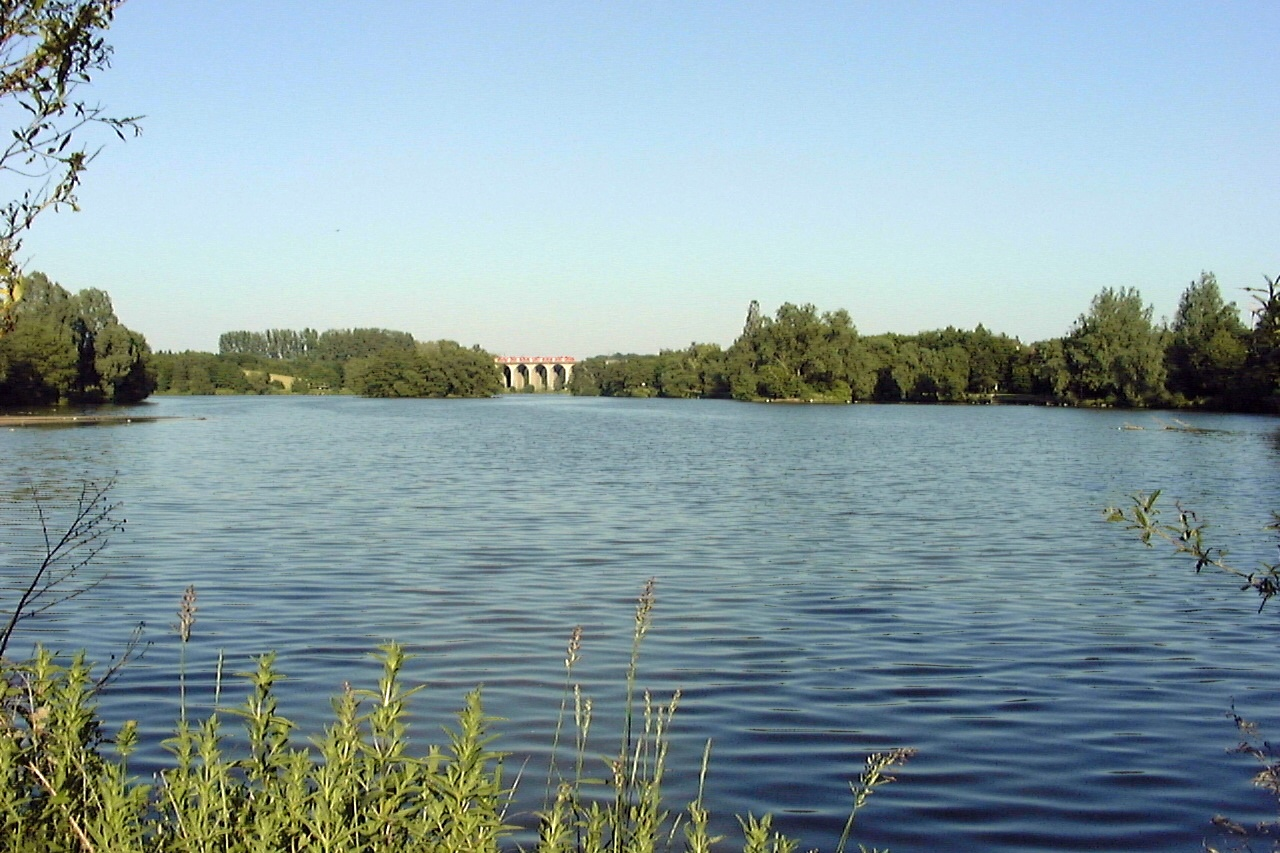
奥伯湖

比勒费尔德的部分地区位于特拉维塔自然地质公园和条顿堡森林/埃格山自然公园内。绵延于该市的山脉为当地提供了许多休闲娱乐的机会。同时，这里也是自然保护区面积比例最高的地方，其他重要部分位于小溪流的相邻区域和塞内的部分地区。就整个市区而言，比勒费尔德在拥有超过25万居民的德国城市中拥有最大比例的绿地。相较德国所有主要城市，即人口超过10万的城市，比勒费尔德排在第11位。
条顿堡森林内或附近有比勒费尔德植物园，内有高山植物园、竹园、岩石园、杜鹃花园、药用和香料园、石楠园、山毛榉森林植物群和大约200种列入红色名录的物种。还有始建于1928年的奥尔蒂森动物园。这里饲养着100种本土动物的430多种动物。
奥伯湖是城市北部的一个水库。这个湖周围是一个80公顷的绿地。由历史建筑组成的希克鲁格餐厅是一个受欢迎的目的地。
市中心较大的公园是鲁道夫·欧特家音乐厅附近的市民公园、拉文斯堡公园和罗奇代尔公园以及拥有古树的诺德公园。加代包姆区还有一个日本花园。
88.8公里长的比勒费尔德徽章之路蜿蜒在比勒费尔德市的边界上，这是一条标有城市徽章的远足小径。
塞内公墓于1912年落成，拥有近100公顷面积，是德国最大的墓地之一。由于其在自然景观中的特殊位置和非凡的规模，在塞内墓地的许多区域都出现了生态位。例如，在北莱茵-威斯特法伦州红色名录上绘制的98种苔藓中，有20种在这里发现。由凯绥·柯勒惠支、格奥尔格·科尔贝等艺术家设计的墓碑显示了该建筑群的文化价值。约翰尼斯公墓于1874年建成。来自比勒费尔德及周边地区的重要人物，如奥古斯特·欧特家和卡尔·贝塔斯曼，都安葬于此。在市中心的雅恩广场，有一座1808年建成的老坟场。

在自然遗迹中，最值得一提的是1648年在帕彭马克特种植的和平菩提树，树干周长近6.5米；在塞内区有一个山洞（Zwergenhöhle）；在阿姆韦尔巴赫街上有一块高四米、重一百一十七吨的不规则巨石。

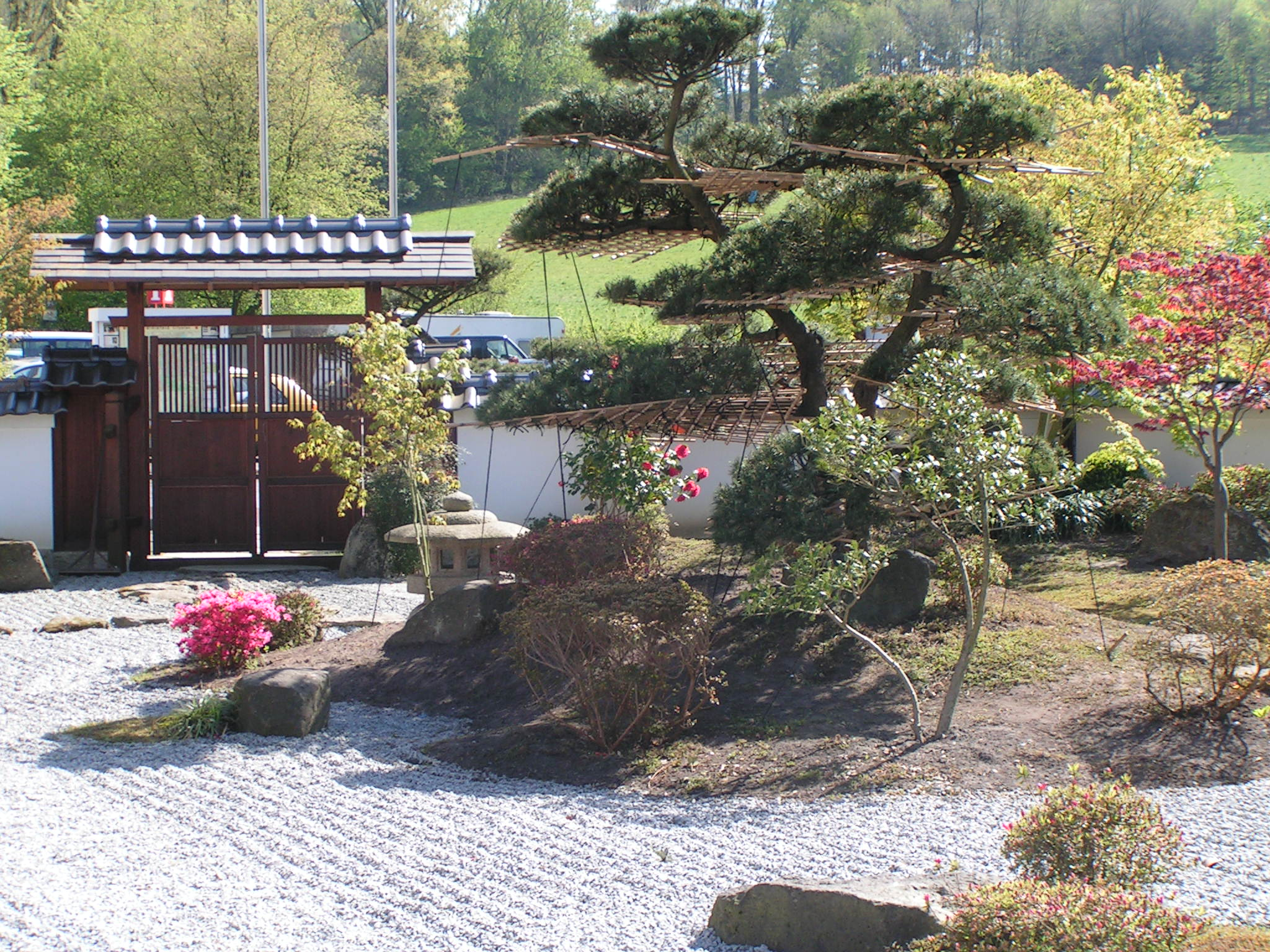
加代包姆的日式庭院
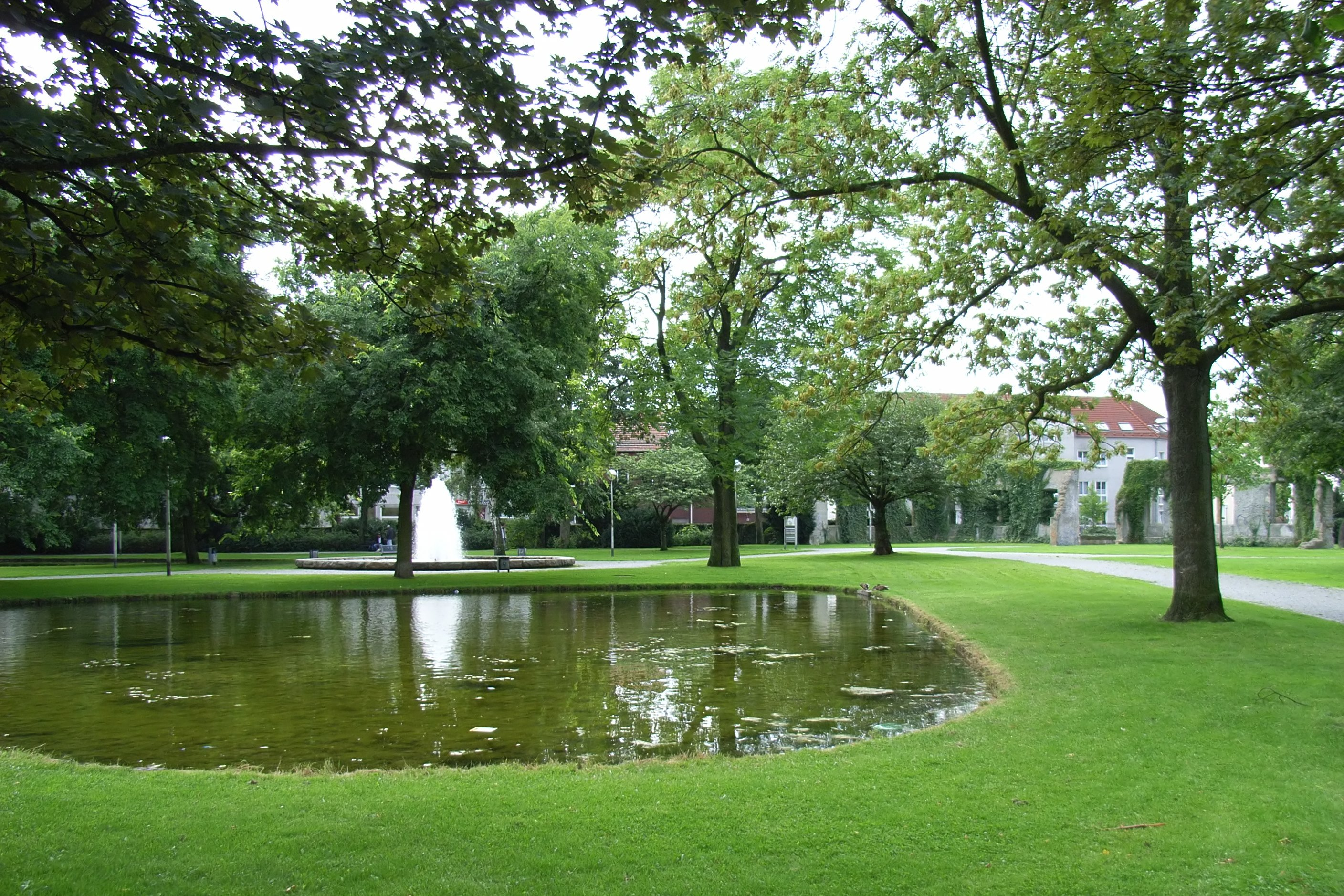
罗奇代尔公园
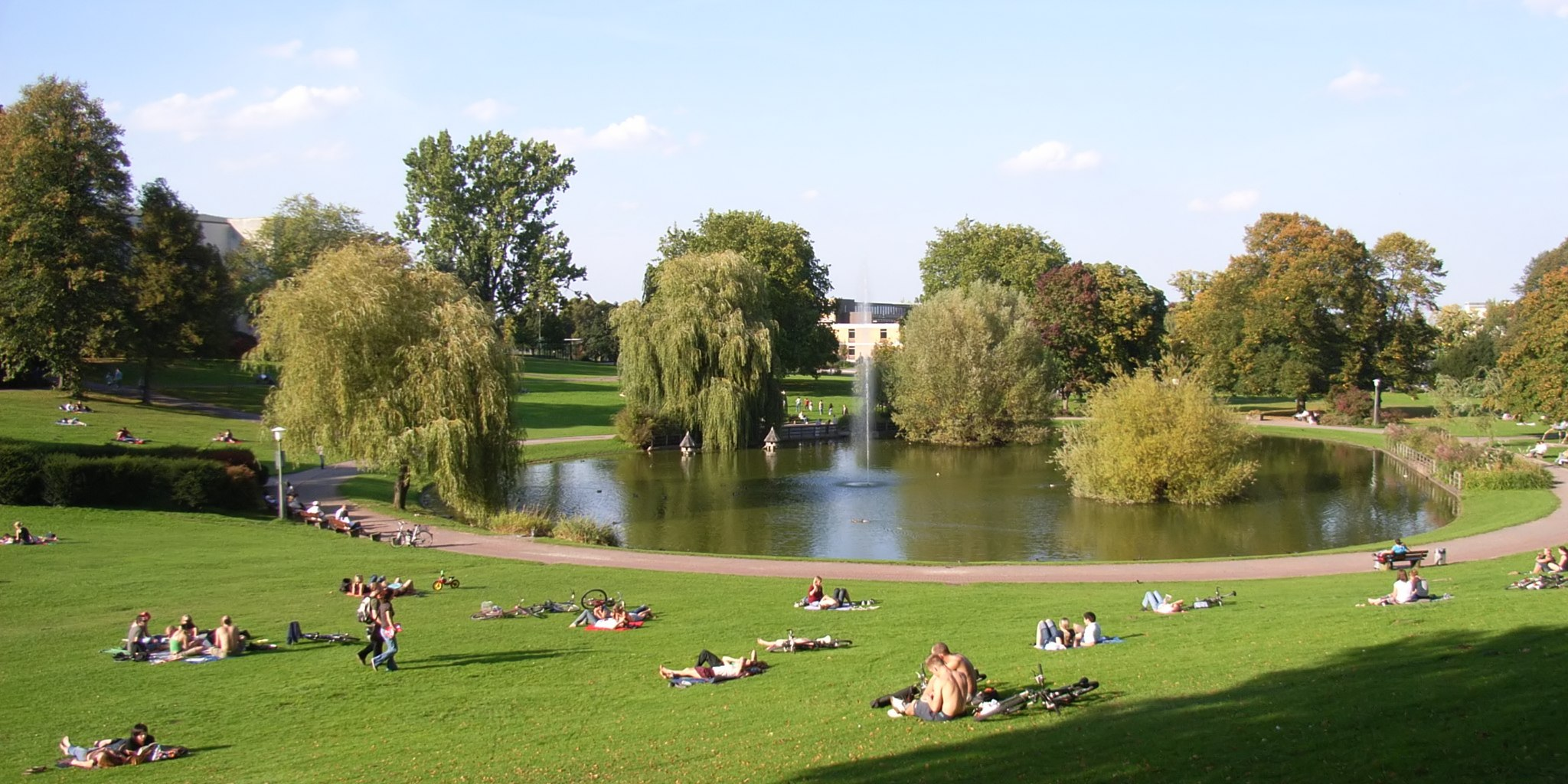
市民公园
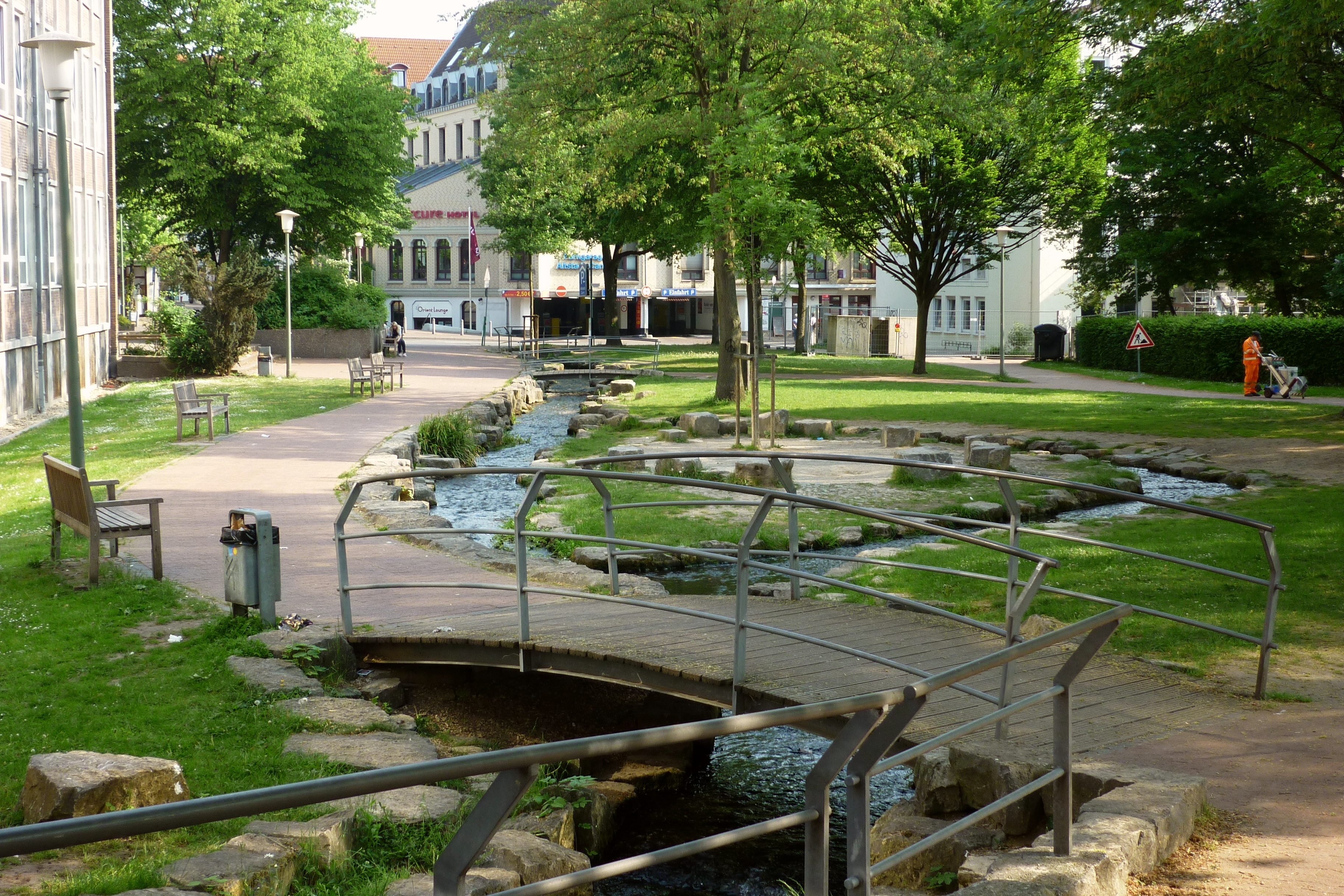
穿越城区的卢特河
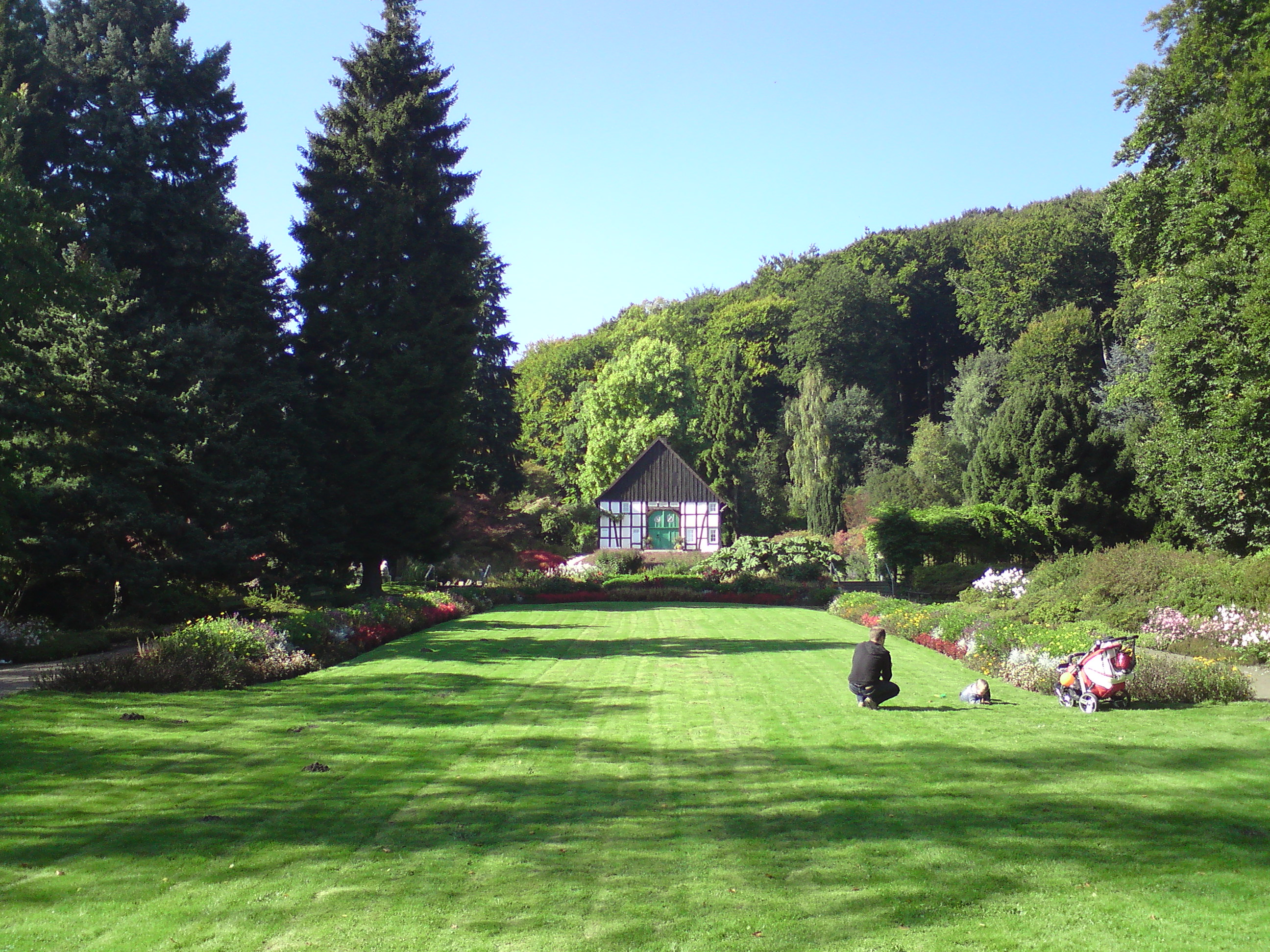
比勒费尔德植物园

## 友好城市
友好城市如下：
- 法國孔卡爾諾
- 法國 菲雅克
- 英国北爱尔兰恩尼斯基林
- 英国英格兰羅奇代爾
- 波蘭熱舒夫[76]
- 俄羅斯大諾夫哥羅德
- 以色列納哈里亞
- 尼加拉瓜埃斯特利

## 知名人物
知名的比勒费尔德人有（按出生年份排序）：
- 弗里德里希·威廉·穆尔瑙(1888 - 1931)，电影导演
- 霍斯特·威塞尔(1907 - 1930)，霍斯特·威塞尔之歌的作者
- 汉尼斯·瓦德（1942 - ），词曲作者
- 本哈德·施林克（1944 - ），作家，世界畅销书《朗读者》的作者
- 克里斯蒂娜·劳（1956 - ），政治学家，前联邦总统约翰内斯·劳的遗孀，联邦共和国“第一夫人”（1999-2004）
- 米克·克勒格尔（1993 - ），自行车运动员，她代表德国队参加了日本举行的2020年夏季奥林匹克运动会，并且在女子团体追逐赛上获得金牌